# Guerra dels Cent Anys
|  | Per a altres significats, vegeu «Segona Guerra dels Cent Anys». |

La Guerra dels Cent Anys és un conflicte intercalat amb treves més o menys llargues, que enfronta, des del 1337 al 1453 (o sigui, gairebé 116 anys) a la dinastia Plantagenet a la dels Valois i, a través d'ells, al regne d'Anglaterra i al de França. El mateix terme Cent anys de guerra és una construcció historiogràfica que s'estableix al segle xix, per consolidar la successió de conflictes. Per als historiadors, es tracta més aviat de la Primera Guerra dels Cent Anys, per distingir-la de la Segona Guerra dels Cent Anys (1689-1815), menys coneguda.
A principis del segle xiv, tres eixos de tensió a ajuden promoure la seva emergència:
- la gran depressió medieval, teoritzada per Guy Bois (crisi demogràfica combinada amb estancament econòmic a causa de l'augment de la càrrega tributària senyorial);
- els constants enfrontaments entre els Plantagenet i els Capets per la sobirania i el control dels feus de Guiena ;
- el conflicte dinàstic per la corona de França que va néixer, el 1328, amb la mort de Carles IV, darrer fill de Felip IV.

La guerra té diverses fases. Anglaterra va obtenir inicialment moltes victòries, abans que França recuperés l'ascendència a partir del 1364; el 1378, els anglesos només controlaven algunes ciutats del continent. A partir del 1380, l'afebliment del poder reial, combinat amb un context econòmic difícil, va conduir a un període de guerra civil als dos països, situació de la qual va sortir el Regne d'Anglaterra primer. Enric V d'Anglaterra va aprofitar llavors la bogeria del rei Carles VI de França i la guerra civil entre armagnacs i borgonyons per revifar el conflicte. Gràcies a la seva aliança amb els borgonyons, va obtenir la corona de França per al seu fill Enric VI mitjançant el tractat de Troyes signat el 1420. Tanmateix, el naixent sentiment nacional i la modificació dels circuits econòmics dificultaren el manteniment dels anglesos a França. El 1429, l'èpica de Joana d'Arc va causar una impressió tot reforçant la legitimitat de Carles VII. Sis anys després, va concloure la pau d'Arras amb el duc de Borgonya; per tant, els anglesos van ser inexorablement rebutjats (sobretot amb la reconquesta de París el 1436 per part del conestable Artur de Richemont) i ja no controlava, el 1453, més que Calais al continent (del que França no va prendre el control fins al final del setge de Calais el 1558), signant la pau el 1475 (tractat de Picquigny).
Demogràficament, les batalles van resultar en poques morts fora de la noblesa, però el saqueig va tenir conseqüències negatives sobre les poblacions civils. Des del punt de vista militar, aquesta guerra marca un trencament, amb la decadència de la cavalleria a favor de la infanteria i l'aparició de l'artilleria. Aquest conflicte també va suposar l'aparició duradora de l'ocupació de tropes mercenàries a cadascun dels camps presents. També té conseqüències econòmiques, l'increment dels preus afavoreix el comerç a llarga distància; i religiós, amb el gran cisma d'Occident que s'oposa als papes de Roma i Avinyó. Es tradueix en una afirmació del sentiment nacional, la rivalitat franco-anglesa ja no és el resultat d'un conflicte dinàstic. De la mateixa manera, la transformació de Borgonya en un principat independent genera un conflicte de dos segles amb els Habsburg.

## Origen del nom

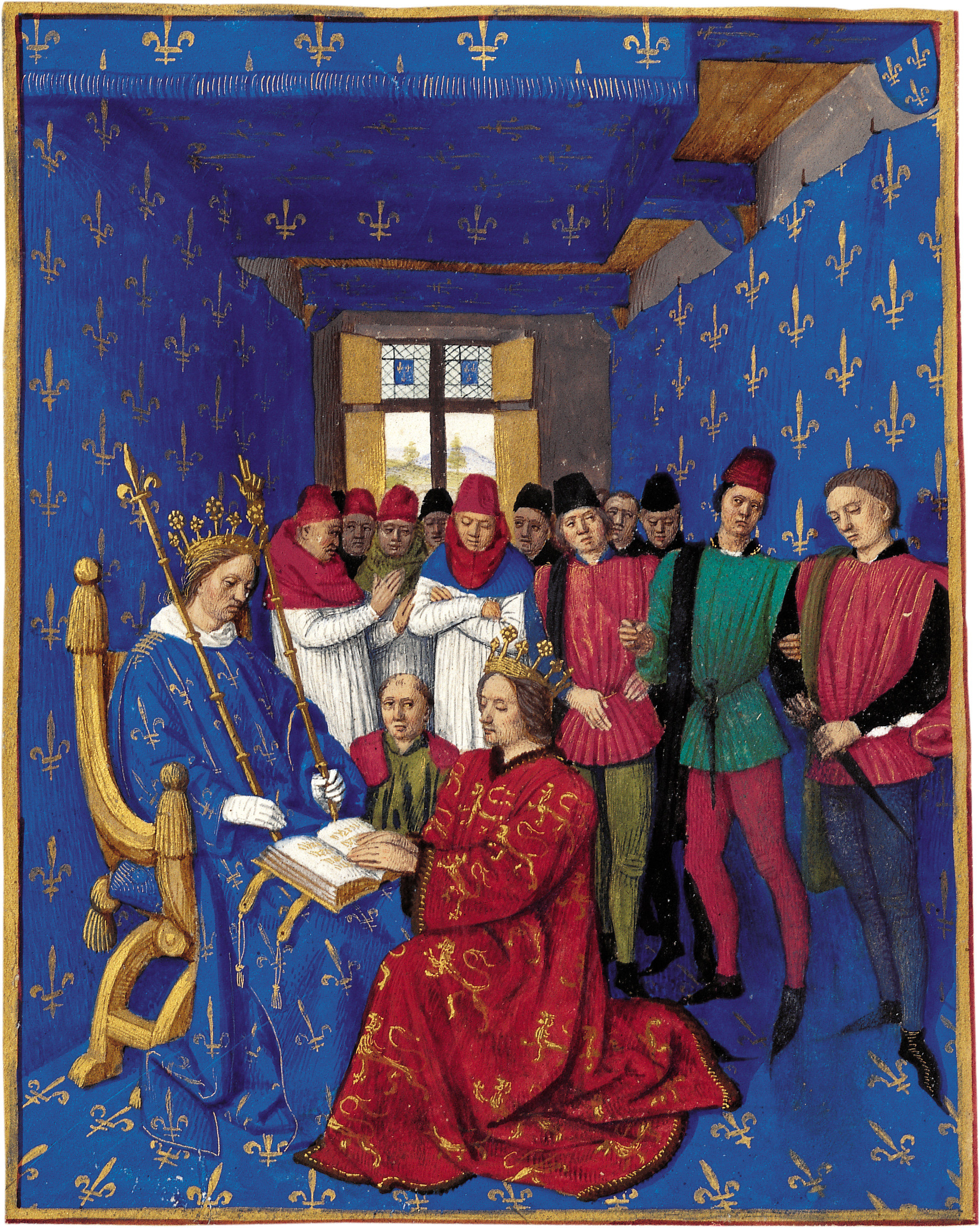
Homenatge d'Eduard I a Felip I, miniatura de Jean Fouquet a Les Grandes Chroniques de France, Biblioteca Nacional, Paris.

Si contemporanis van sentir a la fi del segle xiv la durada excepcional de conflicte, no va ser fins al segle xix que l'expressió Guerra dels Cent Anys és essencial en la historiografia. El medievalista Philippe Contamine va buscar les primeres mencions. Apareix per primera vegada a la Taula Cronològica de la Història de l'Edat Mitjana de Chrysanthe Desmichels. publicada a París el 1823. El primer manual escolar amb els mateixos termes es deu a M. Boreau i va aparèixer el 1839 amb el títol L'Histoire de France à l'usage des classes. Finalment, la primera obra que utilitza el títol La guerra dels cent anys és de Théodore Bachelet el 1852

## Forces presents

### Regne de França

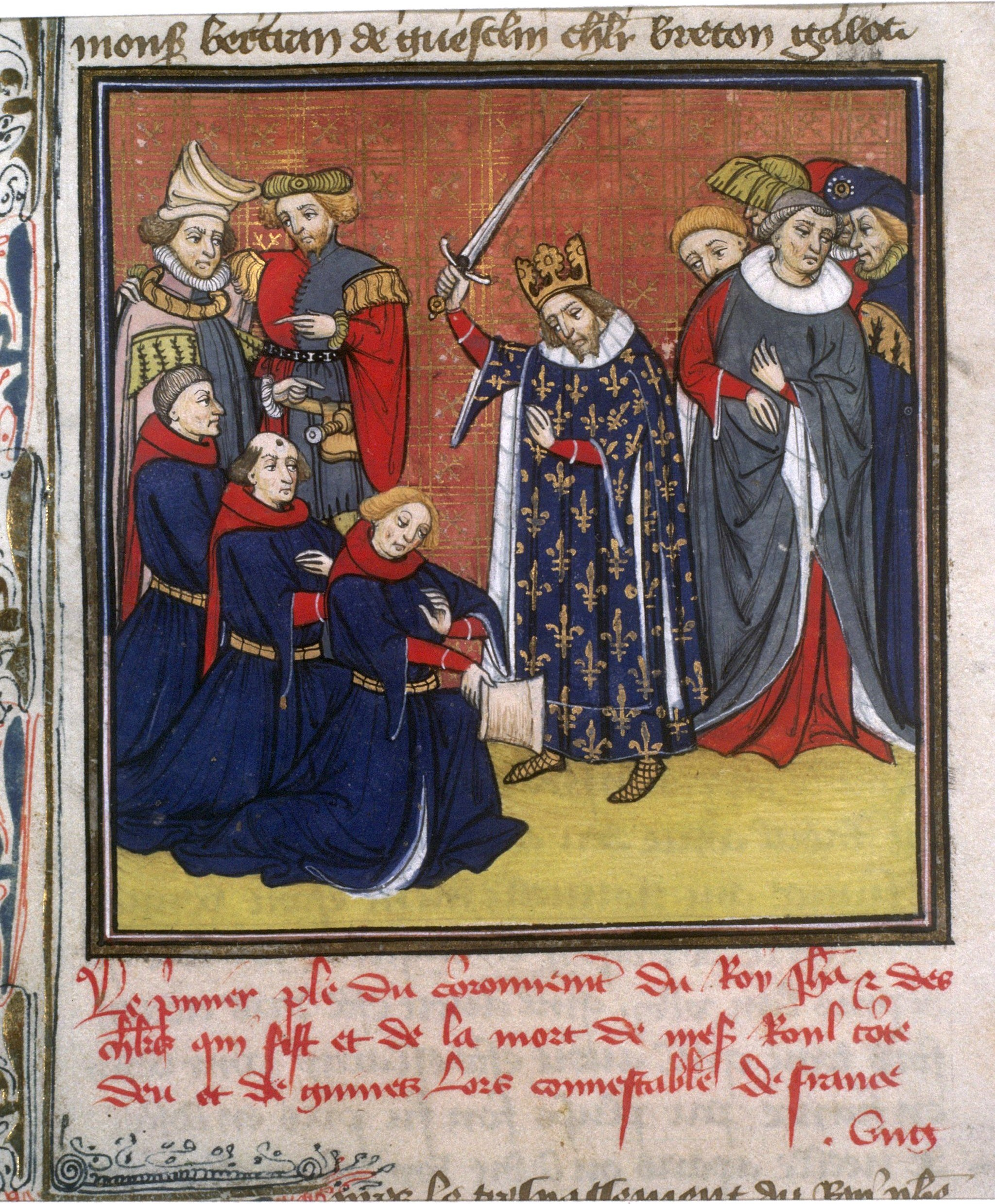
El regne de França és un règim feudal que dona un gran lloc a la cavalleria. En aquesta il·luminació, Joan II el Bo investeix cavallers. Miniatura del taller del Mestre de Virgili extreta d'un manuscrit de les Grandes Chroniques de France, BNF, Fr.73.

A principis del segle xiv, el regne de França, regat per grans conques fluvials, gaudia d'un clima favorable i d'una agricultura pròspera, comptava entre 16 i 17 milions d'habitants, convertint-se en la primera potència demogràfica d'Europa. El 1328, una gran enquesta administrativa que abastava gairebé tres quartes parts de la població i enumerava els foscs fiscals, proporcionava una visió general del territori. Hi ha 2.469.987 llars allà, aproximadament 12 milions d'habitants i 32.500 parròquies. Segons aquest cens, només París té més de 200.000 habitants. Aquest augment de la població no està exempt d'efectes sobre la planificació de l'ús del territori, ja que una gran part dels boscos són netejats en benefici de l'agricultura basada en un règim feudal i religiós molt jeràrquic. La capacitat agrícola i el desenvolupament massiu de l'energia hidràulica s'utilitza per alimentar la població (no hi ha hagut fams des del segle xii). Amb el creixement protoindustrial en l'ús del ferro, amb l'aparició de noves tècniques d'arada o d'aprofitament, però també l'ús de cavalls en detriment dels bous, les zones poc fèrtils poden tenir granges que proporcionen aliment. la noblesa pel seu deure de defensar la terra.
Més que la seva població, el Regne també imposa per la seva mida. A la coronació de Felip VI de Valois, França s'estenia des de l'Escaut fins als Pirineus, des de l'Atlàntic fins al Roine, el Saône i el Mosa, país que va trigar 22 dies a travessar de nord a sud i 16 d'est a oest segons Gilles Le Bouvier al segle xv gairebé 424.000 quilòmetres. Prop de seixanta regions es diferencien entre elles per grans disparitats lingüístiques, culturals, històriques i fins i tot, de vegades, religioses (com els càtars del sud). Així, el nord del Regne que parlava la llengua d'Oïl i prop del bressol de la dinastia dels Capet, tenia una terra agrícola rica i una població més gran (14 llars per km² per a l'Illa de França i de fins a 22 llars per km² per als caos de Senlis i Valois per a una mitjana de 7,9 llars per km²) destacant clarament del sud. Aquest últim, on s'utilitzava la llengua d'oc, tenia una cultura impregnada per l'antiga presència romana, però també era més pobre a nivell agrícola (en canvi, la cria hi era més rica) i menys poblada (prop de 4 llars per km² per als comtats de Bigorra o de Bearn per exemple), però sobretot era més independent davant del rei, perquè si aquest transferia part de la seva autoritat a mans dels seus vassalls, havia de tenir en compte els seus consells. Tanmateix, el rei no va dubtar a interferir en la política interna dels seus subordinats, ja que des del segle xii, gaudia de poders sense precedents. Estava al cim d'una piràmide on els esglaons inferiors li devien lleialtat.
El clergat té un paper social important en aquesta organització de la societat. Els clergues, sabent llegir i comptar, gestionen les institucions; els religiosos operen organitzacions de caritat i escoles); a través de les festes religioses, el nombre de dies inhàbils arriba a 140 per any. Tanmateix, aquí també hi ha una diferència Nord/Sud. El sud, menys marcat pel renaixement carolingi i els ordes religiosos que el nord, es va centrar principalment en ciències com la medicina, mentre que el nord preferia la filosofia o la teologia. Dues ciutats demostren aquesta escissió: París i Montpeller; si bé la primera tenia una de les universitats més reconegudes del món cristià des del punt de vista teològic, la segona tenia una de les escoles de medicina més prestigioses d'Occident, on no era estrany veure estudiants vinguts de l'Orient Mitjà o del nord d'Àfrica per estudiar-hi.
De la mateixa manera, la noblesa ha de combinar riquesa, poder i valentia al camp de batalla: vivint del treball dels camperols, el senyor ha de mostrar-los la seva valentia i lleialtat. L'Església ha treballat per canalitzar els cavallers lladres des del final del segle x. Des del Concili de Charroux el 989, es va demanar als homes armats que posessin el seu poder al servei dels pobres i de l'Església i es convertissin en milítes Christi (soldats de Crist) Des del segle xiii, el rei de França va aconseguir acceptar la idea que el seu dret diví a permetre-li crear nobles La noblesa és, per tant, diferent de la resta de la població pel seu sentit de l'honor i ha de mostrar un esperit cavalleresc, protegir la gent i fer justícia tot preservant un cert confort material. Ha de justificar la seva condició social al camp de batalla: l'adversari ha de ser derrotat cara a cara en un combat heroic. Per tant, l'exèrcit s'estructura al voltant de la cavalleria més poderosa d'Europa, la cavalleria pesant lluita frontalment, cos a cos. Aquest desig de brillar al camp de batalla va augmentar amb l'hàbit del temps de fer presoners i obtenir ingressos per alliberar-los. La guerra esdevé, doncs, molt lucrativa per als bons combatents i, per tant, els riscos de ser morts es redueixen per als altres. A partir de Felip el Bell, el rei pot convocar el ban , és a dir, tots els homes lliures de 15 a 60 anys, de qualsevol condició (cavallers i camperols, joves i vells, rics i pobres). Cap al 1340, Felip VI podia comptar amb 30.000 homes armats i amb 30.000 peons. Numèricament, és incomparable, perquè el manteniment d'aquest nombre de combatents representa un cost extraordinàriament elevat, però és un exèrcit multicolor i poc disciplinat.
Per fer valer el seu poder davant la gran noblesa i el papat, els capets van donar promeses al poble: creació de ciutats lliures amb la concessió de cartes de franquícies, creació dels estats generals… L'equilibri social requereix l'acceptació per part del poble d'un fort poder reial, que l'emancipa de l'arbitrarietat feudal, i d'una administració cada vegada més centralitzada que garanteix un cert confort material. A la vigília de la Guerra dels Cent Anys, aquest sistema es debilita com a conseqüència del creixement demogràfic que s'ha produït des del segle x, hi ha una superpoblació del camp i per exigir l'autonomia de les ciutats. La mida de les parcel·les dels pagesos es redueix i els preus agrícoles cauen: els recursos fiscals de la noblesa disminueixen i es fa imperatiu per brillar en el camp de batalla per reposar les seves finances. Però l'equip d'un cavaller sempre costa més.
En tres segles, els reis capets van aconseguir consolidar la seva autoritat i expandir el seu territori a costa dels plantagenets. El prestigi reial de França és immens i, en temps de Felip IV el Bell, la xarxa d'aliances franceses s'estenia fins a Rússia. No obstant això, malgrat les confiscacions territorials de Felip II August, Sant Lluís i Felip IV el Bell, els reis d'Anglaterra van conservar l'estret ducat de Guiana i el petit comtat de Ponthieu: el rei d'Anglaterra és, per tant, el vassall del rei.

### Regne d'Anglaterra

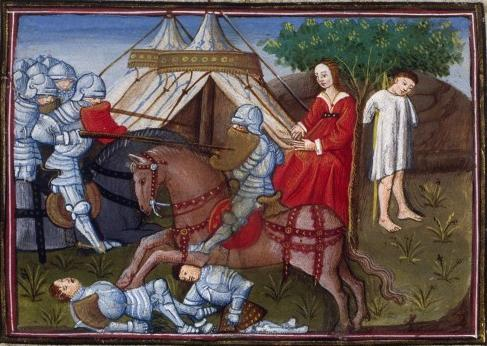
Yvain ajuda la donzella. Il·luminació extreta d'una versió de Lancelot du Lac del. El cavaller s'ha de comportar lleialment, el combat és una oportunitat per justificar la seva condició social.

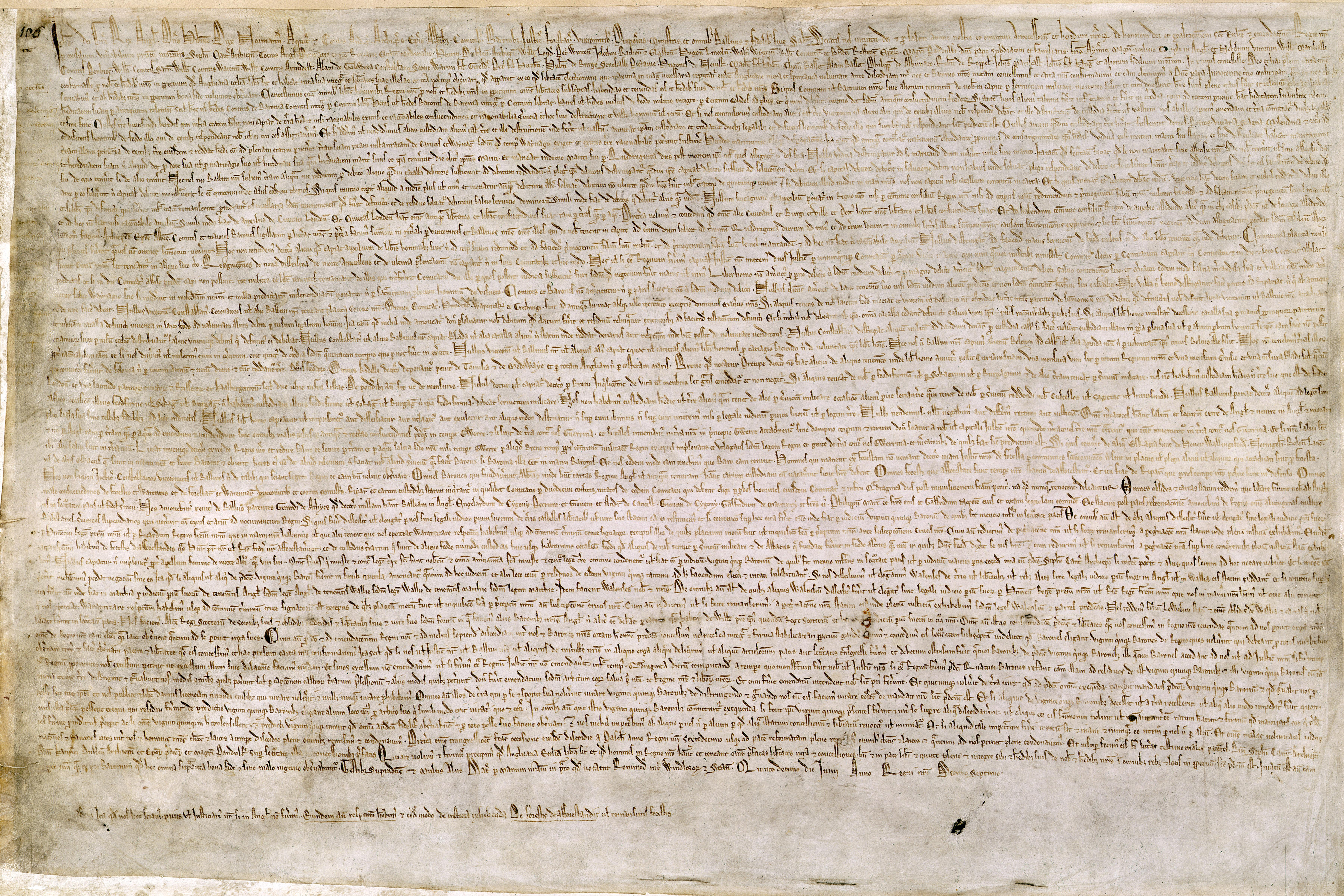
La Magna Carta, o Gran Carta

El Regne d'Anglaterra, molt menys poblat amb quatre milions d'habitants, es veu afectat pel refredament climàtic europeu a partir del segle xiii i ha de renunciar a determinats productes agrícoles (el vi, per exemple, produït anteriorment a tot el sud d'Anglaterra, ara només és a Guiana) i optar per una economia basada en l'especialització i el comerç. El clima plujós i les pastures verdes afavoreixen la cria (més particularment les ovelles) permetent una producció important de llana utilitzada pels teixidors i teixidors (les ovelles angleses produeixen llanes particularment fines d'excel·lent qualitat per filar). L'artesania, el comerç i, per tant, les ciutats s'han desenvolupat. Els habitants de les ciutats necessiten sobretot llibertat empresarial i limiten la pressió fiscal (una gran part de les finances de l'Estat prové de l'impost sobre la llana). De la mateixa manera, els propietaris de terres (barons i clergues) tenen una visió tènue de l'augment dels impostos necessari pel finançament de la guerra contra Felip August, sobretot perquè Joan sense Terra acumula derrotes i pèrdues territorials. Aquest últim ha de concedir la Carta Magna de 1215 que condueix a un poder de control sobre els impostos pel Parlament d'Anglaterra.
El comerç fa que Anglaterra depengui molt de Guiana (perquè produeix vins de qualitat i quantitat superiors als d'Anglaterra), Flandes (els teixidors compren llana) i Bretanya (que ven la sal, essencial per a la conservació dels aliments).
Durant dos segles, la sobirania sobre l'oest de França, des del ducat d'Aquitània fins al ric i poderós comtat de Flandes, ha estat la font de conflictes i intrigues entre els Capets i els Plantagenet. Aquesta lluita, que va començar a mitjan segle xii amb un enorme avantatge per als Plantagenet (que llavors posseïen l'Anjou, Normandia, el Maine, Poitou, Aquitània i el Llemosí), acaba amb la confiscació de la major part de les seves possessions en benefici del rei de França. Del gran imperi Plantagenet, només queda una Aquitània disminuïda i reduïda a la costa gascona i a Bordeus, anomenada Guiana.
El llenguatge de les elits és l'anglo-normand, essencialment l'antic normand, fortament influït pel dialecte angeví a l'època dels plantagenets i en menor mesura per l'anglo-saxó, fins al 1361 (decret d'Eduard III), tot i que l'anglosaxó continua sent utilitzat per la gent.
D'altra banda, Anglaterra va haver d'afrontar la Segona Guerra d'Independència d'Escòcia (1332 a 1357). Des de 1296, aprofitant la mort d'Alexandre III sense hereu masculí i un intent de prendre el control per matrimoni, Anglaterra considera Escòcia un estat vassall. Tanmateix, els escocesos van contractar amb França, l'Antiga Aliança, el 23 d'octubre de 1295, i Robert Bruce a la batalla de Bannockburn, va esclafar la cavalleria anglesa, molt superior en nombre gràcies a un exèrcit compost principalment per homes a peu amb càrregues d'armes protegits per una filera de piquers. Per tant, els anglesos adapten la seva manera de combatre reduint la cavalleria, però utilitzant més arquers i homes a armes a peu protegits de les càrregues per estaques plantades a terra (aquestes unitats, per augmentar la seva mobilitat, es mouen a cavall però lluiten a peu). Eduard III va implementar aquesta nova forma de lluitar donant suport a Eduard Balliol contra els partidaris de David II, el fill de Robert Bruce. Gràcies a aquesta tàctica, els anglesos van guanyar diverses batalles importants, inclosa la batalla de Dupplin Moor el 1332 i la de Halidon Hill el 1333. David II va haver de fugir i va trobar refugi a França on fou rebut per Felip VI. Edward Balliol es converteix en rei d'Escòcia, vassall d'Anglaterra i és odiat pel seu poble. Gràcies a aquesta campanya, Eduard III va poder tenir un exèrcit modern que estava ben entrenat en noves tàctiques (també va experimentar amb l'estratègia de superposicions que consisteix a saquejar el país a grans distàncies gràcies a un exèrcit muntat).
De fet, en els anys 1310-1330, la reducció de la proporció de cavallers, i en particular de cavallers pesants, en les tropes de combat és el desenvolupament més important en comparació amb l'exèrcit feudal tradicional. La causa principal és la disminució del nombre de propietaris prou rics per equipar-se com a cavallers. Per tant, es va decidir reclutar de les categories socials més baixes, seguint un sistema de reclutament, un cos armat que fos menys costós d'equipar; la infanteria també es deia homes del peu, ells mateixos compostos d'infanteria i homes de tir (arquers i ballesters). Segons les necessitats, cada parròquia és responsable de proporcionar un nombre determinat d'homes capacitats, capacitats i equipats que només paguen en cas de guerra fora del país; el rei pot així exigir a qualsevol propietari de terres que gaudeixi d'un ingrés de 40 lliures esterlines que respongui a la seva crida i, com a França, pot mobilitzar tota la població. Aquests infants pertanyen a la part superior de la pagesia, ja que han de proporcionar el seu equipament i el seu bidet per al seu moviment. Aquesta infanteria muntada es va tornar més mòbil i va salvar les seves forces per al combat. La cavalleria lleugera, estava representada pels hobelars que més sovint pertanyia a la classe benestant dels propietaris. El hobelar té un plastró de cuir, un casc i guants de ferro, una espasa, un ganivet i una llança. L'arquer a cavall també estava representat en la classe benestant dels propietaris. La seva arma, el gran arc llarg, amb un arc voluminós de 2 m d' alçada, farà estralls en les batalles de la Guerra dels Cent Anys. Aquests arquers, generalment col·locats en filades estretes a les ales, protegides darrere d'una empalissada principalment formada per estaques tallades amb punta, però també darrere de carros i altres obstacles, podien llançar 6 fletxes per minut, fent així que plogués una pluja de fletxes que delmés les càrregues enemigues. Aquest cos d'arquers muntats va substituir entre 1320-1330 el cos de ballesters (a peu). Per a les altres classes de camperols, conformen, segons el cas, el cos d'arquers de peu, el cos de coutiliers o el d'espadatxins. Per tant, les tropes angleses afavoreixen la defensa sobre l'atac.

## Causes del conflicte
Si ens trobem amb les causes dels conflictes en la crisi demogràfica, econòmica i social a Europa segle xiv, l'esclat de la guerra està motivada per l'augment gradual de la tensió entre els reis de França i Anglaterra pels temes de Guiana, Flandes i Escòcia. La qüestió dinàstica, plantejada per una interrupció dels descendents masculins directes dels capets, amb la desaparició del darrer fill de Felip IV el Bell, és el pretext oficial.

### Causes culturals, demogràfiques, econòmiques i socials del conflicte

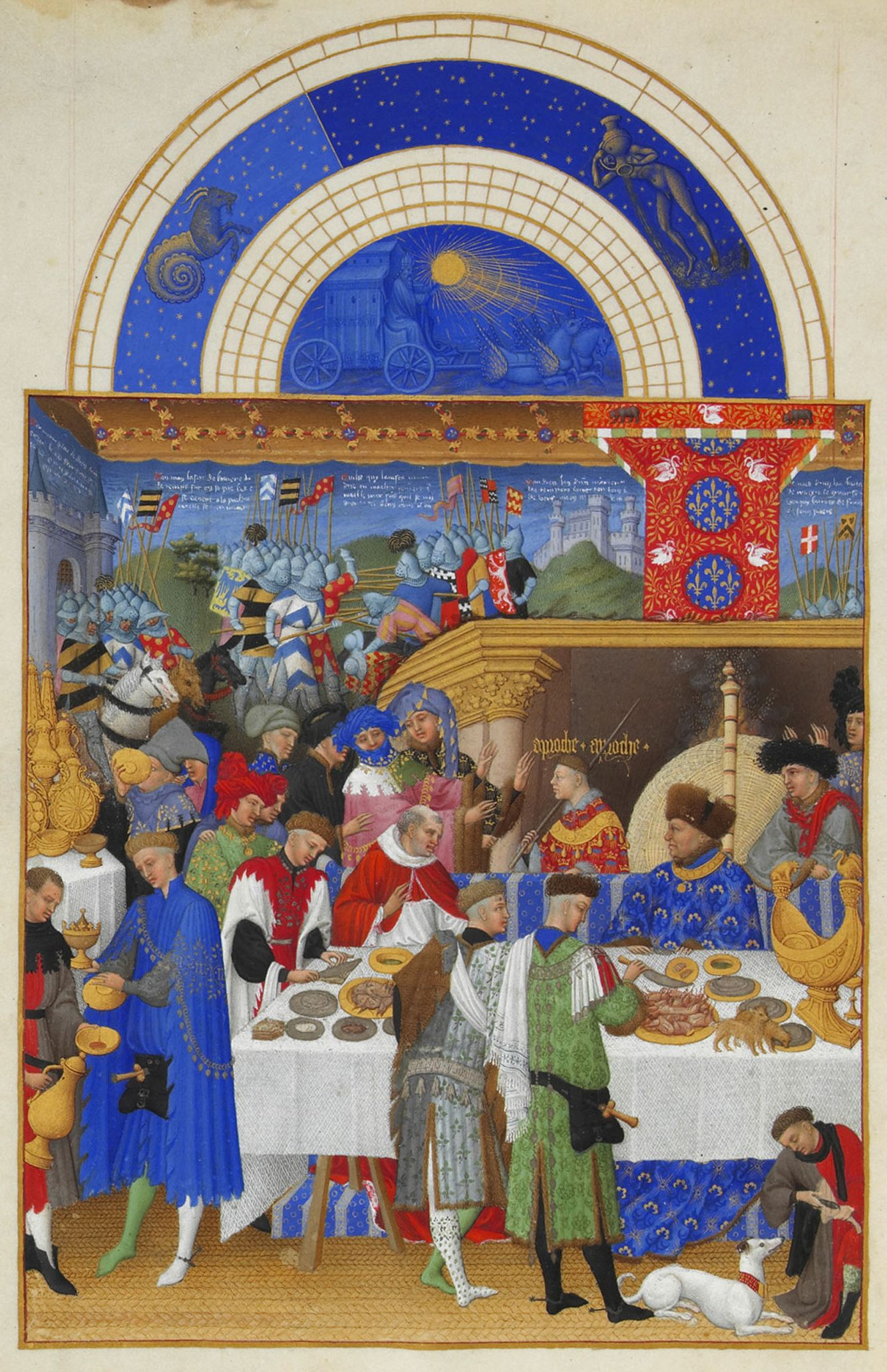
Taula de Joan I de Berry, cap a 1411-1416. Al, el vi i la carn són habituals a la tala dels nobles. Les molt riques hores del Duc de Berry, mes de gener, Museu Condé, Ms.65, f.1

Mentre que sota l'efecte dels avenços en les tècniques agrícoles i el desbrossament, la població creix a Occident des del segle x, creua un llindar que supera la capacitat de producció agrícola en algunes parts d'Europa aviat a finals del segle xiii. Amb la interacció de les divisions d'herència, les parcel·les es divideixen i es redueixen: la seva superfície mitjana disminueix en dos terços entre 1240 i 1310. Algunes regions, com Flandes, estan superpoblades i intenten guanyar terres cultivables del mar; no obstant això, per cobrir les seves necessitats opten per una economia comercial que permeti la importació de productes bàsics agrícoles. A Anglaterra, a partir de 1279, el 46% dels agricultors només tenien una superfície cultivable inferior a 5 hectàrees, la superfície mínima per alimentar una família de 5 persones. A França, la situació és gairebé millor, el 1311 a Garges, prop de París, més de dos terços dels habitants tenen una parcel·la inferior a 34 ares si s'inclou la casa que n'ocupa uns 20, en aquest context, el més mínim desastre natural pot arruïnar una família. La població rural s'empobreix, disminueix el preu dels productes agrícoles i disminueixen els ingressos fiscals de la noblesa mentre augmenta la pressió fiscal, augmentant les tensions amb la població rural.
Per tant, molts camperols intenten tenir sort com a treballadors de temporada a les ciutats amb salaris molt baixos, generant també tensions socials a les zones urbanes. El refredament global provoca fracassos de cultius que es produeixen amb la pressió de la població en fams (tot i que havien desaparegut des del segle XII) al nord d'Europa els anys 1314, 1315 i 1316: Ypres perd el 10% de la seva població i Bruges el 5% el 1316. L'augment de les ciutats augmenta aquest dèficit i els subministraments han de ser proporcionats pel comerç a més o menys llarga distància. D'altra banda, els consumidors, amb un nivell de vida més alt gràcies a la prosperitat general, exigien aliments més abundants i més variats: la moda de beure vi es va estendre àmpliament entre la noblesa; per a totes les classes de la societat, el companagium (pa que acompanya) es fa més abundant i més ric. L'enriquiment de la societat i les noves demandes de productes amb més valor afegit empenyen els agricultors a diversificar les seves produccions. La vinya creix amb la demanda: les del nord i l'est de França augmenten la seva producció. Els sobirans anglesos, que només tenen Guiana al continent, hi fan créixer la vinya; al mateix temps, els ducs de Borgonya fomentaren la producció i exportació de vins Beaune. Aquesta diversificació de l'agricultura augmenta el dèficit de productes bàsics en la dieta del moment.
Sobretot, la incapacitat de l'Estat per acceptar l'impost exigeix que equilibri el seu pressupost per utilitzar canvis monetaris. La qual cosa suposa reduir el deute de l'Estat devaluant la moneda. Entre altres coses, això té l'efecte de reduir els ingressos de la terra fixats contractualment.
La noblesa ha de compensar la disminució dels seus ingressos de la terra i la guerra és un mitjà excel·lent per fer-ho gràcies als rescats cobrats després de la captura d'un adversari, al saqueig i a l'augment dels impostos justificats per la guerra. La noblesa, particularment la noblesa anglesa, els ingressos patrimonials de la qual estan més afectats, adopta, per tant, un comportament bel·licista. A França, el rei Felip VI va haver de reposar les arques de l'Estat i una guerra va permetre imposar impostos excepcionals.

### Esferes d'influències econòmiques i culturals de França i Anglaterra

Àmbits d'influència i principals eixos comercials al Regne de França el 1337.
Possessions de Joan de Navarra
Estats Pontificis
Territoris controlats per Eduard III
Zona d'influència econòmica anglesa
Zona d'influència cultural francesa

Des de Lluís IX, la modernització del sistema legal ha atret moltes regions veïnes a l'esfera cultural francesa. En particular, a les terres de l'Imperi, les ciutats de Delfinat o el comtat de Borgonya recorren a la justícia reial per resoldre les disputes: el rei envia així l'agutzil de Mâcon que intervé a Lió per resoldre les disputes allà, com el senescal de Beaucaire que intervé a Vivier o Valence. Els reis de França saben atreure a la seva cort la noblesa d'aquestes regions assignant rendes i participant en una hàbil política matrimonial. L'homenatge que els comtes de Savoia van fer al rei de França contra la concessió de pensions, la mort heroica a Crécy del rei de Bohèmia Joan de Luxembourg, sogre de Joan el Bo, i la cessió del Delfinat a Felip VI pel comte Humbert II arruïnen per la seva incapacitat de gravar l'impost i sense hereu després de la mort del seu únic fill són il·lustracions perfectes d'aquest fenomen. Per contra, el fet que el rei d'Anglaterra sigui vassall del rei de França per a Guiana li suposa un problema perquè totes les disputes es poden resoldre a París i, per tant, en desavantatge.
El boom del comerç va fer que determinades regions depenguessin econòmicament d'un o altre regne. En aquella època, el transport de mercaderies es feia principalment per mar o per riu. La Champagne i Borgonya alimenten París a través del Sena i els seus afluents i són pro-francesos. Es comparteix Normandia perquè és el punt d'unió entre aquesta conca econòmica i el Canal de la Mànega, que s'està convertint en una zona d'intercanvis cada cop més intensos gràcies al progrés de les tècniques marítimes (la circumval·lació de la península Ibèrica per part dels vaixells italians esdevé de més i més freqüent). Aquitània exporta el seu vi a Anglaterra, Bretanya que exporta la seva sal i Flandes, que importa llana anglesa, tenen tot el seu interès a estar en l'esfera d'influència anglesa.
Així, els flamencs, volent escapar de la pressió fiscal francesa, es revolten repetidament contra el rei de França, d'aquí les successives batalles de Kortrijk (1302), Mons-en-Pévèle (1304) i Cassel (1328). Els flamencs donen suport al rei d'Anglaterra, fins i tot declarant el 1340 que Eduard III és el rei legítim de França. Per tant, els dos estats tenen interès a augmentar les seves possessions territorials per augmentar els seus ingressos fiscals i reposar les seves finances. A partir de llavors, les intrigues dels dos reis per passar Guiana, Bretanya i Flandes sota la seva influència condueixen ràpidament a la guerra entre els dos estats: finalment cobreix 116 anys.

### La qüestió dinàstica

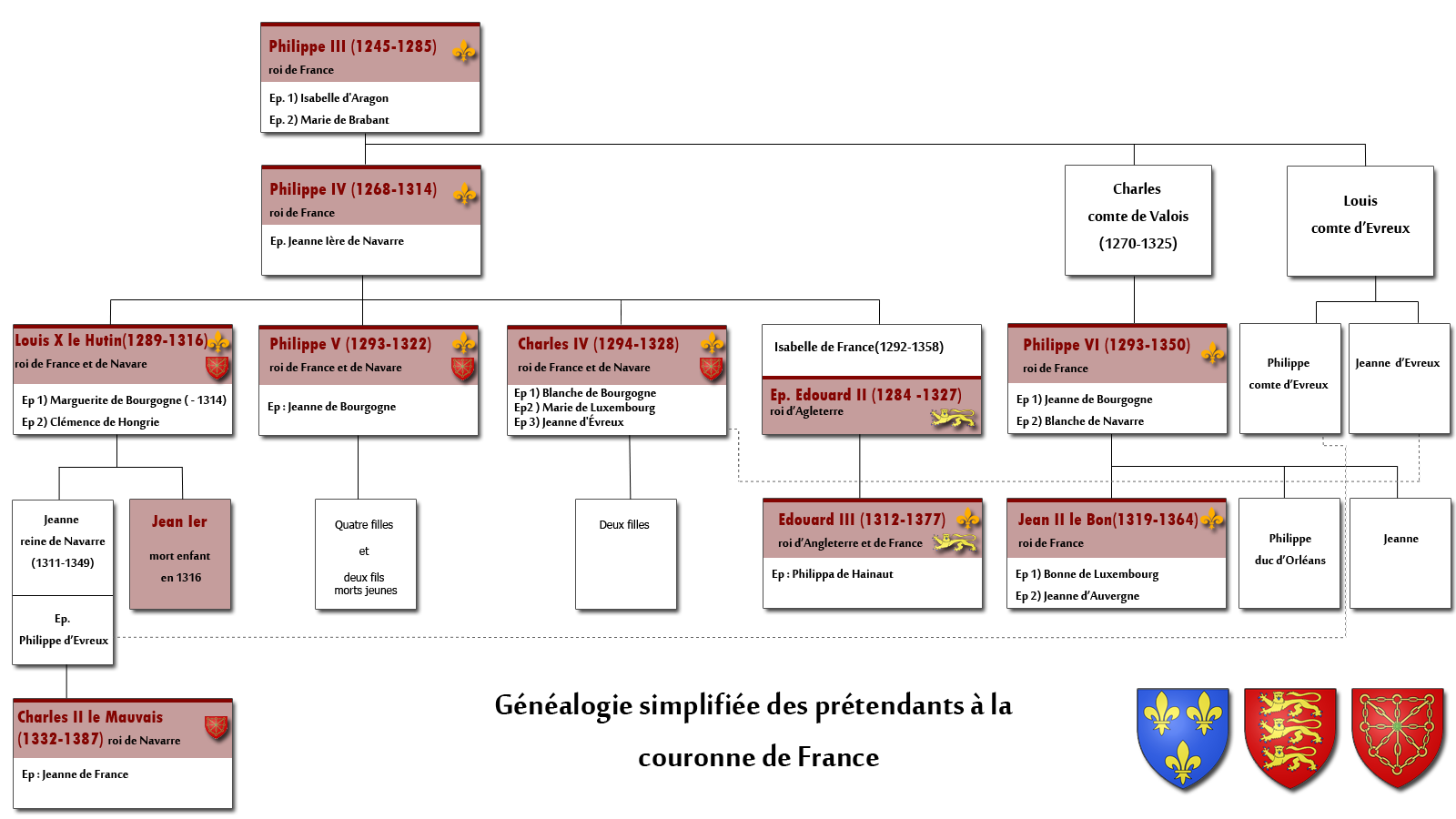
Descendents de Felip III l'Atrevit, rei de França (1270-1285).

Per comprendre la qüestió dinàstica del 1328, cal remuntar una desena d'anys en el temps:
El 1316, la mort de Lluís l'Obstinat, dos anys només després de la del seu pare Felip el Bell, marca la fi del miracle capet: del 987 al 1316, els reis capets sempre havien tingut un fill a qui transmetre la corona. De la seva primera esposa, Margarida de Borgonya, condemnada per infidel,, Lluís X només en té una filla, Joana de Navarra. A la seva mort, la seva segona dona espera un nen. Neix Joan I de França, anomenat el Pòstum, però no va viure més que alguns dies.
Cas inèdit fins llavors, l'hereva directa del Regne de França és una dona. La decisió que es pren llavors és molt important, ja que es fa costum, i tindrà la seva influència sobre la qüestió dinàstica que es posarà el 1328. La infidelitat de la reina ha sigut durant molt de temps donada com la causa principal de l'evicció de la seva filla i de la tria de Felip V (germà de Lluís X) com a rei de França. De fet, es tracta més d'una tria nacionalista, és a dir, el rebuig a veure un eventual estranger casar-se amb la reina i dirigir el país. No hi ha vertaderament una qüestió de legalitat en aquesta tria: la monarquia es funda en tres principis, herència/elecció/consagració, l'elecció reprèn els seus drets en cas de problema.
Quan el rei de França Carles IV, tercer i últim fill de Felip V, mor sense descendent el 1328, la qüestió dinàstica és la següent: Isabel de França, última filla de Felip, té un fill, Eduard III, rei d'Anglaterra. Podia aleshores transmetre un dret que, de fet, no podia exercitar segons el costum fixat deu anys enrere? Eduard III es proposa com a candidat, però és Felip qui és escollit i coronat com a Felip VI de França. Els poderosos del regne refusen un rei estranger, seguint la mateixa lògica nacional que deu anys enrere. Eduard III presta llavors homenatge a Felip VI, i és el seu vassall a la Guiena, nom amb què es coneixia el territori francès equiparable a l'actual Aquitània amb sobirania anglesa.
Un dels mites més tenaços sobre els orígens de la guerra dels Cent Anys és el de la llei sàlica. Aquesta no és invocada, tanmateix, en el moment de la tria del nou rei de França. No és fins trenta anys més tard, cap al 1350, que un benedictí de l'abadia de Saint-Denis, que té la crònica oficial del regne, ressalta aquesta llei per reforçar la posició del rei de França en el duel que lliura amb Eduard III, en resposta a la guerra. Aquesta llei, mal coneguda, data dels francs i estipula que les dones han de ser excloses de la terra sàlica. Ningú no sap vertaderament el que és la terra sàlica, segurament un punt de dret privat. Però aquesta llei és represa i és adaptada a la situació i és avançada com a argument de pes en les discussions sobre la legitimitat del rei. Els capets s'havien ocupat legalment de reforçar les seves possessions, unint a la corona els feus dels seus vassalls que morien sense hereus masculins. Felip el Bell havia introduït la clàusula de la masculinitat, per utilitzar l'expressió de Jean Favier, revisant, el dia abans de la seva mort, l'estatut de l'apanatge del Poitou que, per manca d'un hereu masculí, tornaria a la corona de França. La llei sàlica no s'invoca a l'hora d'escollir el nou rei de França. No va ser fins trenta anys després, cap al 1350, que un benedictí de l'abadia de Saint-Denis, que manté la crònica oficial del Regne, invoca aquesta llei per reforçar la posició del rei de França en el duel de propaganda que va lliurar a Eduard III d'Anglaterra. Aquesta llei data dels francs i indica que les dones han de ser excloses de la terra sàlica. El terme salic prové del riu Sala, avui IJssel, als Països Baixos, terra dels francs salis. Aquesta llei es reprèn, s'adapta a la situació i es presenta com un argument de pes en les disputes sobre la legitimitat del rei.
Després del breu regnat de Felip V, que també va morir sense hereu masculí, va ser el seu germà petit, Carles IV, qui, beneficiant-se del precedent establert pel seu major, va al seu torn cenyir la corona el 1322. Però el seu regnat tampoc no va durar molt de temps. Abans de morir, amb la seva dona embarassada, demana que, si li dona un fill, sigui rei. Si ha de ser una noia, confia als nobles que escullin qui serà coronat.
Quan aquest tercer i darrer fill de Felip el Bell va morir sense descendència masculina el 1328, la qüestió dinàstica era la següent: Isabel de França, última filla de Felip el Bell, tenia un fill, Eduard III, rei d'Anglaterra. Pot transmetre un dret que ell mateix no pot exercir segons el costum establert deu anys abans? Eduard III va proposar-se com a candidat, però fou Felip VI qui fou escollit. És fill de Carles de Valois, germà petit de Felip el Bell i, per tant, descendent pels mascles de la línia capetiana. Els pars de França es nega a lliurar la corona a un rei estranger, seguint la mateixa lògica de la política nacional que deu anys abans. Amb certa reticència, Eduard III d'Anglaterra va retre homenatge a Felip V, sent el seu vassall sota Guiana
Eduard III, després d'haver fet un homenatge i reconegut com a rei Felip VI de Valois, i haver hagut d'acceptar concessions a Guiana (però es reserva el dret de reclamar els territoris confiscats arbitràriament), espera que quedarà amb les mans lliures a Escòcia. Però Felip VI confirma el seu suport a David Bruce. Aleshores, Eduard III es va apoderar del pretext de la seva legitimitat reial per iniciar la guerra.

### La disputa de Guiana: el problema de la sobirania

França el 1328
Aquitània: reducta del rei d'Anglaterra a França el 1328
Regne de França
Possessions dels Plantagenets a França sota Enric II el 1180

Aquesta disputa és encara més important que la qüestió dinàstica per explicar l'esclat de la guerra. Guiana planteja un problema considerable als reis de França i Anglaterra: Eduard III és el vassall de Felip VI de França i, per tant, ha de reconèixer la sobirania del rei de França sobre Guiana. A la pràctica, una sentència dictada a Guiana es pot apel·lar al tribunal de París i no pas a Londres. Per tant, el rei de França té el poder de revocar totes les decisions legals preses pel rei d'Anglaterra a Aquitània, cosa que és, per descomptat, totalment inacceptable per als anglesos. A partir d'aleshores, la sobirania sobre Guiana ha estat objecte d'un conflicte latent entre les dues monarquies durant diverses generacions.
El 1323, el pare de Felip VI, Carles de Valois, en una expedició en nom del rei Carles IV el Bell, es va apoderar d'un bastió fortificat construït pels anglesos a Sent Sardòs, al territori del duc de Guiana, malgrat la protestes i accions legals més fortes d'Eduard II d'Anglaterra i del veí senyor Raymond-Bernard de Montpezat. Aquest últim respon amb les armes al16 d'octubre de 1323, mentre el fiscal del rei de França és a Saint-Sardos per formalitzar l'aliança. Al cap de la seva tropa, reforçat amb elements anglesos, el senyor de Montpezat ataca el castell de Saint-Sardos i arruïna el poble. Va fer passar la guarnició a l'espasa i el representant de Carles IV va ser penjat. Davant d'aquest pretext ja fet, el Parlament, argumentant que el duc de Guiana no havia rendit homenatge al seu sobirà, va confiscar el ducat aJuliol de 1324. El rei de França va envair gairebé tota Aquitània, però a contracor va acceptar tornar aquest territori el 1325. Per recuperar el seu ducat, el rei Eduard II d'Anglaterra va haver de comprometre's: va enviar el seu fill, el futur Eduard III, a retre homenatge, però el rei de França només li va oferir un Guiana sense l'Agenais. Les coses semblen desbloquejar-se el 1327 amb l'adhesió d'Eduard III, que recupera el seu ducat contra la promesa d'indemnització de guerra. Però els francesos, arrossegant la cessió de terres, van obligar Eduard III a venir a retre homenatge, cosa que va fer el 6 de juny de 1329. No obstant això, durant aquesta cerimònia, Felip VI va fer constar que l'homenatge no va ser pagat per les terres que van ser desvinculades del Ducat de Guiana per Carles IV el Bell (en particular l'Agenais). Eduard considera que el seu homenatge no implica la renúncia a la reclamació dels terrenys extorsionats

### Intrigues i declaració de guerra
La tensió augmentà entre els dos sobirans, sobretot a mesura que la noblesa empenyia al conflicte. Inevitablement tot conduí a una declaració de guerra el 1337. Eduard III desitja que la Guiena es faci un alou, alliberat de la sobirania feudal del rei de França. Aquest últim intenta fer valer la seva autoritat, en matèria de justícia sobretot, sobre la Guiena. Els dos adversaris practiquen una diplomàcia agressiva.
El rei de França ajuda els escocesos en la seva lluita contra Anglaterra. Aquesta és la política seguida durant diversos segles pels reis capets: és l'Antiga Aliança (l'Auld Alliance). El rei d'Escòcia, David Bruce), va ser expulsat per Eduard III el 1333 i Felip VI el va allotjar al Château-Gaillard i va rearmar els seus partidaris mentre esperava que reconstituís força suficient per recuperar Escòcia.
El 1334, convoca els ambaixadors anglesos, inclòs l'arquebisbe de Canterbury, i els diu que l'Escòcia de David Bruce està inclosa en la pau. El 1335, David Bruce va poder atacar les Illes del Canal gràcies a una flota finançada per Felip VI. Va ser un fracàs, però va fer que Eduard III temés una invasió d'Anglaterra.
Eduard III intriga a Flandes, el seu matrimoni amb Felipa d'Hainaut li va permetre establir vincles al nord de França i al Sacre Imperi: Robert d'Artois s'havia refugiat a Londres des del 1336, va comprar l'aliança del comte de Hainaut com a així com la de l'emperador Lluís IV del Sacre Imperi Romanogermànic per a 300.000 florins i el duc de Brabant i el comte Gueldre es van adreçar a ell. Els flamencs estan indignats per l'alineament del comte Lluís I de Flandes amb el rei de França i a la pressió fiscal que se'n va derivar, però si el conflicte amb el rei de França es reobre, haurien de pagar una forta multa al Papa (que té el poder d'excomunificar-los o d'imposar l'interdit a les ciutats flamences). Es preveu amb Jacob van Artevel (l'home fort de l'oposició flamenca) que Flandes reconeguin Eduard com a rei de França, cosa que permet eludir aquest acord. Louis de Nevers va reaccionar arrestant comerciants anglesos. Eduard III VA tallar el subministrament de llana a aquesta regió l'agost de 1336, que amenaça la seva economia que consisteix principalment en draps i teixits, arruïnant la seva exonomia. Però, sobretot, dona suport a la indústria tèxtil del Brabant a la qual està aliat i adopta mesures d'incentivació per portar teixidors flamencs ociosos a Anglaterra per crear la seva pròpia indústria tèxtil. Si Flandes es manté neutral o pren el partit del rei de França, corre el risc de perdre tot el seu poder econòmic i s'amenaça amb la ruïna. Per tant, Flandes es va revoltar contra els francesos el 1337.
La reobertura del conflicte d'Aquitània i el suport proporcionat pels Valois als seus adversaris escocesos van fer que Eduard III fes de les seves reclamacions al tron de França un mitjà per justificar la seva causa. Com a mesura de represàlia, Felip VI, per tant decideix confiscar Guiena per fellonia el 24 de maig de 1337. Eduard III d'Anglaterra va respondre reclamant la corona de França. El 7 d'octubre de 1337, un arquebisbe és enviat a París per llançar el guant a Felip, que es fa dir rei de França. Comença la guerra.

## Principals fases del conflicte

Territoris controlats pels francesos
Territoris controlats pels anglesos
Territoris controlats pel duc de Borgonya

La Guerra dels Cent Anys inclou dos grans moviments que corresponen a la mateixa estructura: un primer període, del 1337 al 1380, que veu el col·lapse del poder de la monarquia francesa, després un període de crisi seguit d'un restabliment i d'un segon període, del 1415 al 1453, que reprodueix el mateix cicle: col·lapse, crisi, recuperació. Aquests dos períodes estan separats per una llarga treva causada per les lluites de poder per ambdues parts.
Podem subdividir cadascun d'aquests dos períodes principals en dues fases:
- del 1337 al 1364, el geni tàctic d'Eduard III d'Anglaterra va donar lloc a una successió de victòries angleses sobre la cavalleria francesa, principalment a Crécy. La noblesa francesa està completament desprestigiada i el país s'enfonsa en la guerra civil. Després del tractat de Brétigny, una gran part de França està controlada pels anglesos;
- del 1364 al 1380, Carles V inicia una pacient reconquesta del territori. El rei va entendre que la victòria final dependria del sentiment de pertinença nacional. Abandona els anglesos per assolar el camp fent cavalcades mentre ell mateix alleuja la població enviant les grans companyies a lluitar a Castella. Evitant batalles que van ser desastroses durant la primera fase del conflicte, va recuperar gradualment diversos llocs forts de l'enemic. El 1375, Eduard III ja no controlava el continent, excepte Calais, Cherbourg, Brest, Bordeus, Baiona i algunes fortaleses del Massís Central;
- del 1380 al 1429, la minoria d'edat i després la bogeria de Carles VI van permetre als grans, els membres de l'alta noblesa francesa, prendre el control del Regne. El resultat és una rivalitat entre els ducs de Borgonya i d'Orleans que degenera en guerra civil. Enric V recupera terreny al continent. El resultat és el desastre francès de la batalla d'Agincourt. El 1419, l'assassinat de Joan sense Por condueix a una aliança anglo-borgonyona i al col·lapse del partit Armagnac. Sota el Tractat de Troyes del 1420, Enric V es casa amb la filla de Carles VI, es converteix en l'hereu d'aquest i acumula els títols de rei d'Anglaterra i regent de França. El delfí Carles està desheretat. No obstant això, després de la prematura mort d'Enric V, el seu fill Enric VI, d'uns pocs mesos, va prendre el títol de rei de França i Anglaterra;
- del 1429 al 1453, els anglesos són expulsats gradualment de França. Joana d'Arc cristal·litza el sentiment nacional i posa Carles VII al tron francès malgrat el tractat de Troyes que l'havia desheretat. Els anglesos privats del suport de la població són expulsats lentament del continent. El 1435, el tractat d'Arras va posar fi a l'aliança anglo-borgonyona i va desequilibrar definitivament l'equilibri de poder a favor dels francesos. El 1453, els anglesos només controlen Calais després de la seva derrota a Castillon. Però la pau no es va signar finalment fins al 1475, durant els regnats de Lluís XI i Eduard IV.

### Les victòries d'Eduard III: del 1337 al 1364

#### Inicis

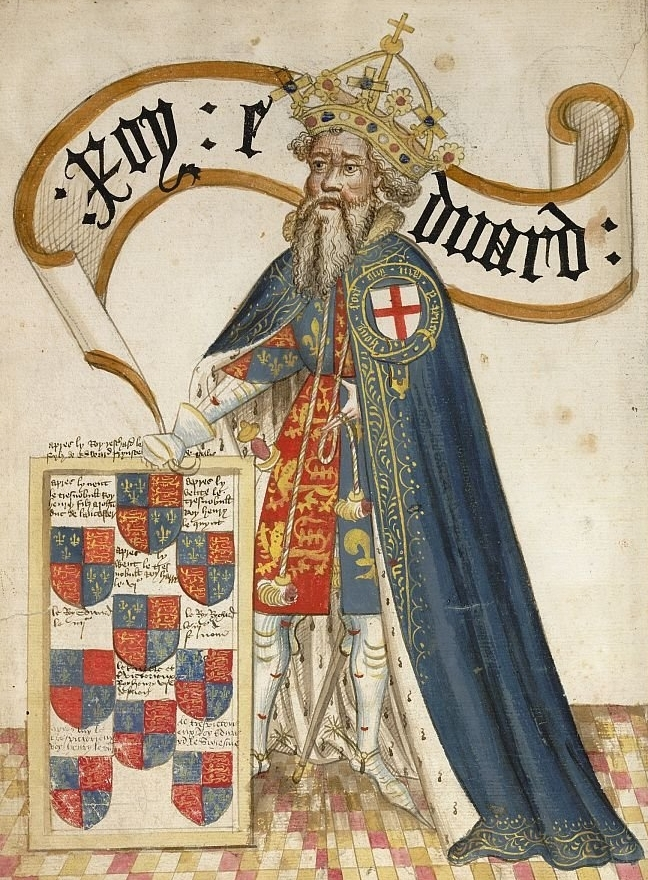
Eduard III com a sobirà de l'orde de la Lligacama.

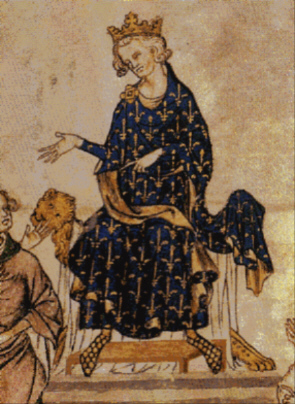
Felip III (detall de la miniatura Le procès de Robert d'Artois, vers 1336, Paris, BnF, ms. français 18437.

Si es va declarar la guerra el 1337, el conflicte no va començar fins més tard. Cap dels dos reis no són rics i han de negociar impostos amb els seus parlaments respectius o, fins i tot, demanar prestat els diners necessaris per a la guerra.
Els bel·ligerants comencen la guerra per aliats interposats. Així, Eduard III dona suport a Joan de Montfort contra Carles de Blois, pare de Felip VI, durant la Guerra de Successió Bretona. Per la seva banda, els francesos donen suport als escocesos en guerra contra els anglesos.
Al començament del conflicte, mentre Eduard III, com a net de Felip el Bell, podia reclamar la corona de França, el rei de França, que no tenia cap reclamació sobre la corona d'Anglaterra, no tenia només un objectiu: recuperar Guiana. Per tant, va haver de forçar Eduard III d'Anglaterra a acceptar la seva confiscació i posar fi a les seves reclamacions sobre la corona de França.
Els francesos, amb el reforç dels mercenaris genovesos, tenen el seu equilibri marítim de poder. Així, la flota francesa saquejava regularment els ports anglesos. S'imagina una estratègia de bloqueig perquè el vi de Guiana i la sal de Bretanya o Poitou són vitals per a Anglaterra. El comerç de llana cap a Flandes i de vi de Bordeus es va interrompre i les finances angleses estaven en el seu pitjor moment. Els drapers flamencs, greument afectats pel conflicte, s'aixequen en contra del seu compte Lluís I. Estan dirigits per Jacob van Artevelde, qui va prendre el poder a Flandes i va unir forces amb el rei d'Anglaterra.

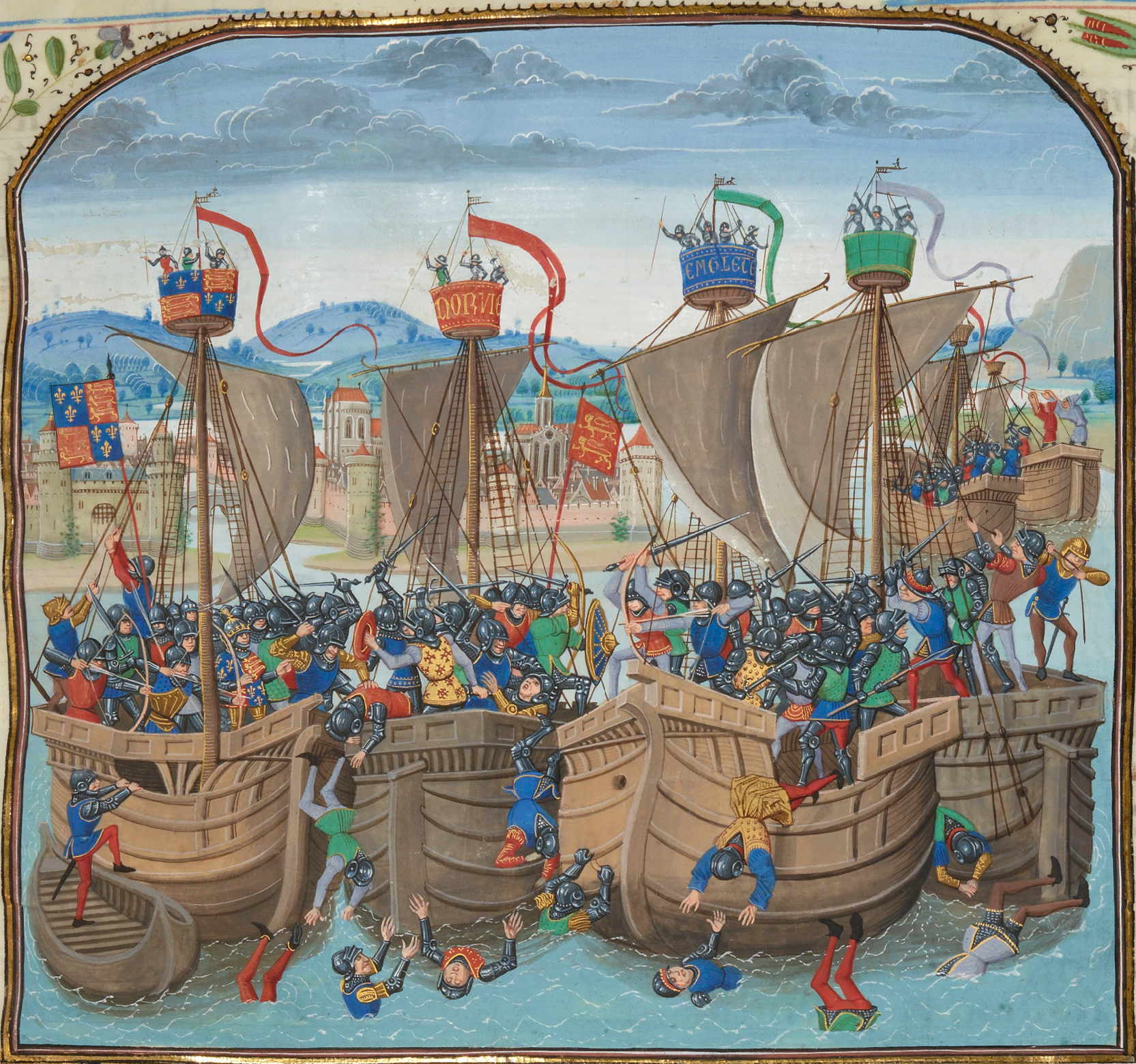
Batalla de l'Eclusa a Sluys. Miniatura de Loyset Liédet a les Chroniques de Jean Froissart, BNF, Fr.2643.

Havent reprès el comerç amb Anglaterra, els francesos van enviar la seva flota a L'Écluse, a la desembocadura del canal que uneix Bruges amb el mar del Nord, per imposar un bloqueig naval. El 24 de juny de 1340, durant la batalla naval de Sluis, la flota francesa, inclosos molts vaixells bretons, va patir una derrota total que va revertir l'equilibri de poder marítim. Aquesta derrota va posar fi al pla d'enviar tropes franceses per donar suport als escocesos i va permetre a Eduard III d'Anglaterra revifar el comerç de llana. A principis de la dècada de 1340, però, el retorn de les llanes angleses no va retornar la prosperitat a Flandes i l'autoritat de Jacob van Artevelde va ser cada vegada més disputada. A més, el papa Climent VI, havent llançat una excomunió
Als flamencs perjuris, Lluís II de Flandes aconsegueix tornar a posar el peu al comtat i obliga Jacob van Artevelde a respondre amb una fugida endavant. Aquest últim desmenteix el comte de Flandes i ofereix el comtat a Eduard de Woodstock, fill d'Eduard III d'Anglaterra, el futur Príncep negre. Però és massa tard per a ell. Contestat a la seva ciutat de Gant, Jacob van Artevelde va ser assassinat durant un motí el 17 o el 24 de juliol de 1345. Per tant, Flandes va abandonar Eduard III i es va reunir a França.

1a fase de la Guerra dels Cent Anys.
Principals batalles
Cavalcada d'Eduard III el 1339
Cavalcada d'Eduard III el 1346
Cavalcada del Príncep Negre el 1355
Cavalcada de Lancaster el 1356
Cavalcada del príncep Negre el 1356
Cavalcada d'Eduard III el 1359-60

Amb el seu nou domini marítim, un exèrcit d' Eduard III d'Anglaterra va desembarcar a Brest el 1343. Tanmateix, el seu aliat Joan de Montfort va ser capturat a Nantes i després va morir el 1345. Carles de Blois continua sent l'únic candidat al ducat de Bretanya. Es signa una treva a Bretanya, els anglesos mantenen el control de Brest fins al 1397 .
Tement una invasió anglesa, Felip VI aconsegueix convèncer el seu antic aliat escocès per atacar Anglaterra des del nord, ja que Eduard III havent reagrupat el seu exèrcit al sud del país, la frontera escocesa hauria de ser poc defensada. El 7 d'octubre de 1346, David II, rei d'Escòcia, ataca Anglaterra al capdavant de 12.000 homes. Però és derrotat i capturat a la batalla de Neville's Cross. Eduard III d'Anglaterra té la mà lliure per desembarcar a França.

#### Les cavalcades
Per poder continuar la guerra, Eduard III ha de reunir les elits i, per tant, el Parlament, cap a la seva causa. Per fer-ho calia dur a terme accions victorioses al continent, però en aquell moment França tenia 20 milions d'habitants, cinc vegades més població que Anglaterra. La cavalleria francesa és la més nombrosa i la més experimentada d'Europa, per això Eduard III no té previst mantenir el terreny on era fàcil perdre credibilitat, exèrcit i fins i tot la seva pròpia vida. Les poques batalles campanes com les de Crécy, Poitiers o fins i tot Azincourt van ser més per la força de les circumstàncies que per un desig d'enfrontar-se directament. Eduard III per tant, preveu una guerra de pillatge que té el mèrit d'autofinançar-se. Una de les cavalcades angleses més famoses és la del 1346: un exèrcit reduït i mòbil, que avança en un front reduït i practica una guerra total devastadora sistemàticament de les regions travessades, sense tenir en compte una població de la qual el rei d'Anglaterra diu ser el sobirà legítim .
El 1347, just abans del començament de la Pesta Negra, Felip VI comptava amb un exèrcit de 50.000 soldats. Numèricament l'avantatge és per a una França molt més poblada que Anglaterra, però la guerra d'Eduard III, lluny de les seves bases, li costa menys i obliga el rei de França a entaular-se en un ruïnós conflicte defensiu. De fet, la durada de la mobilització de l'exèrcit anglès és d'uns mesos, a més, és en gran part rendible pel saqueig. El nombre de soldats també és limitat a causa de la capacitat de la flota anglesa: dels 20 a 30.000 soldats a la seva disposició, Eduard III n'escull només la meitat, entre els millors. Davant d'això, el rei francès té dues solucions. La primera consisteix a deixar passar els exèrcits anglesos mentre guarneixen els castells i les ciutats fortificades; el cost d'aquest mètode és elevat, cosa que afegeix el de les tropes en guarnició al de saqueig i destrucció del camp circumdant per part de l'enemic, amb la conseqüència de desprestigiar enormement el sobirà. El segon consisteix a mobilitzar la població amb la dificultat del temps dedicat a formar l'exèrcit durant el qual les cavalcades compleixen els seus objectius, obligant les tropes del rei de França a poder perseguir només els anglesos, que per tant poden triar quan i on situa l'enfrontament. Felip VI prova ambdues estratègies sense èxit.
Eduard III tenia diversos objectius a través d'aquests saquejos, primer cal entendre que l'objectiu no és realment la possessió del regne de França. A mitjà termini, intenta minar l'autoritat de Felip VI demostrant que és incapaç de defensar el seu poble i, a llarg termini, el seu objectiu és sobretot consolidar i validar legalment la seva sobirania exclusiva sobre Guiana, si possible ampliació: busca més deixar de ser vassall del rei de França per Guiana que substituir-lo al tron de França, com demostra la seva renúncia a aquesta reclamació durant el tractat de Brétigny.
Per assolir els seus objectius, Eduard III, durant el seu primer viatge el 1339, va desembarcar al continent amb 10.000 a 15.000 homes, inclosos 1.600 homes d'armes (cavalleria pesant), 1.500 arquers muntats, 1.650 arquers a peu i 800 homes reclutats del Països Baixos i Alemanya. Dividit en tres grups que van avançant en paral·lel durant deu a vint quilòmetres al dia en un passadís d'uns vint quilòmetres, segons un circuit on les ciutats petites o no fortificades són els primers objectius, els seus exèrcits saquegen meticulosament la terra, tenint cura de destruir el bestiar i instruments de producció com forns o molins. Finalment, aquest viatge de 1339 va devastar més de 200 pobles. Sis anys després, el 1345, el viatge dirigit per Eduard III va resultar ser encara més productiu per part anglesa però també més destructiu per als francesos fins que finalment els dos exèrcits es van reunir a Crécy el 26 d'agost de 1346. Els francesos eren més nombrosos, però l'exèrcit francès, comptant amb la seva poderosa cavalleria, es va enfrontar a un exèrcit anglès format per arquers i infanteria en procés de professionalització. Les tàctiques utilitzades deriven de la diferent organització social dels dos països. França és un país feudal i religiós la noblesa del qual ha de justificar en el camp de batalla l'origen diví del seu poder: s'ha de derrotar l'adversari cara a cara en un enfrontament heroic. La noblesa francesa aplica els codis de cavalleria a la lletra i lluita amb cortesia: és a dir, evitant matar un cavaller enemic de sang noble, sinó buscant capturar-lo per cobrar el rescat.

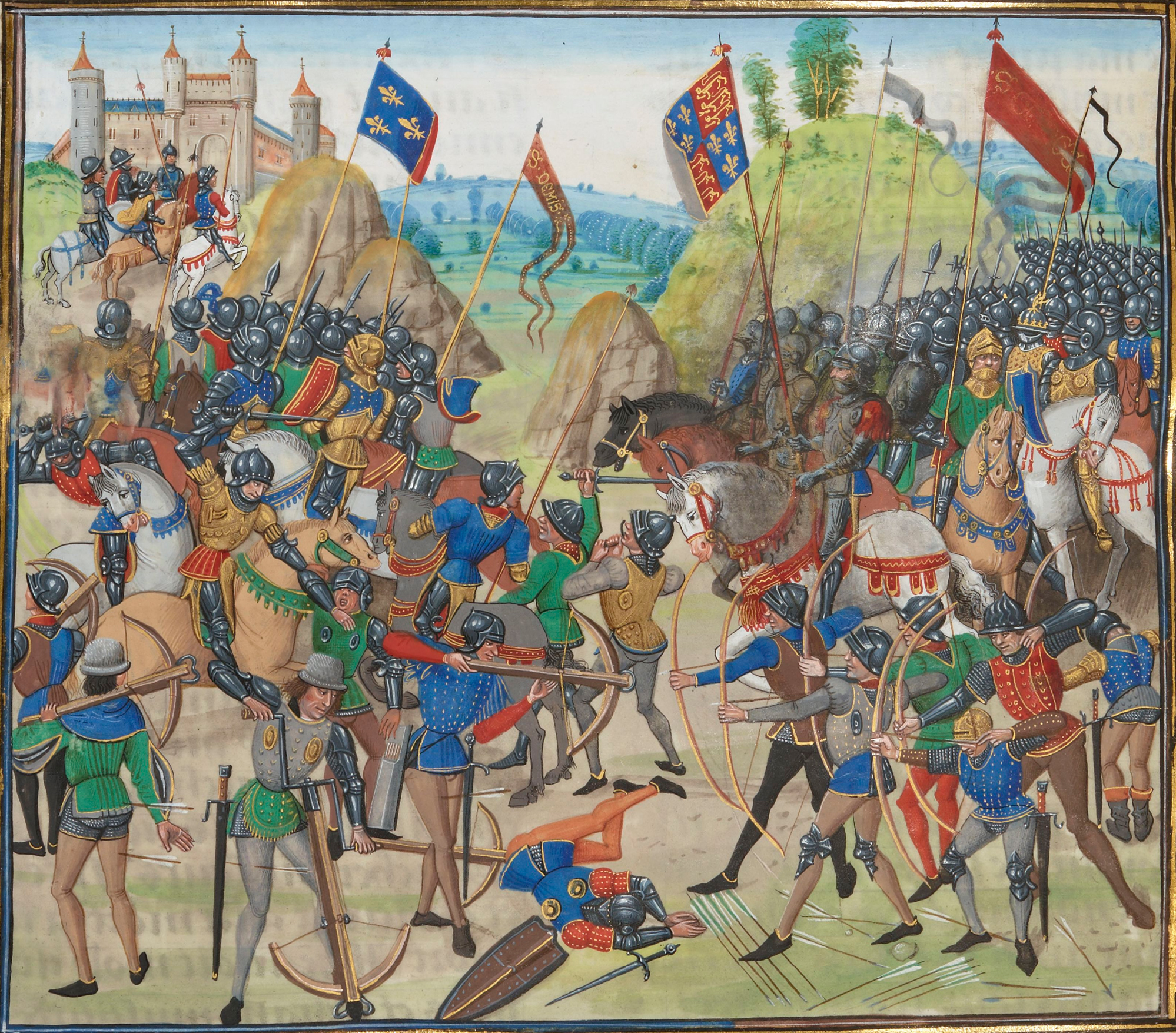
La batalla de Crécy. Miniatura de Loyset Liédet publicada a Chroniques de Jean Froissart, BNF, Fr.2643.

Per la seva banda, Anglaterra és un país centrat en l'artesania i el comerç. Les tàctiques bèl·liques dels anglesos, perfeccionades pels anys de guerra a Escòcia, es basen en una recerca de la màxima eficiència. El resultat és un exèrcit molt organitzat on els cavallers compten menys.
Tenint en compte la seva gran superioritat numèrica, els francesos estan segurs que guanyaran a Crécy. Tanmateix, davant la disminució dels seus ingressos de la terra, la noblesa té la intenció de rescatar-se amb els rescats exigits a canvi dels cavallers enemics capturats. A partir d'aleshores, tothom volia arribar a l'enemic anglès tan aviat com fos possible per tal de tallar la part del lleó; ningú va obeir les ordres del rei Felip VI que, endut pel moviment, es va veure obligat a llançar-se cap a la batalla. Obstaculitzat pel seu progrés pels seus propis vianants i ballesters mercenaris genovesos derrotats per la pluja de fletxes angleses, els cavallers francesos es veuen obligats a lluitar amb els seus propis homes. És un desastre del costat francès on Felip VI de Valois s'il·lustra per la seva incompetència militar: els cavallers francesos carreguen en onades successives la muntanya de Crécy, però les seves muntures (en aquell moment poc protegides) són massacrades per les pluges de fletxes disparades pels arquers anglesos protegides darrere de fileres d'estaques. Lluitant per recuperar-se de la seva caiguda, els cavallers francesos, immobilitzats per la seva armadura, són objectius fàcils per als infants que només han de rematar-los.

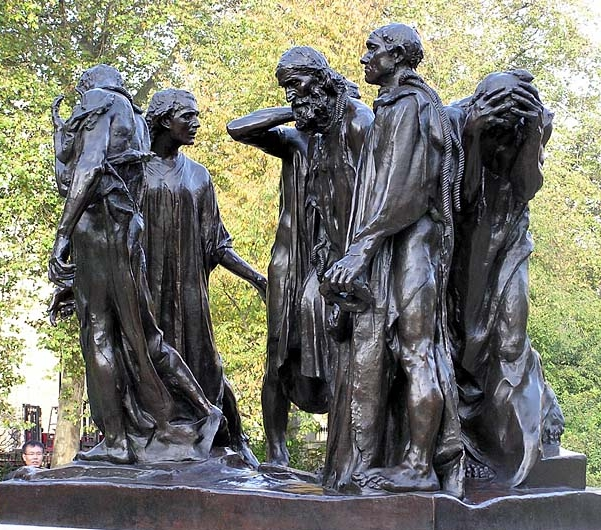
Estàtua dels burgesos de Calais d'Auguste Rodin.

Amb l'exèrcit francès aniquilat, Eduard III, torna al nord i posa el setge davant de Calais. Amb un exèrcit de socors, el rei de França intenta aixecar bé el bloqueig de la ciutat, però no s'atreveix a enfrontar-se a Eduard III .
És en aquestes dramàtiques circumstàncies en què els famosos burgesos de Calais lliuren les claus de la seva ciutat als assetjadors, i Calais va estar sota el domini britànic (1347), que durarà fins al segle xvi. Felip VI va negociar una treva amb Eduard III, que, en una posició de força, va obtenir la plena sobirania sobre Calais. Eduard III VA tornar victoriós a Anglaterra, amb els braços carregats de les riqueses saquejades a França i amb ell les claus de la ciutat de Calais que ni tan sols es preveia quan va marxar. Felip VI surt totalment humiliat i apareix com un rei incapaç de defensar el seu territori.

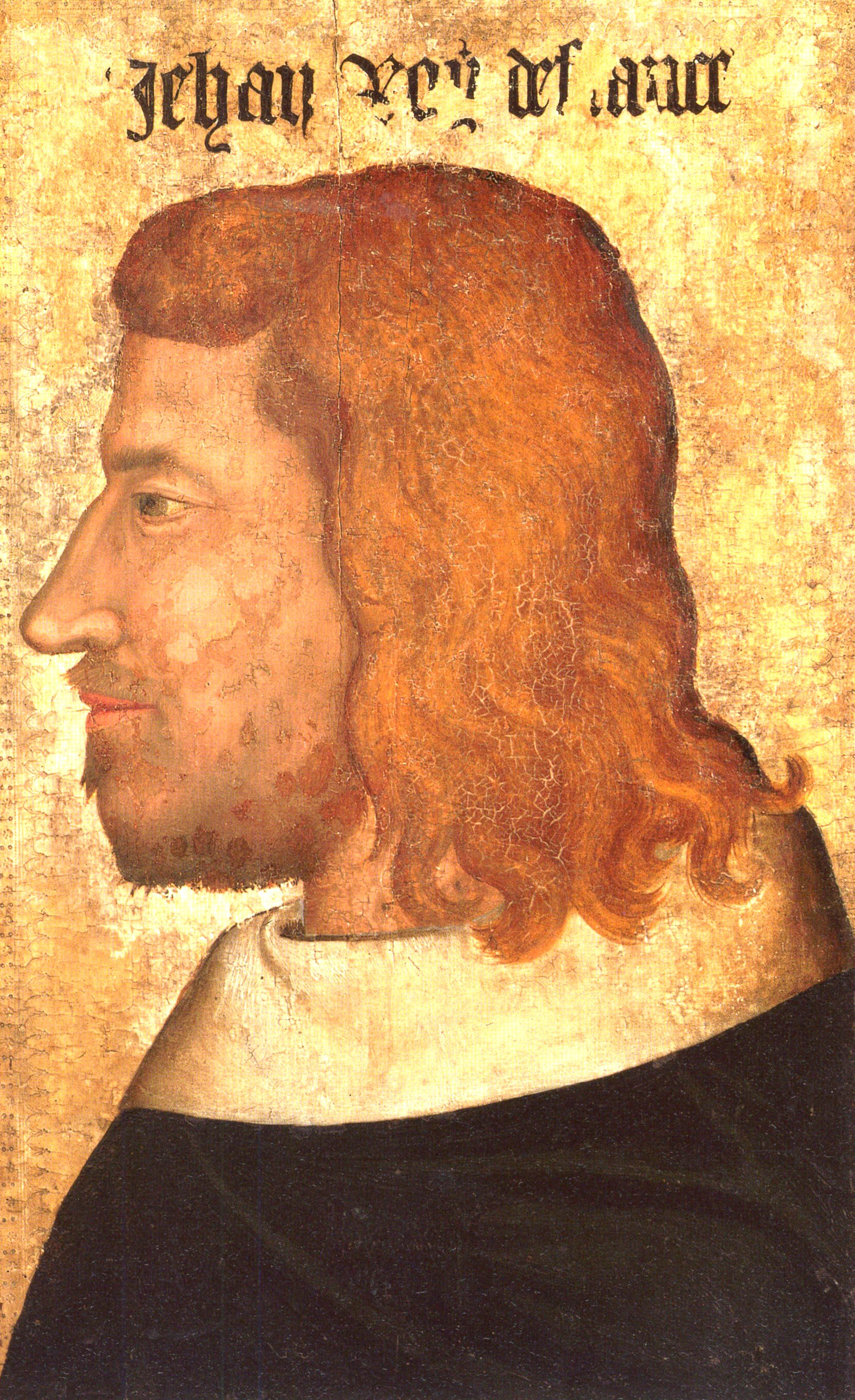
Joan II el Bo, rei de França de 1350 a 1364, museu del Louvre.

Si la Pesta Negra o Gran Pesta de 1349, obliga els bel·ligerants a cessar la lluita fins al 1355, també s'experimenta com un càstig diví. Felip VI deu la seva corona a un vot dels Pars de França que van destituir Eduard III i Felip d'Évreux. Derrotat per un exèrcit marcadament menor a Crécy, el rei de França va haver de fugir, cosa que posa en dubte la legitimitat divina del seu poder. Per tant, el prestigi i l'autoritat reial dels Valois es veuen profundament alterats. El desordre s'instal·la al Regne sense que el seu successor, Joan el Bo, aconseguís invertir la tendència. L'economia va malament i, per evitar recórrer a impostos cada vegada més impopulars, l'Estat està duent a terme canvis que devaluen brutalment la moneda; el comerç es redueix i fa que comerciants i artesans vulguin més autonomia per a les ciutats i una moneda estable. Els mercenaris desmobilitzats, que aquest conflicte va utilitzar a llarg termini, es reagrupen en bandes i formen les grans companyies que aterrixen i saquegen el camp. La inseguretat va créixer a les carreteres i al camp: la noblesa ja no complia el paper que se li assignava en la societat feudal.

#### La influència del rei de Navarra
El rei Carles II de Navarra conegut com el dolent és el net de Lluís l'Obstinat. La seva mare Joana, apartada de la corona de França pels seus oncles i després pels Valois, només va poder cenyir la corona de Navarra. Privada de les seves terres restants, Brie i Champagne, va transmetre un profund ressentiment al seu fill Carles II, rei de Navarra a la seva mort el 1349. Considerant-se l'hereu legítim al tron de França, va entrar a partir de 1353 en conflicte amb el rei de França durant molts anys. El gener de 1354, va fer assassinar el favorit del rei, Carles de la Cerda, a qui Joan II acabava de donar el comtat d'Angulema que, per dret, era el seu Joan el Bo, que no volia trencar la treva amb els anglesos, es va veure obligat a acceptar el Tractat de Mantes el 22 de febrer de 1354. A través d'aquest últim, els navarresos van estendre el seu domini normand per diversos vescomtats i feus: Beaumont-le-Roger, Breteuil, Conches, Pont-Audemer, Orbec, Valognes, Coutances i Carentan. A canvi, abandona les seves reclamacions sobre Xampanya.
Però Joan II va trigar a aplicar el tractat de Mantes i fins i tot va intentar assassinar Carles II i els seus germans durant un sopar. Carles II de Navarra va tornar llavors a Pamplona, va reclutar tropes i es va aliar amb el duc de Lancaster. Es va establir un pla per a la partició de França entre els anglesos i Navarra al final del qual, en cas de conquesta de França, obtindria grans regions i Eduard III la resta del país i la corona. El retorn de Carles II a Cherbourg l'agost de 1355 amb una tropa forta, així com l'amenaça anglesa obliga a Joan II a respectar els seus compromisos. Va signar el tractat de Valognes el 10 de setembre de 1355 i lliura al rei de Navarra les terres que li devien.
Encara davant l'amenaça anglesa, Joan el Bo ha de reunir els Estats Generals, el 28 de desembre de 1355, aixecar l'exèrcit de 30.000 homes necessari. Sospiten extremadament de la gestió de les finances públiques (escaldades per les devaluacions causades pels canvis monetaris) i només accepten l'eliminació d'un impost sobre la sal (la gabella) si els Estats Generals poden fer-ho dels fons recaptats. Els oficials que cobrarien l'impost han de ser nomenats pels estats generals i deu diputats han d'entrar al consell del rei per controlar les finances.

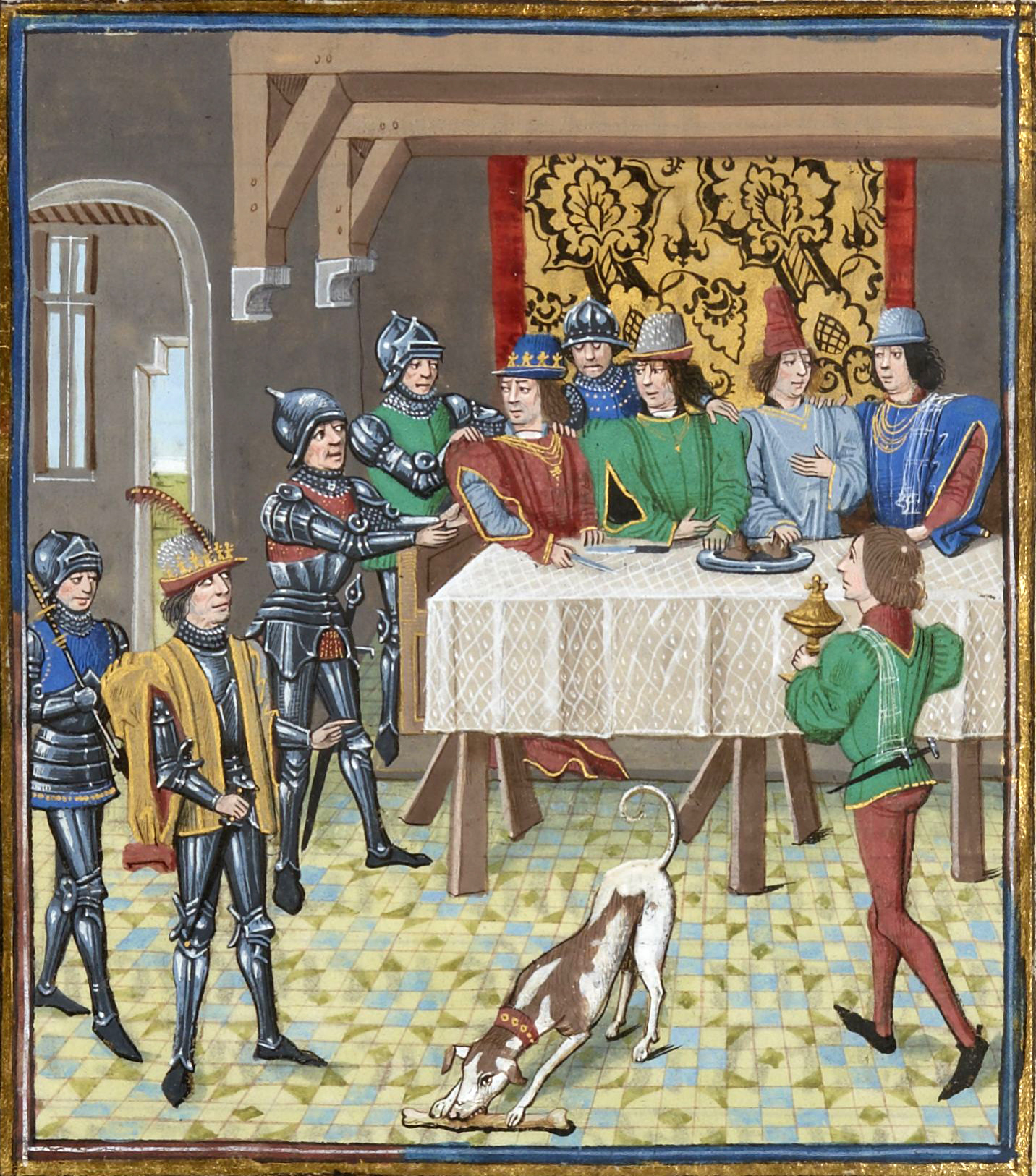
Detenció de Carles el dolent, Chroniques de Froissart, Fr.2643.

Normandia, una regió rebel, es nega a pagar: el delfí Carles, recentment nomenat duc, reuneix els estats de Normandia. Carles el dolent veu en aquesta impopular imposició fiscal l'oportunitat de desestabilitzar una corona vacil·lant unint els descontents. Present com a part de les seves possessions normandes (és comte d'Évreux), intenta després un acostament amb el seu cunyat a qui intenta convèncer que el seu pare Joan el Bo vol desheretar-lo (Carles, segons alguns les fonts, presenta una malformació de la mà dreta, tenen pocs avantatges al camp de batalla i, per tant, està lluny de representar l'ideal cavalleresc estimat pel seu pare). Per tant, el 5 d'abril de 1356, el delfí va convidar tots els alts senyors de la província al seu castell de Rouen. La festa està en ple apogeu quan apareix Joan II el Bo per arrestar Carles el dolent. Advertit de l'oposició del seu gendre (li va donar el matrimoni el 1352 a la seva filla Joanna de França) et i dels rumors d'una aliança amb els anglesos, el rei va deixar escapar la seva ira que feia gairebé dos anys que coïa a foc lent, des de l'assassinat, el gener de 1354, del seu conestable favorit Carles de la Cerda. Immediatament va fer decapitar els companys de Carles el Dolent i va fer empresonar aquest darrer.
Felip de Navarra, germà de Carles el Dolent, envia el seu desafiament al rei de França des del 17 d'abril de 1356 La detenció de Carles II pel rei de França tindrà greus conseqüències. Els navarresos i particularment els senyors normands passen en bloc al costat d'Eduard III. El mes de juny de 1356, Felip de Navarra llança un formidable viatge a Normandia i ret homenatge a Eduard III. Els anglesos només esperaven que això per intervenir a França. Al juliol, el príncep de Gal·les va llançar-se a Guiana, que va acabar amb la derrota francesa de Poitiers.

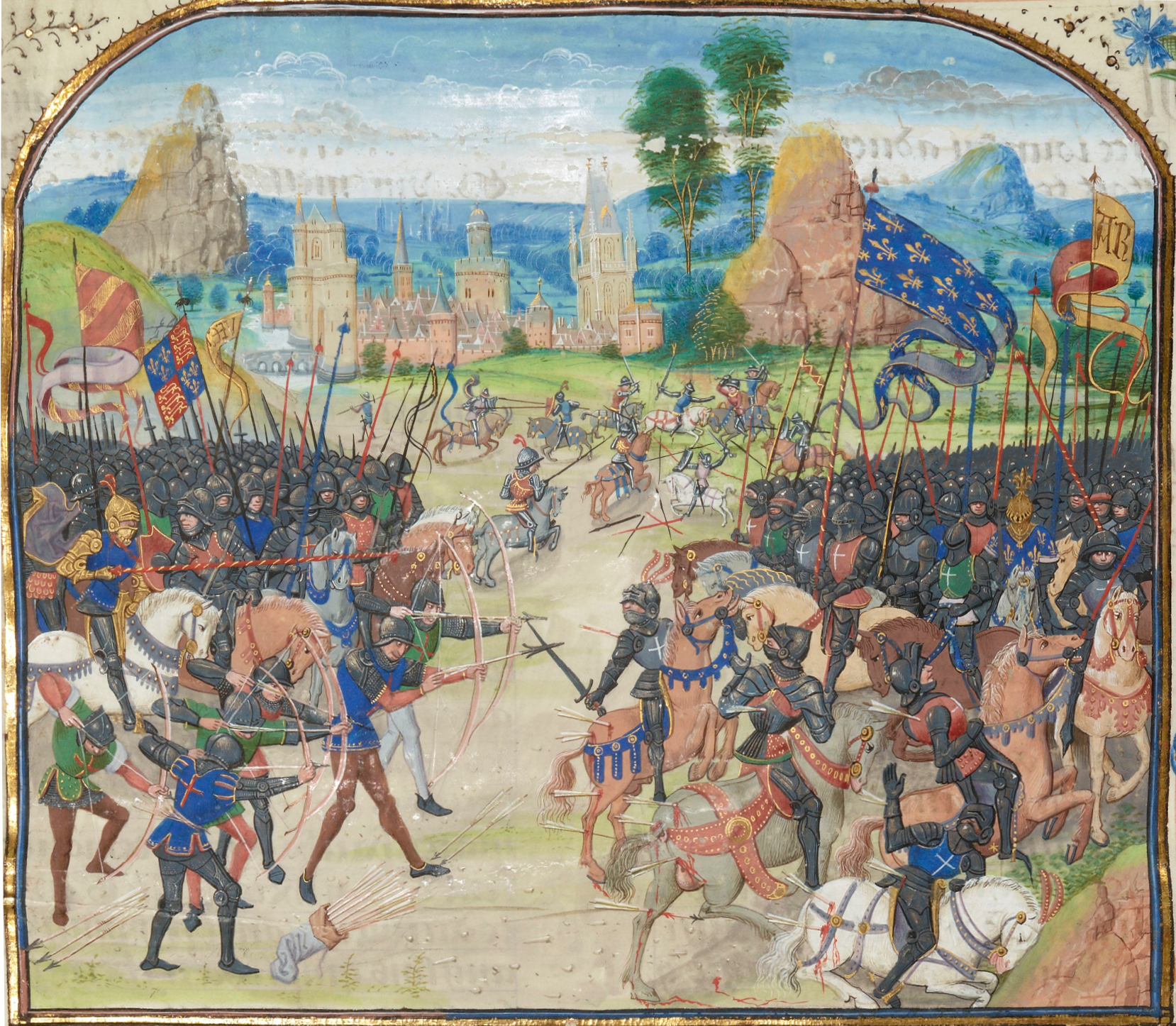
La batalla de Poitiers, Chroniques de Froissart, Fr.2643.

Després d'haver sotmès amb un puny de ferro una rebel·lió al seu comtat anglès de Chester, a Eduard de Woodstock, fill gran d' Eduard III, se li va atorgar la confiança del seu pare que li havia confiat el lloc de tinent de Gascunya: així havia començat la primera cavalcada dirigida pel famós capità anglès. El 1355, el Príncep Negre, que va deixar Bordeus amb els cavallers gascons, en particular Amanieu d'Albret, senyor de Langoiran, havia saquejat el camp francès pels comtats de Julliac, Armagnac i Astarac. Les seves tropes havien comès nombroses atrocitats a la regió de Carcassona. El juliol de 1356, el Príncep Negre torna a terra francesa per a una nova campanya de saqueig. Fracassa davant Bourges, però pren Vierzon, la guarnició de la qual és massacrada. Avergonyits pel pes del botí, les seves tropes es van inclinar cap a l'oest i després cap a Bordeus a través de Poitiers. Joan II el Bo el persegueix amb un exèrcit dues vegades més nombrós, compost per cavallers pesats, i el troba a la rodalia de Poitiers. La batalla de Poitiers té lloc el 19 de setembre de 1356. Joan II és víctima de la pressa de la seva avantguarda que ataca sense cap mena de coordinació. La resta de l'exèrcit francès, enfrontat a la confusió de la batalla, perd confiança i gira, i el rei és presoner amb Felip, un dels seus fills menors, que roman amb el seu pare fins a la seva captura, cosa que li va valer el sobrenom d'Agosarat: és un nou desastre.

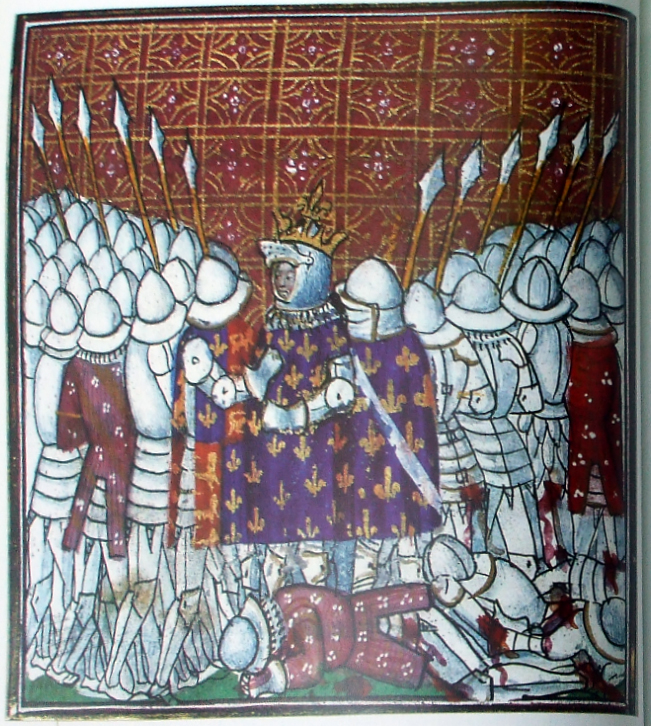
La captura de Joan el Bo. Miniatura del mestre de Giac extreta d'un manuscrit de les Chroniques de Froissart, B.M. de Besançon, Ms.864, vers 1412-1415.

La batalla de Poitiers no aporta res als anglesos a nivell estratègic, però en l'àmbit polític la victòria és rotunda, el regne de França és decapitat, fill de Joan el Bo, el jove Carles és incapaç de recuperar el control del poder. Al capdavant d'una monarquia en ruïnes i sense exèrcit, es veu obligat a deixar que cada regió es defensi. Per la banda anglesa, Eduard III tenia totes les cartes a la mà per negociar importants concessions territorials i financeres.
Durant el seu empresonament, Carles II de Navarra va guanyar popularitat. Els seus partidaris el compadeixen i exigeixen la seva llibertat. Normandia i molts barons neguen l'homenatge al rei de França i recorren a Eduard III d'Anglaterra. Per a ells, Joan el Bo va excedir els seus drets arrestant un príncep amb qui, tanmateix, va signar la pau. Pitjor encara, aquest gest és percebut pels navarresos com el fet d'un rei que sap que és il·legítim i espera eliminar un adversari l'única culpa de la qual és defensar els seus drets a la corona de França. Carles II de Navarra va ser finalment alliberat el 9 de novembre de 1357de la seva presó a Arleux per partisans, i portat de nou en triomf a Amiens i després a París.
El gener de 1358, França estava a la vora del caos. Carles II de Navarra, alliberat, reconstitueix una força política i és capaç d'assumir el poder (és considerat per molts com més capaç de combatre l'enemic anglès i més legítim que el delfí). Per la seva banda, Étienne Marcel manté una perillosa agitació parisenca. Joan el Bo ha de negociar el seu alliberament a correcuita: accepta el primer tractat de Londres que estableix que Anglaterra recupera totes les seves antigues possessions d'Aquitània i un rescat de 4 milions d'escuts sense renúncia a la corona de França. En aquesta ocasió, s'encunya per primera moneda anomenada franc, aquesta paraula pren aquí el significat de lliure. El botí i el rescat adquirits arran d'aquesta batalla van ser tan grans que es van renovar o reconstruir molts castells anglesos amb aquests fons. Aquesta primera part de la guerra dels Cent Anys acaba amb una derrota francesa total. Anglaterra, quatre a cinc vegades menys poblada, composta per un exèrcit menys equipat i menys nombrós, havia triomfat sobre el regne de França, que al començament de la guerra era una de les majors potències d'Europa.

#### Els Valois són contestats

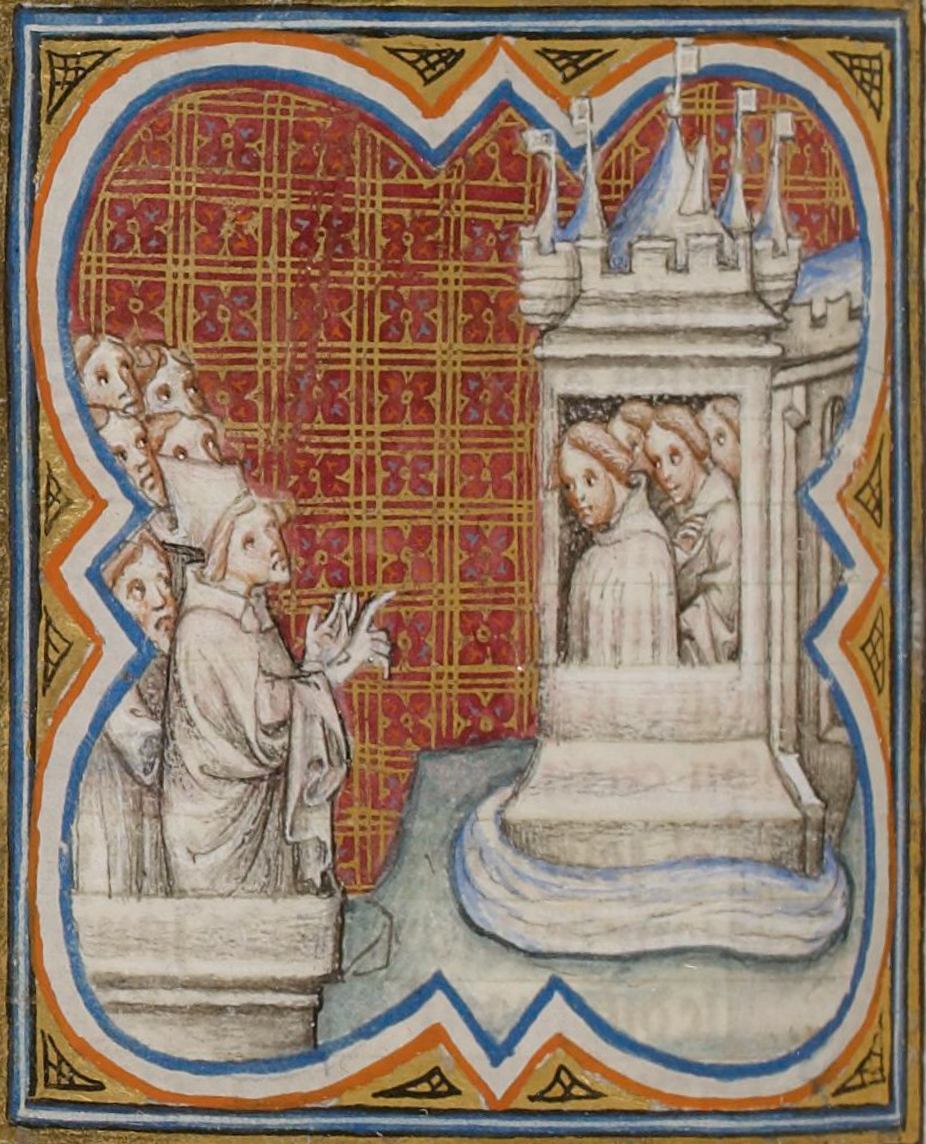
Robert Le Coq, en una diatriba contra els oficials del rei. Grandes Chroniques de France de Charles V.

La primera fase del conflicte revela una França debilitada, tant en l'àmbit polític, amb la impugnació del poder dels Valois, com en l'àmbit econòmic, els robatoris i saquejos que se sumen als mals provocats pels anglesos.
La guerra liderada per Eduard III és costosa; l'única guarnició anglesa de Calais s'empassa una sisena part del pressupost per a la guerra, però l'exèrcit es finança amb el botí recollit durant les cavalcades. El conflicte, d'altra banda, arruïna França i, sobretot, el nord, el graner del país i la terra del comerç gràcies, entre altres coses, a les fires de Champagne. A més, les tropes d'Eduard III tenen cura de destruir eines i matar bestiar per augmentar les pèrdues econòmiques franceses. El 1343 la guerra va costar a França gairebé tres milions de lliures, dos anys després la suma va arribar als cinc milions. Per la banda francesa s'utilitzen diversos mitjans per reposar els pressupostos de l'erari, inclosa l'advertència del banc per la qual qualsevol persona que no pugui participar en la lluita pot compensar la seva absència mitjançant un impost. En reduir la quantitat de metall preciós utilitzat per a la seva fabricació, la modificació del valor de la moneda també permet estalviar: el pes del cèntim del torneig baixa de gairebé quatre grams el 1330 a 200 mil·ligrams després del 1360. Tanmateix, aquesta mesura és molt impopular, cosa que obliga a Felip VI i a Joan II A negociar l'aixecament d'impostos extraordinaris però el dèficit s'amplia. L'impost es va restablir el 1356 així com diversos impostos. Totes aquestes dilacions provoquen el descens de la popularitat dels sobirans ja totalment aclaparat pels diversos fracassos.

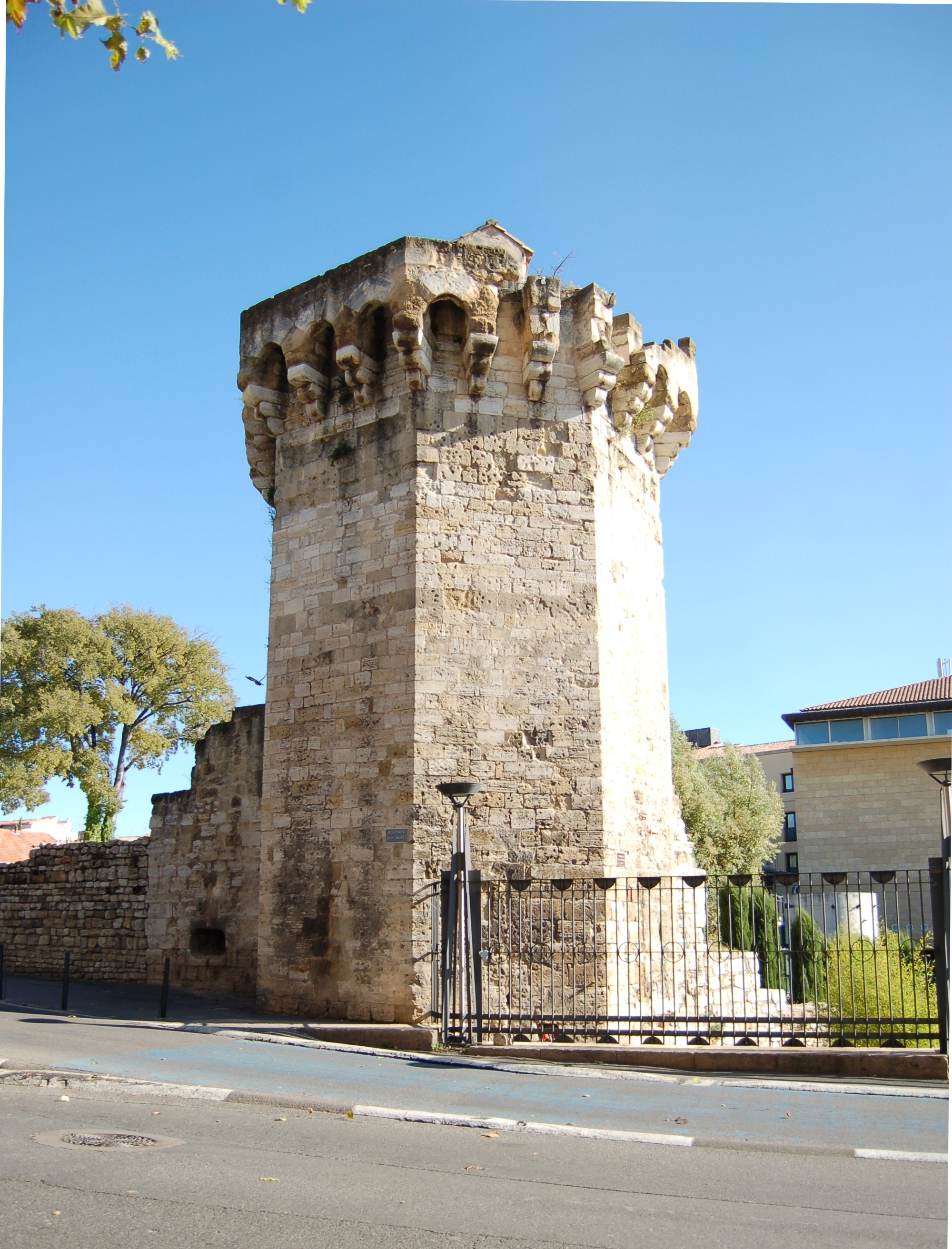
Tourreluque d'Aix-en-Provence, construït per protegir-se de bandes de saquejadors procedents del nord de França i que van travessar la Provença. Les parets que l'envoltaven van ser destruïdes al.

Després de la batalla de Poitiers, els mercenaris anglesos desmobilitzats lamenten el temps de les cavalcades, els diners fàcils i la por de tornar a la seva situació d'abans de la guerra, especialment per a la noblesa. Milers d'ells es reagrupen en grans companyies i, aprofitant l'absència d'autoritat pública, saquegen el país que alimenta el descontentament popular. L'objectiu d'aquest saqueig no és la victòria ni l'establiment de la pau, sinó només l'enriquiment personal d'alguns que només obeeixen les seves pròpies regles. Així, des del 1360 fins al 1390, França va patir saquejos, violacions, assassinats, obligant els camperols a pagar impostos per conservar les seves vides. Aquestes grans companyies no dubten a desplaçar-se a grans distàncies, cosa que augmenta el flagell a tot el Regne. Fets notables marquen l'època; així, durant l'hivern de 1360, una d'aquestes grans empreses va intentar marxar a Avinyó per interceptar el rescat del rei i pocs mesos després un exèrcit reial va venir a perseguir-los des de Pont-Saint-Esprit és atacat per aquests mateixos bandolers. Diferents líders intenten aturar-los oferint-los que entrin al servei de grans famílies italianes, que facin una croada a Hongria contra els turcs o que participin a la Reconquesta a Espanya. El Papa arriba a excomunicar aquests mercenaris, però les bandes acaben tornant cada cop.
Les derrotes de Crécy i Poitiers van causar descrèdit a la noblesa que se suposa que justifica la seva superioritat social al camp de batalla. Sent el rei presoner, el seu fill gran, el delfí Carles, reuneix els Estats Generals el 15 d'octubre de 1356. Étienne Marcel, el prebost dels comerciants de París, veu en això la possibilitat d'establir una forma de règim parlamentari. Aliat al partit navarrès agrupat al voltant del bisbe de Laon Robert Le Coq, va imposar el7 de novembre de 1356 la creació d'un comitè de 80 membres dins dels Estats General (per facilitar els debats) que doni suport a les seves demandes. Els estats generals, declaren el delfí tinent del rei i defensor del Regne en absència del seu pare i li afegeixen un consell de dotze representants de cada ordre. El delfí s'acosta al corrent reformista i no és hostil a les reformes proposades. Però, molt ràpidament, es produeixen profunds desacords entre el consell i el delfí que es nega a jutjar els antics consellers del seu pare odiats per haver devaluat brutalment la moneda en diverses ocasions per rescatar les arques estatals així com per alliberar Carles el Dolent, que gaudeix d'un fort suport i pot provocar canvis dinàstics. En veure que no pot contenir les afirmacions d'Etienne Marcel i Robert Le Coq que volen alliberar Charles de Navarra, el delfí intenta guanyar temps i reserva la seva resposta (amb el pretext de l'arribada de missatgers del seu pare), i després va acomiadar el Estats generals i va deixar París, el seu germà, el duc d'Anjou, regulava l'actualitat. El 10 de desembre de 1356, el delfí publica una ordenança que dona curs a una nova moneda. Això provoca un clam entre la població que veu el risc d'una nova devaluació i, per tant, d'una inflació elevada. Es van produir enfrontaments i Étienne Marcel va pressionar el duc d'Anjou, aleshores sobre el delfí, que va haver de revocar l'ordenança i recordar els estats generals. Es Aquests es reuneixen el febrer de 1357 i el delfí accepta una gran ordenança, promulgada el 3 de març, que preveu el control de les finances per part dels estats generals, la depuració de l'administració (i particularment dels recaptadors d'impostos) i, finalment, la substitució del consell del rei per un consell de tutoria al delfí, on hi hauria dotze diputats de cada un ordre dels estats generals, però on ja no es tracta de l'alliberament de Carles de Navarra, la qual cosa suposaria un perill real per a la corona dels Valois.

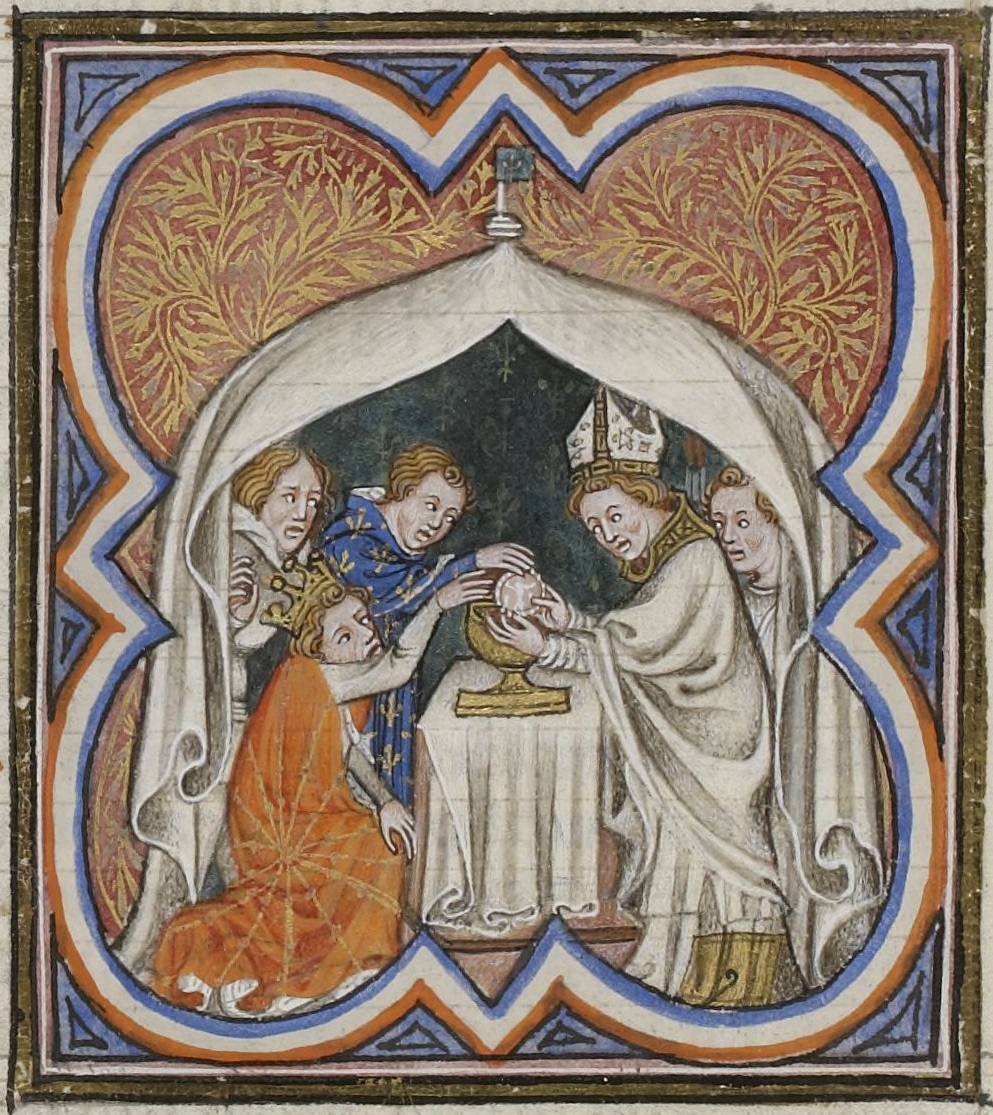
El delfí Carles només pot acceptar la reconciliació amb alliberament de Carles de Navarra.Grandes Chroniques de France de Charles V.

El 9 de novembre de 1357, el navarrès va ser alliberat de la presó per Jean de Picquigny, a instàncies d'Etienne Marcel i Robert Le Coq. El retorn de Carles de Navarra està minuciosament organitzat: alliberat el 9 de novembre, és rebut amb el protocol degut al rei a les ciutats per on passa, acollit pels notables i la multitud reunida pels estats. El mateix cerimonial es repeteix a cada ciutat des d'Amiens fins a París: entra amb una magnífica escorta, és rebut pel clergat i la burgesia en processó, després arenga a una multitud, explicant que va ser injustament espoliat i empresonat per Joan el Bo mentre és del llinatge reial correcte. Davant d'un fet consumat, el delfí no va poder rebutjar la sol·licitud d'Étienne Marcel i Robert Le Coq i signar cartes de remissió per al navarrès que tranquil·lament fa el seu retorn triomfal. Va tornar a París passat el 29 de novembre i arenga 10.000 persones reunides per Étienne Marcel (que és considerable per al moment). El 30 de novembre, pronuncia un nou discurs davant de 10.000 parisencs reunits per Étienne Marcel al Pré-aux-Clercs. El3 de desembre, Étienne Marcel es convida amb un fort partit burgès al consell que ha de decidir sobre la rehabilitació de Carles de Navarra, amb el pretext d'anunciar que els estats reunits als Cordeliers han acordat cobrar l'impost sol·licitat pel delfí i que només ell queda per obtenir l'acord de la noblesa (que es reuneix per separat dels altres estats). Davant aquesta demostració de força, el delfí no pot deixar de pactar amb Carles de Navarra i restaurar les seves possessions normandes. Aquest últim planteja reclamacions a diverses províncies (incloent Xampanya, que va ser desposseït per Joan el Bo). Al delfí no li queda altra opció que acceptar i rehabilitar Carles el dolent. Més greu per als Valois, els estats han de decidir la qüestió dinàstica el 14 de gener de 1358. La corona dels Valois està amenaçada. Carles el dolent aprofita l'espera d'un mes per fer campanya.
Tement que els navarrès puguin prendre el poder, Joan el Bon decideix tornar a la qüestió i negocia la seva llibertat amb els anglesos que no dubten a aprofitar la situació: Joan II accepta el primer tractat de Londres que preveu que Anglaterra es recuperi totes les seves possessions antigues a Aquitània i totes les terres que els pertanyien, un rescat de quatre milions de corones, sense renunciar a la corona de França. En acceptar aquesta situació que debilita encara més el poder reial i pot rellançar la guerra civil, l'objectiu dels anglesos és assentar Eduard III al tron de França (afirma que la corona en ser net de Felip IV). Igualment, Joan II, des de la seva presó de Londres, va prohibir l'aplicació de la gran ordenança, que va provocar un conflicte obert entre Étienne Marcel i el delfí.

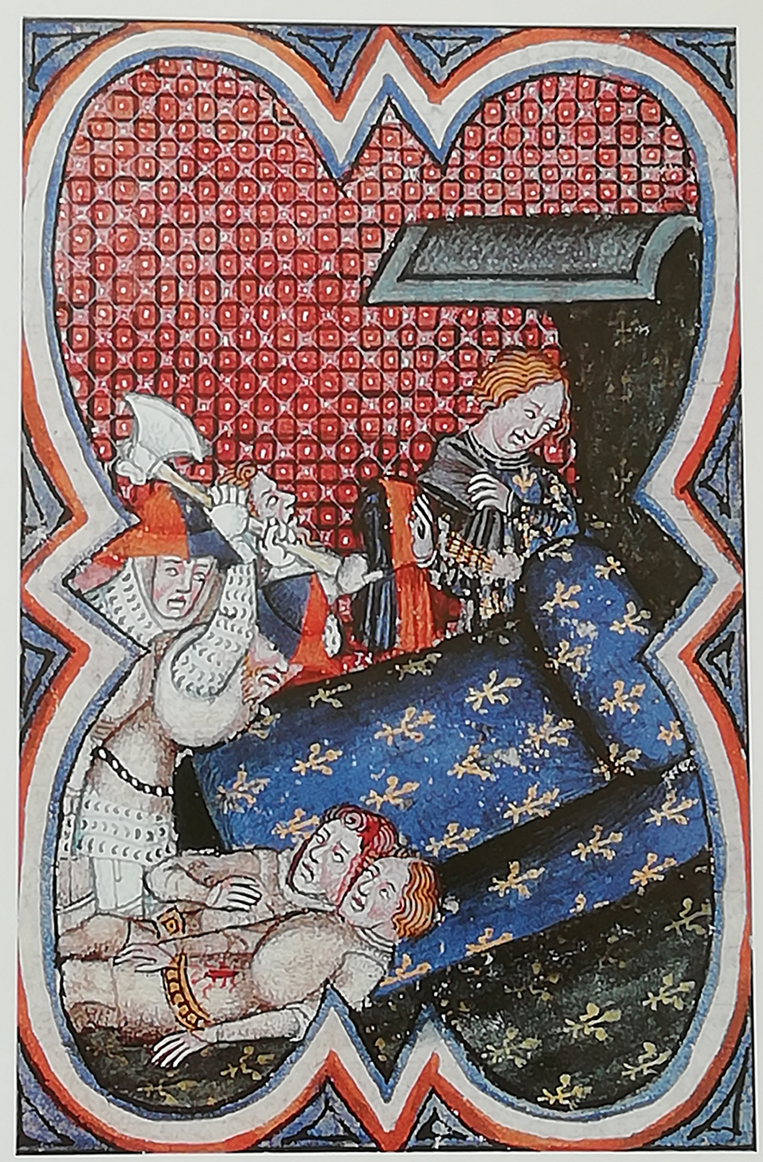
Assassinat dels mariscals pels partisans del prebost dels mercaders. Al fons, Étienne Marcel lliura la seva caputxa vermella i blava al delfí Carles V perquè l'hereu al tron mostri els seus colors. La il·luminació de les Grandes Chroniques de France de Charles V.

El 13 de gener de 1358, els Estats Generals són convocats novament pel consell de tutela (que, després de la depuració, està controlat per parents d'Etienne Marcel). Davant l'oposició del delfí, Étienne Marcel decideix imposar la seva reforma per la força i reuneix els comerciants parisencs a la seva causa. Va crear una milícia amb el pretext de la defensa contra possibles atacs dels anglesos, després es va retirar a Bordeus i va reforçar les fortificacions de París.
El 22 de febrer de 1358, Étienne Marcel, escortat per molts homes armats i al capdavant d'una multitud enfadada, envaeix el palau reial de la Cité on resideix el delfí. Volent intervenir, el mariscal de Champagne Jean de Conflans i el mariscal de Normandia Robert de Clermont són assassinats davant del delfí, que creu que ha arribat la seva última hora. Marcel l'obliga a posar-se la caputxa vermella i blava i a renovar l'ordenança de 1357. Llavors, és la caça d'home durant la qual l'advocat general, Renaud d'Acy, que s'havia refugiat en una pastisseria, és feroçment assassinat.
Després, obliga el delfí a ratificar l'assassinat dels seus consellers. El delfí només pot acceptar un nou canvi institucional; el seu consell és depurat: quatre burgesos hi van tornar, el govern i les finances estaven en mans dels estats, Carles el Dolent va rebre un comandament militar i suficient per finançar un exèrcit de 1.000 homes, el delfí, ell mateix, va aconseguir esdevenir regent del Regne que permet deixar de tenir en compte les decisions del rei sempre que estigui en captivitat (i en particular tractats de pau inacceptables).
Preferint allunyar-se de la fúria parisenca, el delfí Carles va deixar la capital cap a Compiègne: la noblesa es va reunir allà per separat dels altres dos estats, per ratificar la nova ordenança, protegida de qualsevol agitació. Champenois i borgonyons estan sorpresos per l'assassinat dels mariscals i s'uneixen al campament del delfí. Aquests últims condemnen solemnement Etienne Marcel pels diputats. Amb aquest suport, es va apoderar de les fortaleses de Montereau-Fault-Yonne i Meaux. L'accés a París des de l'est està bloquejat. Al sud i l'oest, les Companyies recorren el país i és fonamental per Étienne Marcel preservar les comunicacions amb les ciutats de Flandes: s'ha de netejar la ruta del Nord.

França entre Jacqueries i Companyies (1356-1363)
Possessions de Carles de Navarra
Territoris controlats per Eduard III abans de Brétigny
Cavalcada d'Eduard III (1359-1360)
Territoris cedits a Brétigny

Al final del mes de Maig de 1358, comença la Grande Jacquerie: els camperols (principalment petits propietaris), exasperats per l'enfortiment de la renda senyorial mentre cau el preu del blat, es revolten contra la noblesa. Aquesta última, ja desacreditada per les derrotes de Crécy i Poitiers, ja no és capaç de protegir la gent petita. Aquest moviment descrit pels cronistes de l'època com a extremadament violent (probablement aquesta violència era exagerada) va dirigida principalment contra els nobles que, si no són massacrats, veuen els seus castells saquejats i cremats. 5.000 homes es van reunir ràpidament al voltant d'un líder carismàtic: Guillaume Carl, que rep molt ràpidament reforços d'Etienne Marcel, que té com a objectiu alliberar París de l'encerclament que el delfí està aconseguint afavorint l'accés nord que permet la comunicació amb les poderoses ciutats de Flandes.
El 9 de juny, els homes del prebost de París i part dels Jacques lideren un assalt al mercat de Meaux on es troba el regent i la seva família per assegurar-se de la seva persona. Va ser un fracàs: mentre els Jacques es precipitaven a assaltar la fortalesa del pont que hi donava accés, les portes es van obrir i van ser arrasats per una càrrega de cavalleria. Però l'enfrontament amb el cos principal de les forces de William Carl va tenir lloc a Mello el 10 de juny. Pressionat per la noblesa, de la qual és el líder, i particularment pels Picquigny a qui deu la seva llibertat i el germà del qual acaba de ser massacrat pels Jacques, Carles II de Navarra pren el cap de la repressió mentre el delfí roman inactiu. Va contractar mercenaris anglesos, la noblesa es va recuperar, capturat William Carl va arribar negociar i càrrega els Jacques decapitats. És una massacre: la jacquerie acaba en un bany de sang.
Carles II de Navarra, amb la força del seu èxit contra els Jacques, es reuneix amb Étienne Marcel amb l'esperança que la noblesa que acabava de portar a la victòria el seguís. Des de principis de l'any 1358, també s'ha posicionat en suport i consell del delfí, i fins i tot negocia en secret amb els anglesos. L'estiu de 1358, esta en ple apogeu i va pronunciar un discurs al final del qual la multitud parisenca el va nomenar capità de París, amb l'esperança que prengués el poder a França. Però aquest equilibri és massa delicat. La noblesa l'acusa d'acostar-se a la gent, a la qual no han perdonat l'assassinat dels mariscals, a les tropes del delfí se sumen les companyies que somien amb participar en el saqueig de París. Carles de Navarra espera reforços anglesos per compensar la debilitat de les seves tropes; els parisencs lleialistes ho veuen com una traïció i al seu torn es rebel·len. El 31 de juliol de 1358, Étienne Marcel és executat mentre intenta portar mercenaris anglesos a París i el delfí pren les regnes del poder. Carles II de Navarra decideix en els dies següents assetjar París.

#### El tractat de Brétigny

1365: França després dels tractats de Brétigny i Guérande.
Territoris controlats per Eduard III
Territoris cedits per França a Anglaterra pel tractat de Brétigny
Territori del Ducat de Bretanya, aliat amb els anglesos

El delfí Carles va convocar els estats generals que es van negar a signar aquest humiliant i catastròfic tractat. En fer-ho, va netejar els seus costums, així com el seu pare, i va unir el país contra els anglesos. Aleshores, Eduard III decideix tornar a actuar.

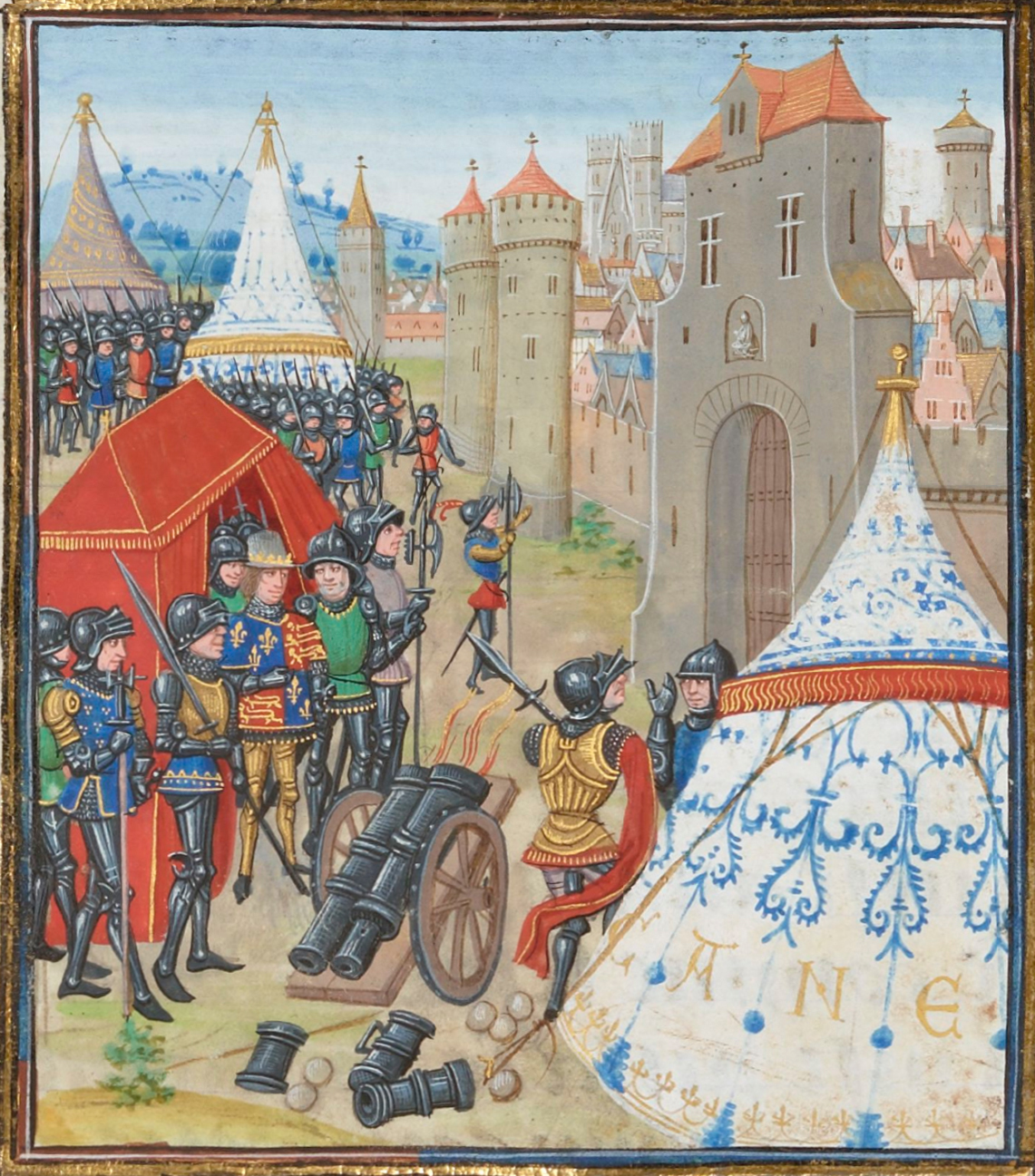
Eduard III assetja Reims. Il·luminació de Loyset Liédet, Chroniques de Froissart, BnF, ms. français 2643,.

Desembarcant a Calais el 28 d'octubre de 1359, cavalca en direcció a Reims, la ciutat de la coronació (una coronació tindria conseqüències catastròfiques per als Valois ja que té la vida de Joan el Bo a les mans). Però el delfí Carles ha pres la direcció i aplica l'estratègia de terra deserta. Ordena a tots els habitants del camp refugiar-se, amb totes les seves provisions i materials, a les ciutats fortificades. Eduard, creuant un país buit, ha d'estar satisfet amb les seves reserves. Arribat davant de Reims, troba les portes tancades i, per tant, assetja la ciutat, que exigeix la rendició. Els regidors la rebutgen, per lleialtat al delfí Carles. L'exèrcit anglès que no estava equipat per mantenir un setge està obligat a fer les maletes després d'un mes.
Eduard està furiós, intenta provocar una gran batalla amb els francesos. Són invisibles, però els retardadors i exploradors anglesos cauen sovint en emboscades on són assassinats. Finalment, Eduard arriba davant de París, on el delfí està tancat amb la població de l'Illa de França. Malgrat les provocacions, el delfí prohibeix als seus cavallers lluitar. No vol repetir la derrota de Poitiers.
Al cap de dotze dies, Eduard III ha d'abandonar París per tornar a embarcar el més ràpidament possible perquè no té més menjar, la majoria dels seus cavalls han mort per falta de farratge i ha perdut un nombre important d'homes. A més, una incursió de mariners normands a Winchelsea el març de 1360 va causar pànic a Anglaterra. A Beauce la resta del seu exèrcit queda atrapat per una violenta tempesta que el disloca. Aquest esdeveniment es percep com a miraculós i l'expressió d'una voluntat divina i reforça la legitimitat dels Valois molt debilitats pels seus fracassos militars de Crécy i Poitiers. La cavalcada de 1359 va acabar amb un fracàs rotund i les seves conseqüències psicològiques sobre Eduard III van ser crucials: es va adonar que la diferència demogràfica i les emergents aspiracions nacionals no li permetien controlar un territori tan vast: mai no podria ser rei de França. No obstant això, la captura de Joan el Bo li dona poder de negociació.
El tractat de Brétigny-Calais finalment conclou el conflicte:
- un rescat de tres milions de lliures per l'alliberament de Joan II el Bo (equivalent a la totalitat les recaptacions del rei durant dos anys);
- el rei d'Anglaterra obté la sobirania sobre Guiena, Gascunya, Calais, el Poitou, el comtat de Guines, el Perigord, el Llemosí, l'Angoumois, la Saintonge i, en dependre de les terres del comtat d'Armanyac, adquireix l'Agenais, el Carcí, el Roergue, la Bigorra i el comtat de Gaura.[149]

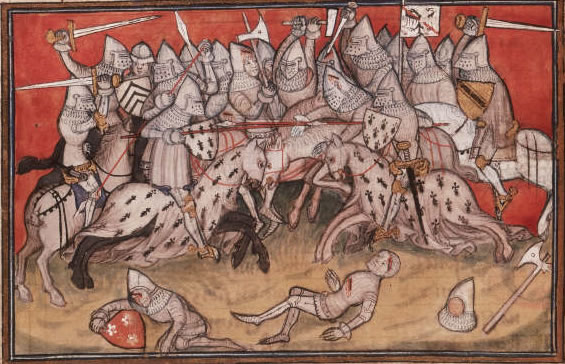
La batalla d'Auray. Miniatura de Perrin Remiet issue de la Chronique de Bertrand Du Guesclin par Cuvelier, British Library, Y.T.35.

El tractat té com a objectiu desactivar totes les queixes que van conduir a l'esclat del conflicte. Per tant, Eduard III renuncia als ducats de Normandia i Touraine, als comtats de Maine i Anjou i la sobirania sobre Bretanya i Flandes. Sobretot va renunciar a reclamar la corona de França.
La represa de la Guerra de Successió a Bretanya no va ser molt feliç per als francesos: Carles de Blois i Bertrand du Guesclin van ser derrotats a Auray pels futurs Joan IV de Bretanya i John Chandos.Aquesta batalla condueix al tractat de Guérande que reconeix a Jean IV com a duc de Bretanya, els anglesos mantenen el control de Brest i la seva regió.
En total, els anglesos són amos d'un bon terç del regne de França, i el ducat de Bretanya està controlat per un dels seus aliats (Joan IV es casa amb una germana llavors nora del Príncep Negre). Però Carles V és un bon tàctic: la pau obtinguda permet retornar al futur rei (el seu pare Joan el Bo mor el 8 d'abril de 1364) la capacitat de recuperar els territoris cedits.

#### La Guerra dels dos Peres i la Guerra Civil castellana
Entre 1356 i 1375, la corona d'Aragó i el Regne de Castella s'enfronten per la possessió de les terres del sud del Regne de València. El conflicte es va equilibrar amb la intervenció del Regne de França, que desitjava instaurar al tron castellà un monarca que fes intervenir la potent flota castellana contra el Regne d'Anglaterra, i poder-la vèncer en la guerra. Amb l'ajuda de França, Enric de Trastàmara fou proclamat rei a Calahorra el 1366 i va ocupar en poc de temps la totalitat del regne castellà. Pere I de Castella demana ajut al governador anglès d'Aquitània Eduard de Woodstock amb el pacte de Libourne, segons el qual Guipúscoa havia de passar a mans del Regne de Navarra i Biscaia al Regne d'Anglaterra. Aquest va penetrar en la península amb tropes angleses i va derrotar Enric en la batalla de Nàjera, el 1367. Tot i la brutal repressió contra els partidaris d'Enric, aquest aconseguí recobrar forces i va assetjar Toledo el 1368 i va derrotar Pere I en la batalla de Montiel, el 1369. Mentre es negociava la pau al mateix camp de batalla entre els dos germans, es va produir una baralla que acabà amb la mort de Pere en mans del seu germà Enric. Amb aquesta mort, es va posar fi a la dinastia Borgonya al tron castellà per donar pas a la dinastia Trastàmara.

### La reconquesta de Carles V el Savi: del 1364 al 1380

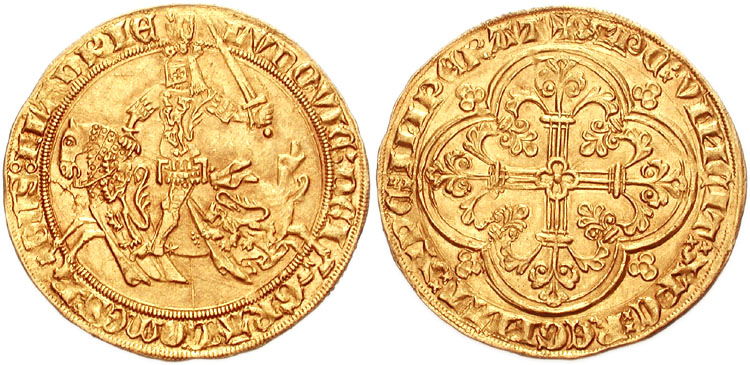
El franc a cavall representa el rei Joan el Bo que ha mantingut a la població una imatge d'un rei amb esperit cavalleresc. El franc val una lliura tournesa, la seva creació restaura l'autoritat reial posant fi als canvis monetaris.

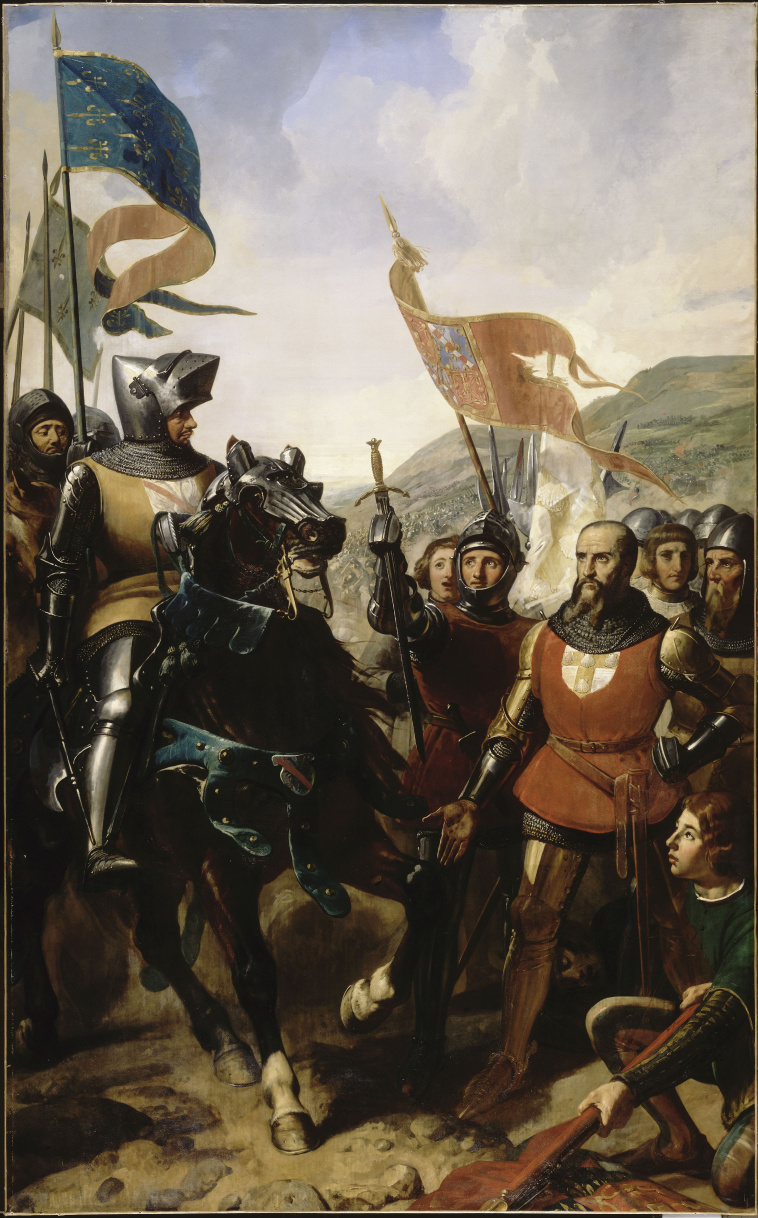
Bertrand du Guesclin a la batalla de Cocherel, pintura de Charles-Philippe Larivière, 1839, Galeria de batalles al palau de Versalles.

En aquesta derrotada França, el poder reial ja no té ni prestigi ni mitjans. Les finances són mínimes. Els moviments populars, les jacqueries i, sobretot, la de 1358, van fer entendre Carles V, que va veure com dos mariscals havien estat assassinats davant els seus ulls pels disturbis parisencs, que el manteniment de la sobirania requereix el suport de la població. Per tant, té cura de mantenir la seva popularitat. Des de la seva biblioteca, lentament reconstrueix i prepara la reconquesta. Els anglesos tenen les mans lligades pel tractat de Brétigny, que seria cancel·lat per la represa dels combats: segons una idea del delfí el tractat estableix que la sobirania del rei d'Anglaterra sobre les seves noves possessions no serà efectiva fins després de la lliurament d'aquests pels francesos. La renúncia d' Eduard III a la corona francesa es produiria al mateix temps. D'aquesta manera, el delfí es dona la possibilitat de retardar indefinidament l'aplicació del text. Per tant, Carles V va endarrerir el pagament del rescat (menys d'un terç del qual es va pagar efectivament) i la transferència dels territoris cedits. Per restaurar l'autoritat reial, ell i el seu pare donen garantia d'estabilitat monetària creant el franc, que posa fi als canvis de moneda tan malignats. A canvi, va fer acceptar la creació d'un sistema fiscal controlat pels oficials reials per finançar l'esforç bèl·lic i el pagament del rescat de Joan el Bo.
El rei va morir al captiveri de Londres el 1364 (hi va tornar voluntàriament per respondre de la fugida del seu fill Lluís d'Anjou, responsable dels acords de Brétigny). Carles el Dolent, expulsat el 1363 de la successió del ducat de Borgonya a favor de Felip l'Agosarat, va voler impedir la coronació de Carles V a Reims. Bertrand du Guesclin, al capdavant de l'exèrcit recaptat gràcies als impostos votats pels estats generals de 1363, el derrota a la batalla de Cocherel, Que posa fi a la guerra civil, restableix l'autoritat real als ulls de la població (que mostra que els sacrificis financers realitzats per la població per a la guerra són seguits pels efectes sobre el sòl) i permet la coronació de Charles V. Aquest últim li va donar llavors la missió de formar les grans companyies (un cos de mercenaris desmobilitzats que van assolar les províncies franceses) per defensar a Espanya els drets d'Enric de Trastàmara que va disputar el tron de Regne de Castella amb Pere el Cruel. En pacificar el Regne i reduir els impostos més pesats, restaura la popularitat a la corona, restaura el poder reial i recupera per al seu propi benefici el sentiment nacional naixent. Eduard III, imposa el 1361 l'anglès com a llengua nacional (fins aleshores l'idioma oficial a la cort anglesa era el francès); això al seu torn reforça l'anglofòbia als territoris conquerits.

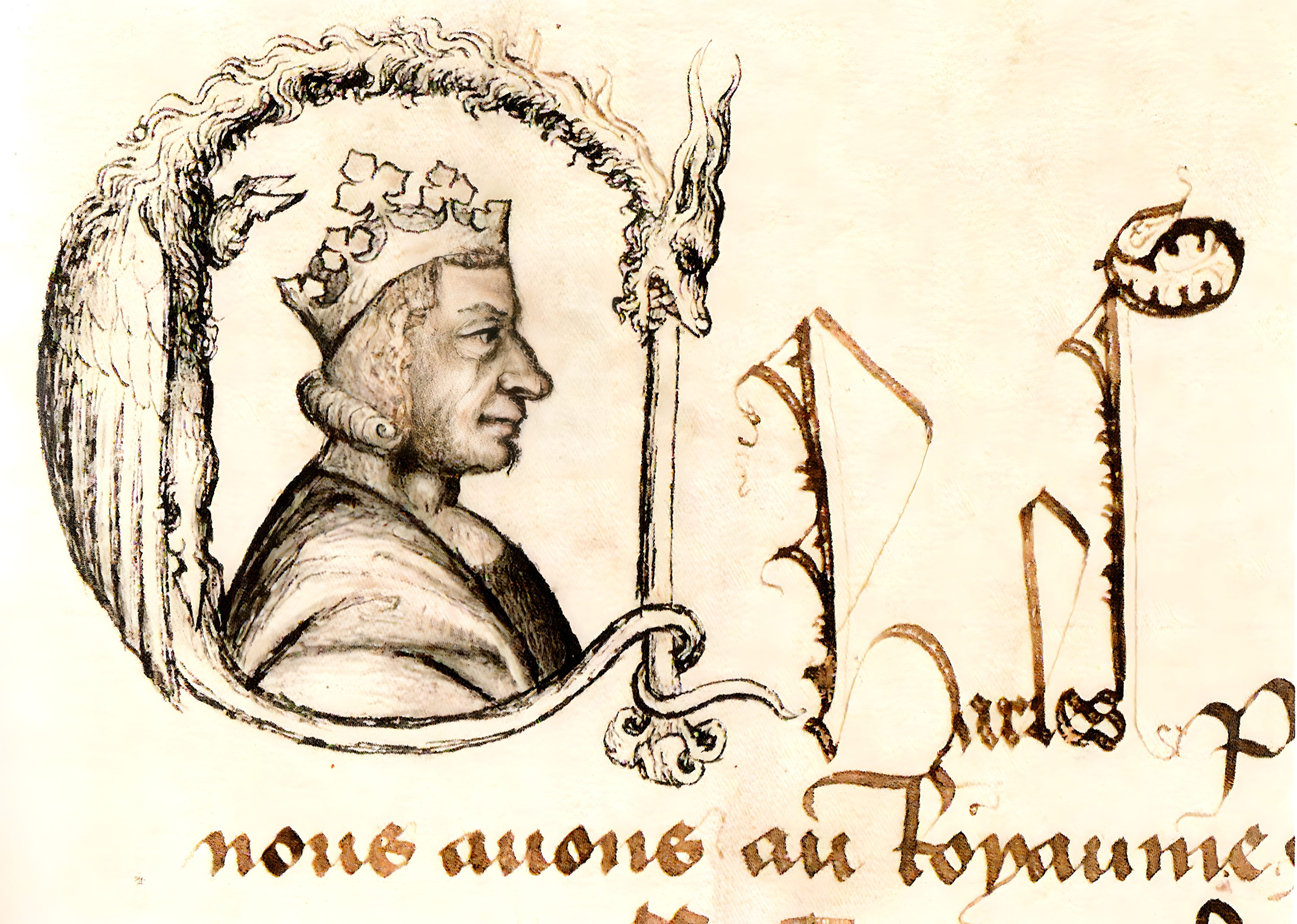
Retrat de Carles V que apareix en una carta C decorada al començament d'una carta reial datada el 1367. París, Arxiu Nacional, J / 358/12.

Carles V, un brillant estrateg i diplomàtic d'alt nivell, difon el conflicte als països veïns. Gran part d'Europa està directament implicada en el conflicte: Pere el Cruel, en gran dificultat, ha de demanar ajuda dos valents capitans anglesos, John Chandos i el Príncep Negre (el seu cunyat). Les tropes angleses estan ocupades a Castella fins al 1369. Pel que fa al Sacre Imperi, a l'est, Carles V va aconseguir transformar una hostilitat latent en una neutralitat més que benèfica és molt proper al seu oncle matern, l'emperador germànic Carles V. al qual ret homenatge pel Delfinat el 1357. Aquesta amistat permet el 1363, a Joan el Bo, retornat de la captivitat, confiar en prerrogativa a Felip l'Ardit (que també és nebot de l'emperador) el Ducat de Borgonya, vacant des de la mort de Felip de Rouvre el 1361, i destituir Carles el dolent. Per garantir el suport de Flandes, Carles V aconsegueix evitar el matrimoni de Margarida III de Flandes amb Edmund de Langley, comte de Cambridge, fill d' Eduard III, gràcies al suport del Papa Urbà V. El 1369 va aconseguir casar-se amb Margarida, l'hereva dels comtats de Flandes, Rethel i Nevers, al seu germà Felip l'Ardit. Carles V també manté converses amb el rei d'Escòcia David Bruce i el rei de Dinamarca, tots dos amb bons motius per lluitar amb Anglaterra. Carles també assegura l'amistat d'Owain Lawgoch, pretendent al tron de Gal·les.

La reconquesta de Carles V dels territoris concedits al tractat de Brétigny.
Domini reial
Apanatges dels germans del rei
Comtat autònom de Foix-Béarn
Bretanya aliada als anglesos
Possessions de Carles de Navarra (aliat dels anglesos)
Cavalcada de Lancaster (1369)
Cavalcada de Robert Knowles (1370)
Cavalcada de Lancaster (1373))

El 1368, el rei de França es va sentir prou fort per desafiar Eduard III. Accepta rebre l'apel·lació del comte d'Armagnac, en conflicte financer amb el Príncep Negre (la seva reclamació es va desestimar inicialment per Eduard III que pesa sobre els seus temes d'Aquitània amb impostos per finançar les seves campanyes espanyoles; a Guiana encara feien servir un pretext per al conflicte. El tractat de Brétigny atorga als anglesos la plena sobirania de Guiana. Però la doble exempció en virtut - Eduard va renunciar a la corona de França, Joan el Bo a Guiana: no va tenir lloc i la transferència de terres s'està arrossegant. Per tant, legalment, Eduard III no va ser fundat per jutjar una disputa tributària sobre terres que encara no li havien estat cedides i Carles V pot procedir a la seva confiscació. El rei d'Anglaterra es proclama el nou rei de França el 3 de juny de 1369, Carles V pronuncia la confiscació d'Aquitània el 30 de novembre de 1369. La guerra es va reprendre, però Carles V, com a excel·lent jurista, va saber posar la llei al seu costat.
Renunciant a les batalles campanes lliurades per banderers de mides desiguals comandades per una noblesa indisciplinada, que no aportaven res al seu pare, el rei va reorganitzar l'exèrcit, sota el comandament de líders experimentats i lleials, com Bertrand du Guesclin, el seu cosí Olivier de Mauny i Guillaume Boitel, el seu fidel entre els fidels. Es divideix en grups ben estructurats de 100 homes anomenats routes endurits i comandats per capitans que només responen a les ordres del rei. Es llança a una guerra d'escaramusses i setge, mordent pacientment el territori enemic. La seva diplomàcia no va romandre inactiva i va collir els fruits del seu suport a Enric de Trastàmara: l'aliança amb el regne de Castella va conduir a l'aniquilació de la flota anglesa per part de la flota castellana a la batalla de La Rochelle el 22 de juny de 1372. Privats de suport logístic, les fortaleses cedides pel tractat de Brétigny van caure una darrere l'altra: Poitiers el 1372 i Bergerac el 1377. Les cavalcades angleses són molt populars al seu Parlament, ja que no costen res, però desastroses per a la imatge d'Anglaterra en els territoris robats: només alimenten l'odi contra l'anglès i diàriament reforcen la lleialtat a el rei Carles V. La divisió entre les dues nacions naixents s'amplia cada cop més. El rei de França té cura de mantenir el patriotisme de les regions alliberades concedint nombrosos privilegis. Va utilitzar, en particular, l'ennobliment, ja que la noblesa francesa havia estat delmada per la pesta, Crécy i Poitiers. De la mateixa manera, la reconquesta es fa en gran manera per la reversió de les ciutats d'Aquitània, sovint monetitzades contra les promeses d'una fiscalitat més lleugera.

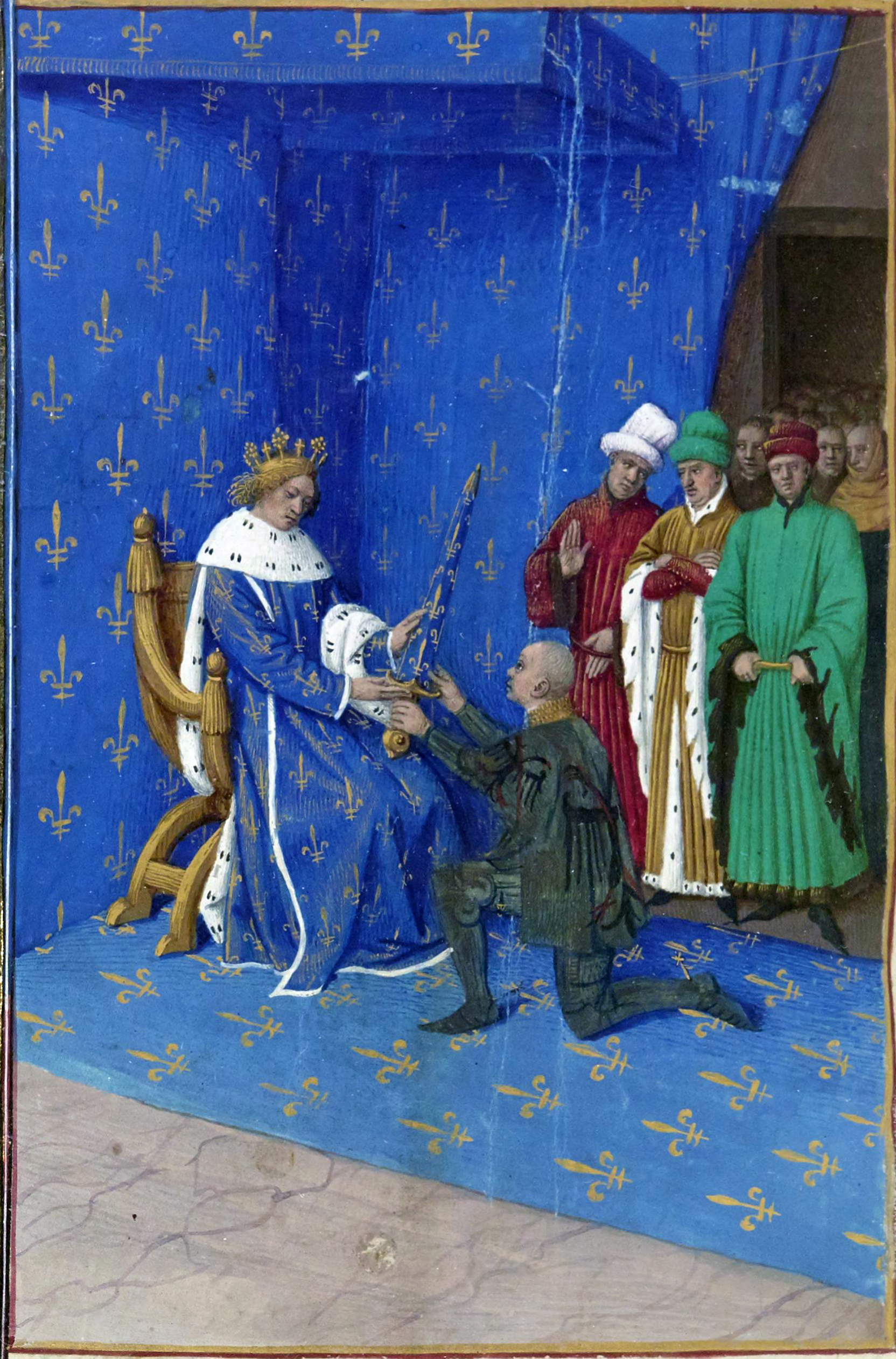
Bertrand Du Guesclin fet condestable pel rei Carles V. Miniatura de Jean Fouquet a les Grandes Chroniques de France, vers 1455-1460.

L'eslògan d'operacions per al rei de França: Més val una terra saquejada que una terra perduda. Per tant, Carles deixa el Regne a mercè del saqueig anglès, que provoca un patiment immens entre la població. A cada cavalcada, el rei ordena als paisans refugiar-se a les ciutats amb totes les seves reserves, practicant la tàctica de la terra deserta. Com més avancen els anglesos cap a l'interior, més difícil és aconseguir subministraments; assetjats pels francesos que els van establint nombroses emboscades, el seu nombre es va reduir ràpidament a res i molts gloriosos líders anglesos es van veure obligats a replegar-se per evitar el desastre (Joan de Lancaster, el Príncep Negre, Robert Knolles i el mateix Eduard III són víctimes d'aquesta estratègia de Carles V).
Entre el 1369 i el 1375, els francesos van recuperar dels anglesos gairebé totes les concessions fetes i les propietats de l'enemic fins i tot abans de l'inici de la guerra, a excepció de Calais, Cherbourg, Brest, Bordeus, Baiona i algunes fortaleses del Massís Central. Les negociacions dutes a terme després de la signatura de la treva de Bruges, entre 1375 i 1377, no porteu enlloc. Els anglesos van continuar llançant cavalcades episòdiques, que van ser ateses per incursions a les costes angleses que van provocar temors a la invasió francesa (Carles V demanà a Jean de Vienne que la preparés). Després que el duc Joan IV de Bretanya s'aliés amb els anglesos, Carles V va confiscar el ducat bretó el 1378. El duc, fortament recolzat pels barons bretons, obliga les tropes franceses, dirigides per du Guesclin, a recular. Joan IV després signa el segon tractat de Guérande, on els francesos renuncien a les seves pretensions sobre Bretanya contra un teòric vassallatge del duc (comprarà Brest als anglesos el 1397).
El 1378, la visita de cortesia de l'emperador Carles IV del Sacre Imperi Romanogermànic (oncle de Carles V) a París consagra la victòria de Carles el Savi. La primera fase de la Guerra dels Cent Anys acaba amb la victòria del capaç Carles V de França, ajudat per soldats experimentats com Bertrand du Guesclin, davant un envellit i massa confiat Eduard III. A més, les finances reials i, per tant, el poder del rei, van ser molt millorades per l'episodi del rescat de Joan el Bo. De fet, el pagament d'un rescat va ser l'únic cas en què la recaptació de l'impost va ser automàtica i no estava subjecta a llargues negociacions amb els estats. El rescat exigit per Anglaterra justificava, doncs, el finançament centralitzat gestionat directament pel delfí: quan Carles V va acabar aquest pagament després d'haver satisfet només un terç, no va suprimir l'impost sinó que el va assignar a les seves necessitats militars. Així, la Guerra dels Cent Anys i l'episodi del rescat reial van tenir un paper fonamental en la constitució d'un finançament reial autònom (que ja no depenia de les negociacions amb la noblesa i dels estats) i d'un exèrcit directament sota control reial: es tractava d'un punt d'inflexió important en la constitució d'un estat realment modern. no només va deixar un país gairebé unificat, sinó que va deixar un poder consolidat, autònom de la noblesa i econòmicament, per primera vegada en la història de França }.

### Regents i guerra civil francesa: 1380-1429

#### Mort de Carles V el Savi i inicis de Carles VI: 1380-1392

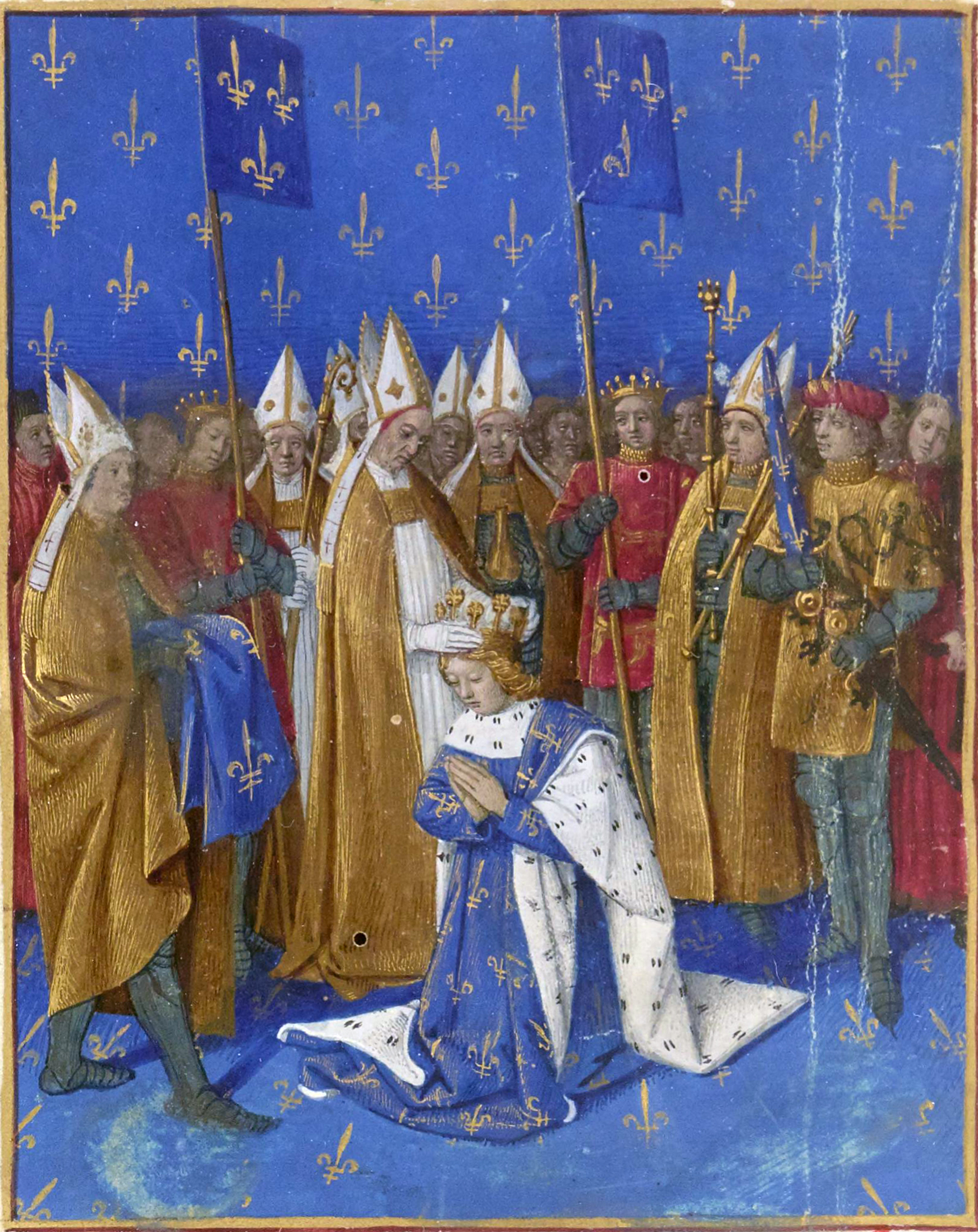
La coronació de Carles VI. Grandes Chroniques de France (Jean Fouquet), vers 1455-1460.

Carles el Savi, que sempre ha tingut una mala salut, vol preparar-se per al seu final. Al 1374 també es fixà la majoria d'edat dels reis de França en 14 anys i va ordenar la millora de tots els castells i fortaleses de França, vulnerables per l'aparició de l'artilleria tant a les fronteres com a les regions exposades a els desembarcaments anglesos (Normandia, en particular), que materialitza encara més el territori nacional. Al final del seu regnat, la pau va tornar, però la pressió fiscal inicialment provisional i justificada per l'estat de guerra va continuar essent pesant i les ciutats i els camps van començar a esclatar de nou.

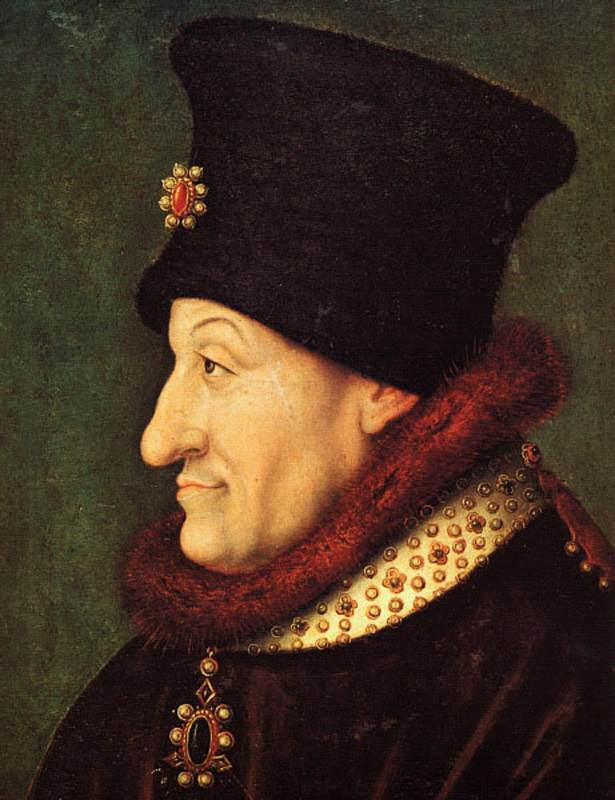
Felip II de Borgonya, dit l'Ardit, taula anònima del, Versalles.

El setembre de 1380 Carles V mor amb només 42 anys. El seu únic fill de dotze anys es va convertir en el rei Carles VI, però com a menor va ser posat sota la tutela dels seus oncles. Aquests formen un consell de regència que substitueix el consell del rei. Els antics consellers de Carles V són gradualment expulsats, els oncles del jove rei (i germans del difunt Carles V: Lluís d'Anjou, Joan de Berry i Felip II de Borgonya) monopolitzant tot el poder. El regnat de Carles V va estar marcat per l'enfortiment del poder reial enfront de la noblesa. De fet, ja ha estat sagnat pels efectes de les batalles de Crécy i Poitiers o de la gran pesta i les seves reminiscències regulars, però també s'enfronta a una caiguda important dels seus ingressos de la terra, ja que el camp ha estat despoblat per la pesta i ha estat devastat durament pel saquejos resultants de l'estratègia de la terra deserta i de l'acció de les companyies: els camperols van fugir i les seves terres sovint tornaven a guaret (en particular, les vinyes destruïdes condueixen a dificultats duradores en la producció de vi, que era essencial en un moment en què l'aigua poques vegades era segura). Òbviament, amb el retorn de l'ordre, les coses van millorar, les terres es van recolonitzar, però molts senyors renuncien a les seves terres en fermança o en mitgeria, que són menys rendibles, però permeten ingressos més regulars i permeten estar presents als tribunals per beneficiar-se de l'abundància de el seu senyor. De fet, el tresor reial s'enriqueix amb un impost que s'ha convertit en permanent, que permet mantenir i retenir els seus vassalls. Per tant, els oncles han d'aprofitar les finances reials per garantir el suport d'una àmplia clientela i constitueixen autèntics principats. Aquest govern és relativament perjudicial per al Tresor, on els grans del Regne estan acostumats a dibuixar. Quan Lluís d'Anjou decideix marxar per conquerir el llunyà regne de Nàpols que reivindica des del 1382, finança la seva expedició a costa del tresor reial, però això el distancia dels afers de França i deixa a Felip l'Ardit a pren una influència preponderant dins del consell.
L'estiu i la tardor de 1386, Felip II de Borgonya, oncle del rei de França, va reunir un exèrcit franco-borgonyó i una flota de 1.200 vaixells prop de la ciutat de L'Écluse (Zelanda) per intentar una invasió d'Anglaterra, però aquesta l'empresa falla. Per a aquest propòsit s'ha preparat una ciutat de fusta amb peces de fusta numerades i les frontisses corresponents. Es preveu que la ciutat assoleixi un mur perimetral de 14 quilòmetres de llarg. Tanmateix, el germà de Felip, Joan de Berry, va aparèixer deliberadament tard, de manera que el clima de tardor va impedir la sortida de la flota i l'exèrcit invasor es va dispersar de nou.

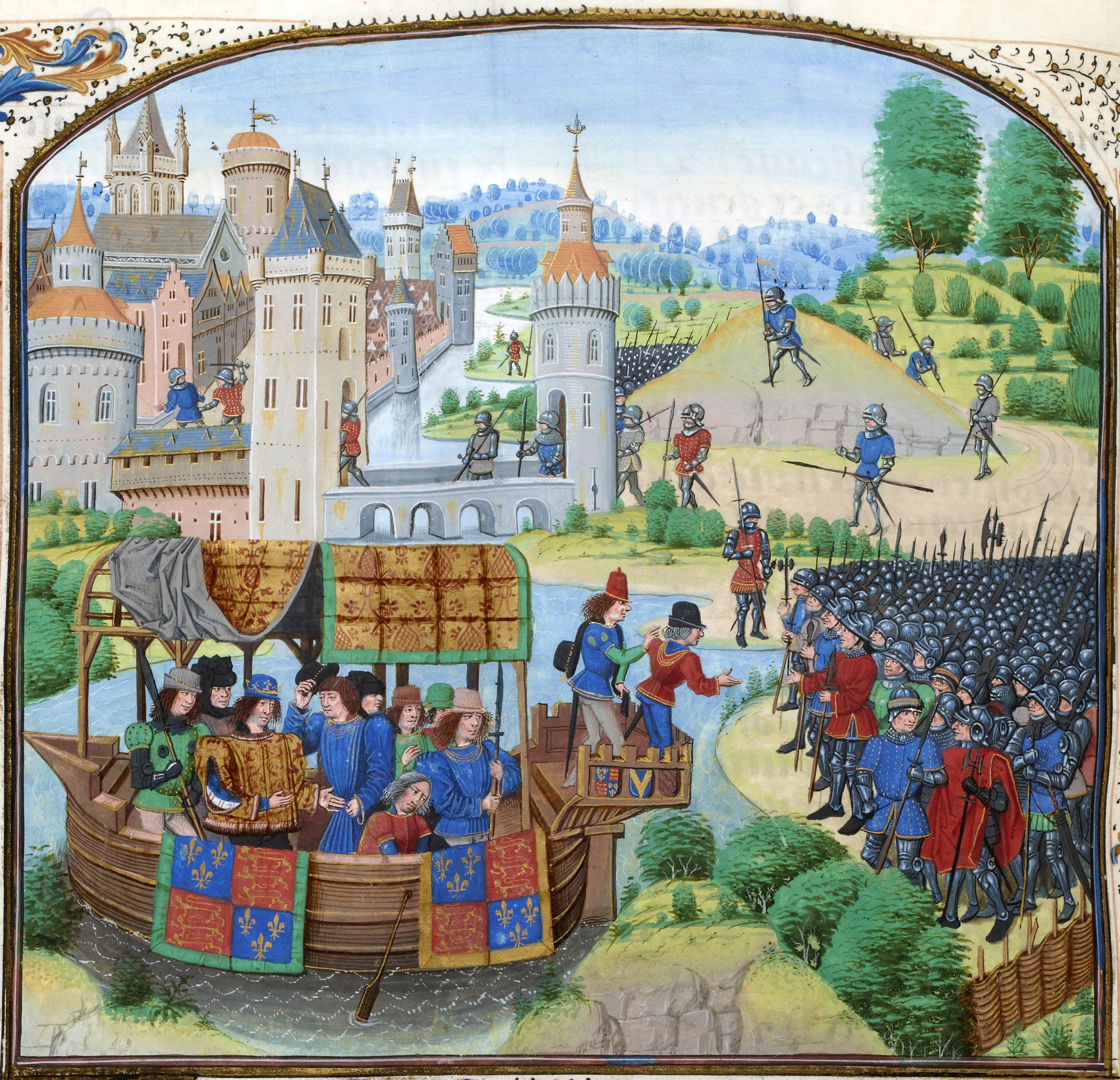
Ricard II es troba amb els rebels el 14 de juny de 1381. Miniatura d'una còpiia de 1470 de les Cròniques de Jean Froissart

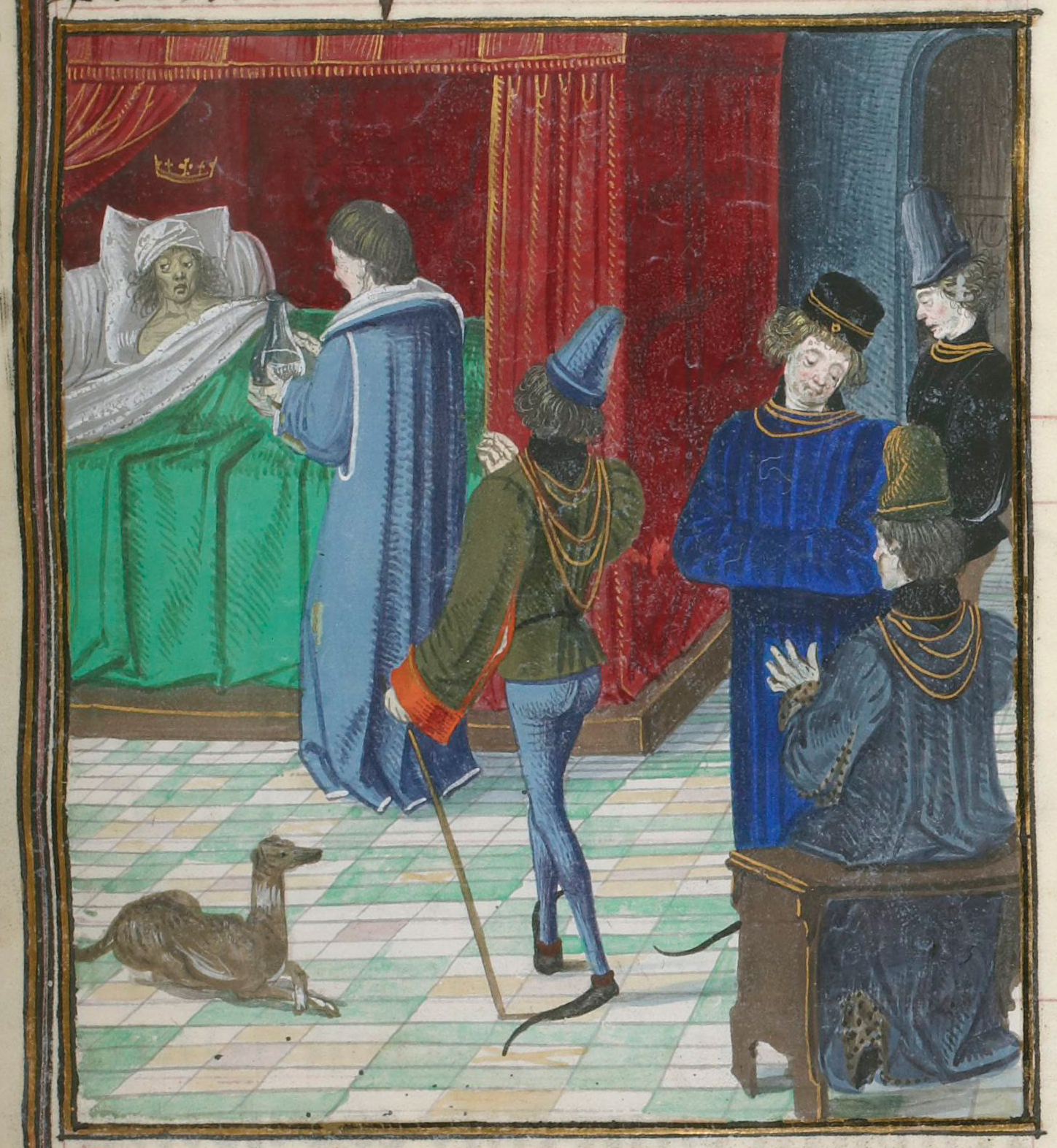
Carles VI al llit. Il·luminació, vers 1470-1475, París, BnF, departament de manuscrits, ms. Francès 2646, f o 164.

Aquest període és tranquil des del punt de vista militar perquè el regne d'Anglaterra es troba en una presa de guerra civil. Una revolta camperola va ser desencadenada per la crisi econòmica que va esclatar a Anglaterra després de la interrupció del comerç de sal, vi i llana i els increments d'impostos necessaris per al manteniment de l'exèrcit i el descrèdit que afecta la noblesa a causa de les seves reiterades derrotes a França. La insurrecció està coordinada per predicadors pirates les idees igualitàries de les quals són atractives. Pren el control de Londres abans de ser sotmesa per Ricard II.
El camp i les ciutats lluiten amb la forta pressió fiscal concedida de manera temporal per mantenir l'esforç bèl·lic, però que s'ha convertit en permanent, sobretot perquè els ingressos semblen més utilitzats per a l'organització de festes sumptuoses (necessàries per mantenir els seus clients) que per a la seguretat del territori. El 1388, Carles VI, de 20 anys, va notar la mala gestió i el descrèdit causats pel govern dels oncles, va decidir assumir els assumptes del Regne. La regència s'acaba, però manté els seus oncles com a consellers i fa tornar els antics ministres del seu pare, a qui l'oposició feudal va anomenar els titís, en referència a figures grotesques que es freguen amb les gàrgoles a les catedrals.
El regnat del jove rei, molt popular, promet ser tan positiu com el del seu pare, quan, durant una expedició punitiva contra el duc de Bretanya, cau malalt, segons les declaracions de l'època. De fet, un individu el porta a la tasca que li hauria dit: Senyor, esteu envoltats de traïdors, els vostres companys volen la vostra mort. El rei Carles, en un atac de bogeria, treu l'espasa i corre cap als seus escuders. Calen diversos homes per dominar-lo. L'obscur episodi del Bal des Ardents, uns mesos després, l'acaba desestabilitzant psicològicament.
A partir de 1392, Carles VI fou pres de la bogeria de manera intermitent, segons un cicle de crisis seguit de remissions més o menys llargues, durant les quals trobà tots els seus mitjans intel·lectuals. Tanmateix, amb l'edat, les crisis són cada vegada més violentes i llargues i les remissions són més curtes.
El Regne ja no es governava, els oncles del rei recuperen el poder dins d'un consell de regència presidit per la reina (Elisabet de Baviera) i els titís van ser acomiadats. La reina és una política pobra, el duc de Borgonya, Felip l'Ardit, exerceix el poder de facto. Però, va haver de comptar cada vegada més amb Lluís d'Orléans, el germà petit del rei, que va treballar per contrarestar la influència del duc de Borgonya a la cort de França.

#### Armagnacs i Borgonyons: de 1392 à 1429

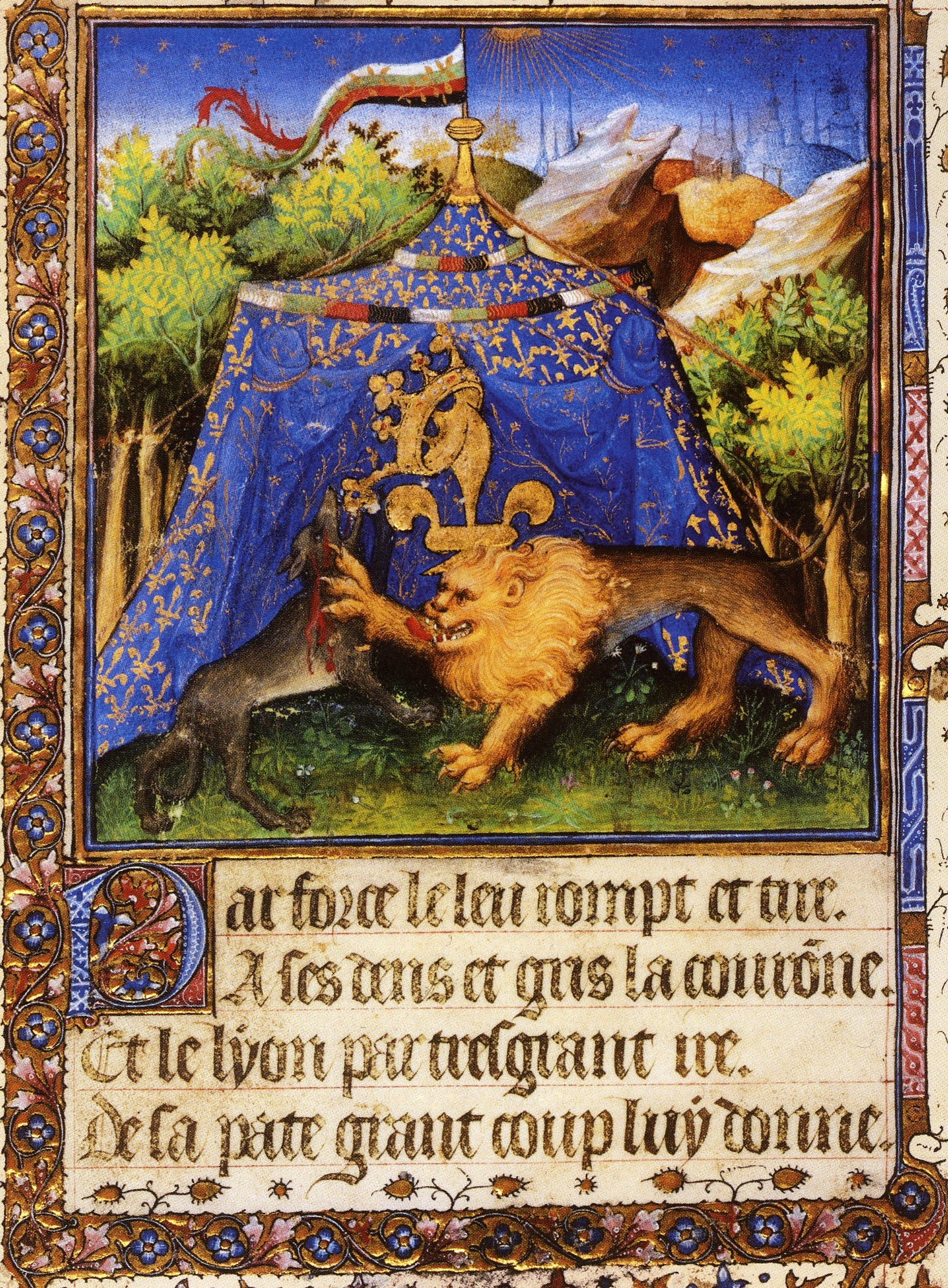
Sobre el fons d'una tenda adornada amb flors de lis (el regne de França), el llop (que representa el duc Lluís I d'Orleans) intenta capturar entre les dents una corona mentre un lleó (que simbolitza els braços flamencs del duc Joan de Borgonya) li dona una gran urpada.
Il·luminació d'inspiració borgonyona,, Viena, Biblioteca Nacional d'Àustria.

La represa del conflicte té els seus orígens en diversos factors. En primer lloc, tant França com Anglaterra viuen lluites de poder. A Anglaterra, van ser sobretot els contratemps contra França els que van provocar un canvi dinàstic: després d'un llarg conflicte, Enric IV de Lancaster es va imposar com a rei. A França, la bogeria de Carles V va provocar l'establiment d'un consell de regència presidit per la reina. El poder real és compartit pels grans del Regne (Lluís d'Orléans, líder dels armanyac, i Joan sense Por, duc de Borgonya), el duc de Berry és més un mediador entre els dos primers).
Lluís d'Orleans té una influència creixent sobre la reina i és acusat pels borgonyons, que se senten perjudicats, de ser el seu amant el (i l'autèntic pare del delfí). Aquesta lluita de poder entre armanyacs i borgonyons va acostar gradualment aquests darrers als anglesos, sobretot des que el 1407 Joan sense Por va fer assassinar el duc d'Orleans i el país s'enfonsa en la guerra civil. Des del punt de vista religiós, el Gran Cisma oposa el Papa de Roma (recolzat pels anglesos i els borgonyons) al d'Avinyó (recolzat pels armanyacs). Es tracta de dos sistemes econòmics, socials i religiosos que s'enfronten, amb França, un país amb una agricultura florent i un poderós sistema feudal i religiós per una banda i Anglaterra, un país productor que ven la seva llana als teixits de Flandes, que pertany al ducat de Borgonya, un país on l'artesania i la burgesia urbana estan guanyant importància.
L'octubre de 1411, amb un exèrcit de 60.000 homes, el duc de Borgonya va entrar a París i va atacar els bretons, aliats dels armanyacs, que s'havien atrinxerat a La Chapelle. Finalment va haver de retirar-se, però la nit del 8 al 9 de novembre va sortir per la porta Saint-Jacques, va travessar Saint-Cloud i va derrotar decisivament els écorcheurs. Aleshores, Joan el Sense Por va perseguir els prínceps d'Orleans i els seus aliats fins a Bourges, que Orleans estava assetjant, però l'exèrcit reial va aparèixer davant la ciutat l'11 de juny de 1412. Una altra pau es va signar a Bourges el 15 de juliol i es va confirmar a Auxerre el 22 d'agost. Els anglesos van aprofitar la situació donant suport puntual a les dues parts o comprant la seva neutralitat. Els armanyacs van concloure el Tractat de Bourges amb el rei Enric IV d'Anglaterra el 18 de maig de 1412 per evitar una aliança angloborgonyona. Així doncs, li van cedir Guyena i van reconèixer la seva sobirania sobre Poitou, Angulema i Périgord.

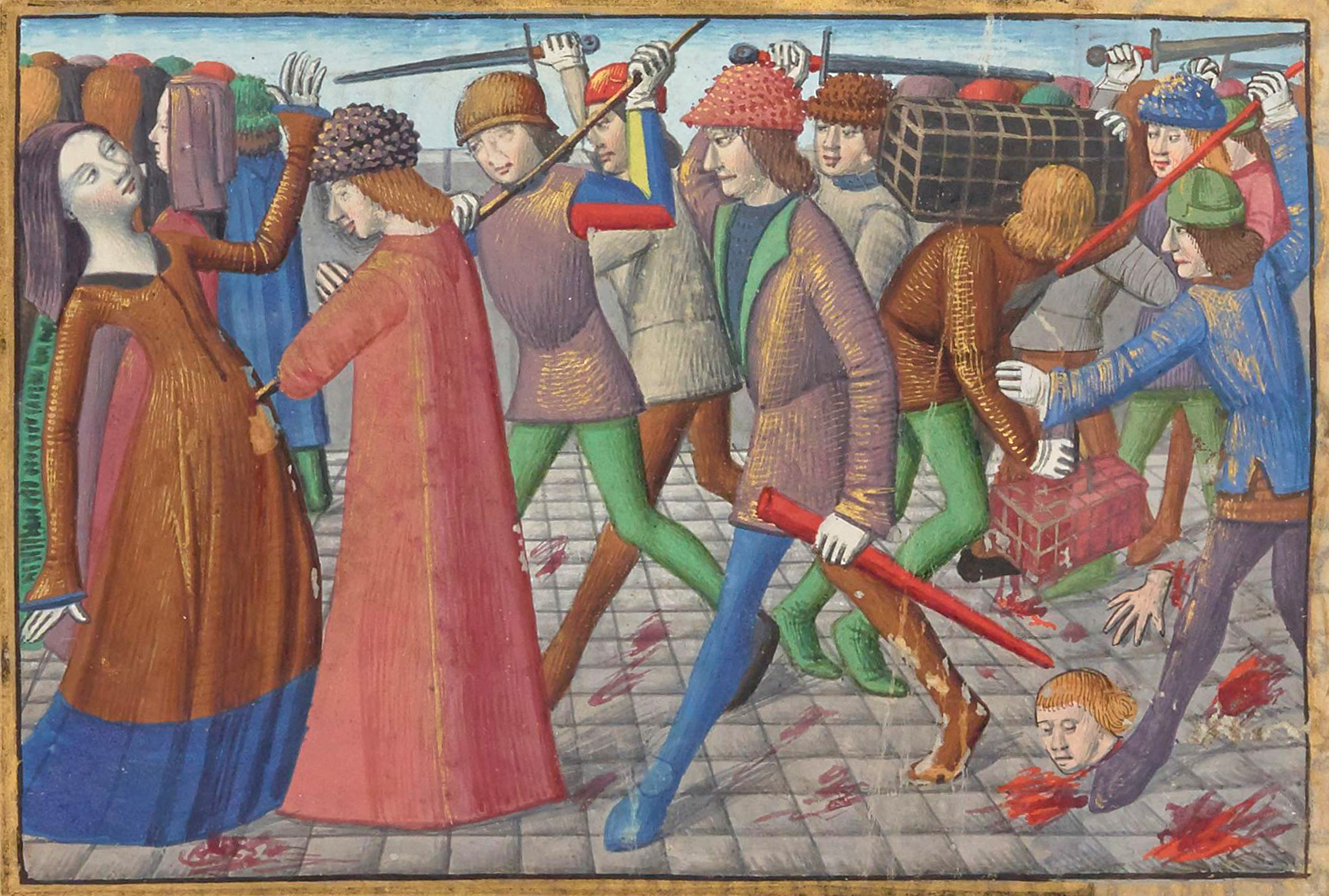
Representació de la revolta cabochiana. Miniatura que adorna el manuscrit de Martial d'Auvergne, Les Vigiles de la mort de Charles VII, vers 1484, BNF.

Joan sense Por es va convertir en amo de París i, per tant, el rei el 1413. Els seus aliats anomenats cabochians (batejats amb el seu líder el carnisser Simon Caboche) fan que regni el terror. El 27 de maig de 1413, s'escriu l'ordenança cabochiana i es promulga en l'esperit de la gran ordenança de 1357, però les seves exigències van acabar avorrint els parisencs que van cridar els armanyacs al rescat i Joan sense Por va haver de fugir i es va apropar als anglesos.
A Anglaterra els revessos contra França el que comporten un canvi dinàstic: després d'un llarg conflicte, Enric V s'imposa com a rei succeint el seu pare. Per a la coronació, el seu germà Tomàs de Clarence torna a Anglaterra per a la coronació d'Enric, enduent-se Menaut de Favars, que estava fent la guerra a l'Aragó en favor de Jaume II d'Urgell contra Ferran d'Antequera en la seva revolta contra la decisió del compromís de Casp, i que faria que el pretendent fos derrotat finalment. Enric entén la necessitat d'unir la seva noblesa contra un enemic comú i d'atacar França. Reivindica l'herència de Guillem el Conqueridor i dels Plantagenet: Normandia i Aquitània, o la meitat de França Se li va oferir Aquitània i la mà de Caterina de Valois, filla del rei ricament dotada, però se li va refusar Normandia El 1415 es va proclamar rei de França (com a besnet d'Eduard III, la reivindicació del qual va assumir com a descendent directe de Felip el Bell, en tant que Valois, descendia del germà petit d'aquest) i va desembarcar a Chef-de-Caux, prop de la futura ciutat de Le Havre amb 13.000 homes. No ve a dirigir una altra cavalcada a Normandia, sinó té la intenció d'apoderar-se de la regió. Comença prenent la ciutat de Harfleur i expulsant els habitants i substituint-la per colons anglesos. La disenteria que colpeja el seu exèrcit obliga el rei d'Anglaterra a posposar els seus somnis de conquesta i eecideix tornar a Anglaterra per Calais.

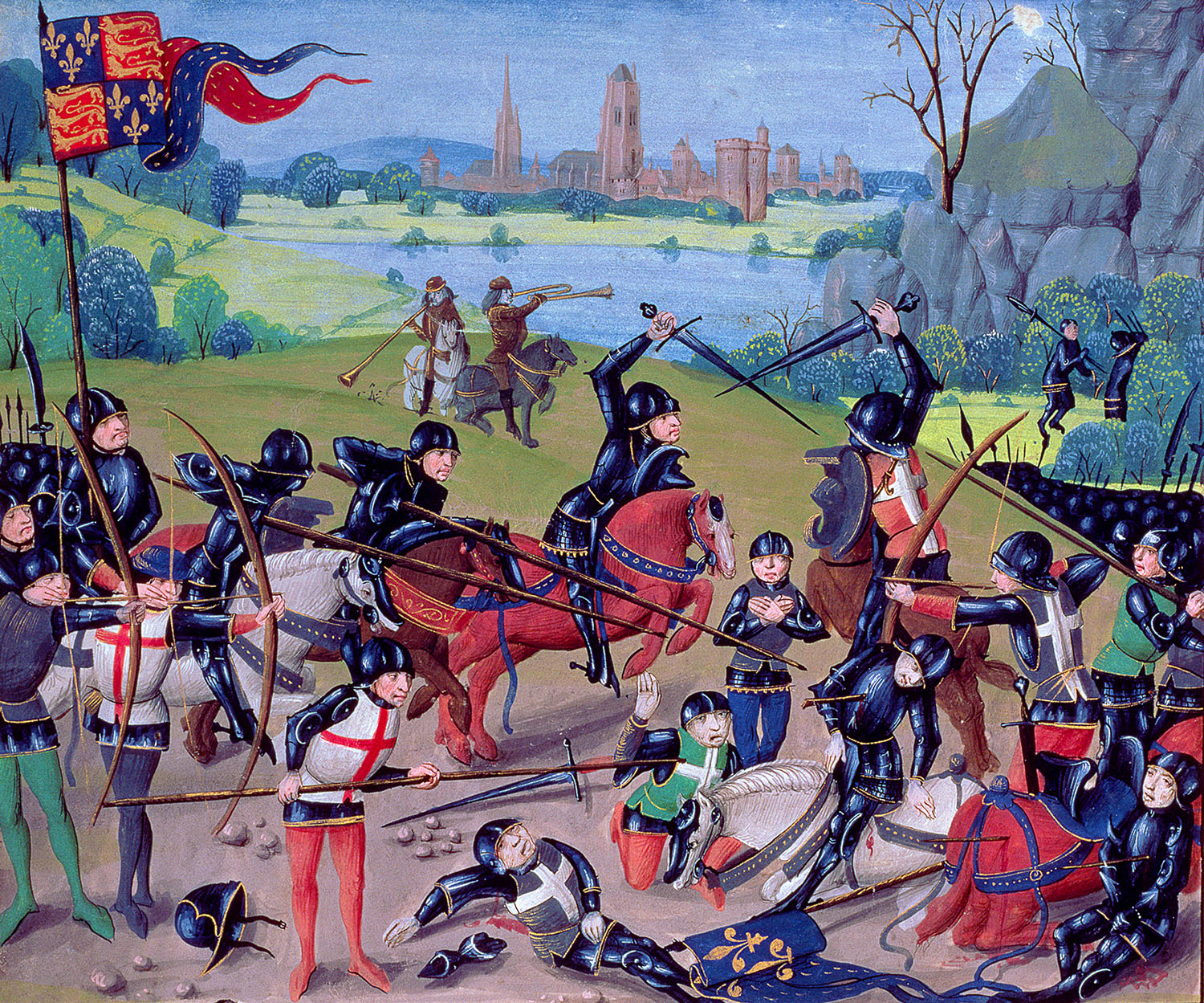
La batalla d'Agincourt, miniatura d'una Crònica de Sant Albà, Lambeth Palace, Ms.6, f.243.

Davant del perill, armanyacs i borgonyons, els dos partits que lluitaven pel poder a França, van fer una treva per fer-hi front amb Enric V a Picardia, però en el moment crucial els armagnacs són reticents a deixar el comandament al duc de Borgonya i aquest retira les seves tropes i es manté neutral. Els francesos són només 20.000 homes i la cavalleria francesa va pagar una vegada més les seves insuficiències tàctiques i la debilitat del seu comandament quan els anglesos van destruir la noblesa francesa a la batalla d'Azincourt el 25 d'octubre de 1415, permetent als anglesos tornar a embarcar sense preocupacions.
La humiliació dels francesos agreuja les dissensions dins del Regne i revela a Enric V que pot tornar i recapta fons per liderar una guerra de setge contra els castells fortificats de Carles V. Dos anys després de la seva victòria a Agincourt, el rei d'Anglaterra va tornar a Normandia amb un exèrcit de 10.000 a 12.000 homes i una considerable artilleria per al moment amb la intenció plena d'emprendre la conquesta del ducat de Normandia.

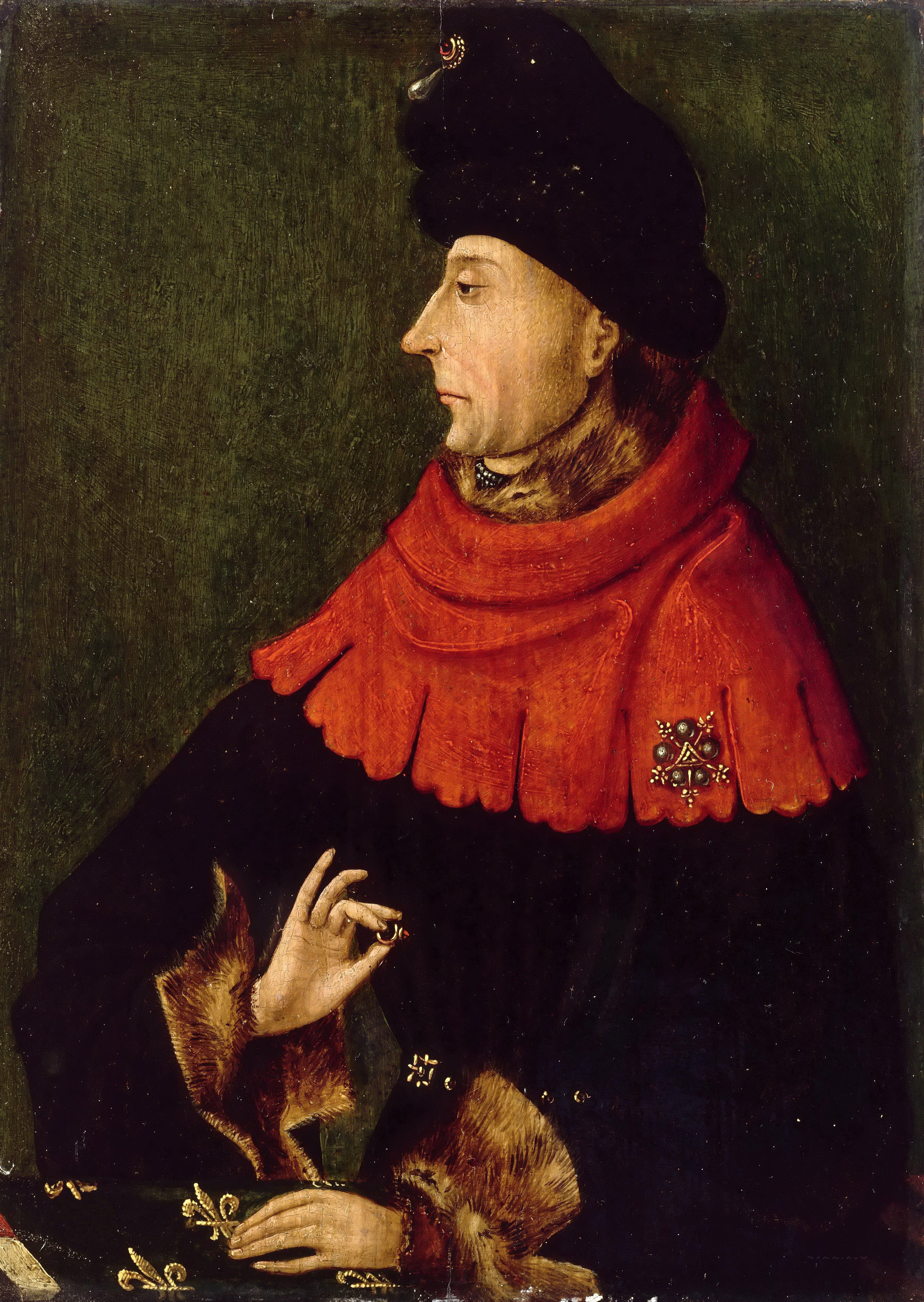
Joan sense Por, duc de Borgonya. Museu del Louvre.

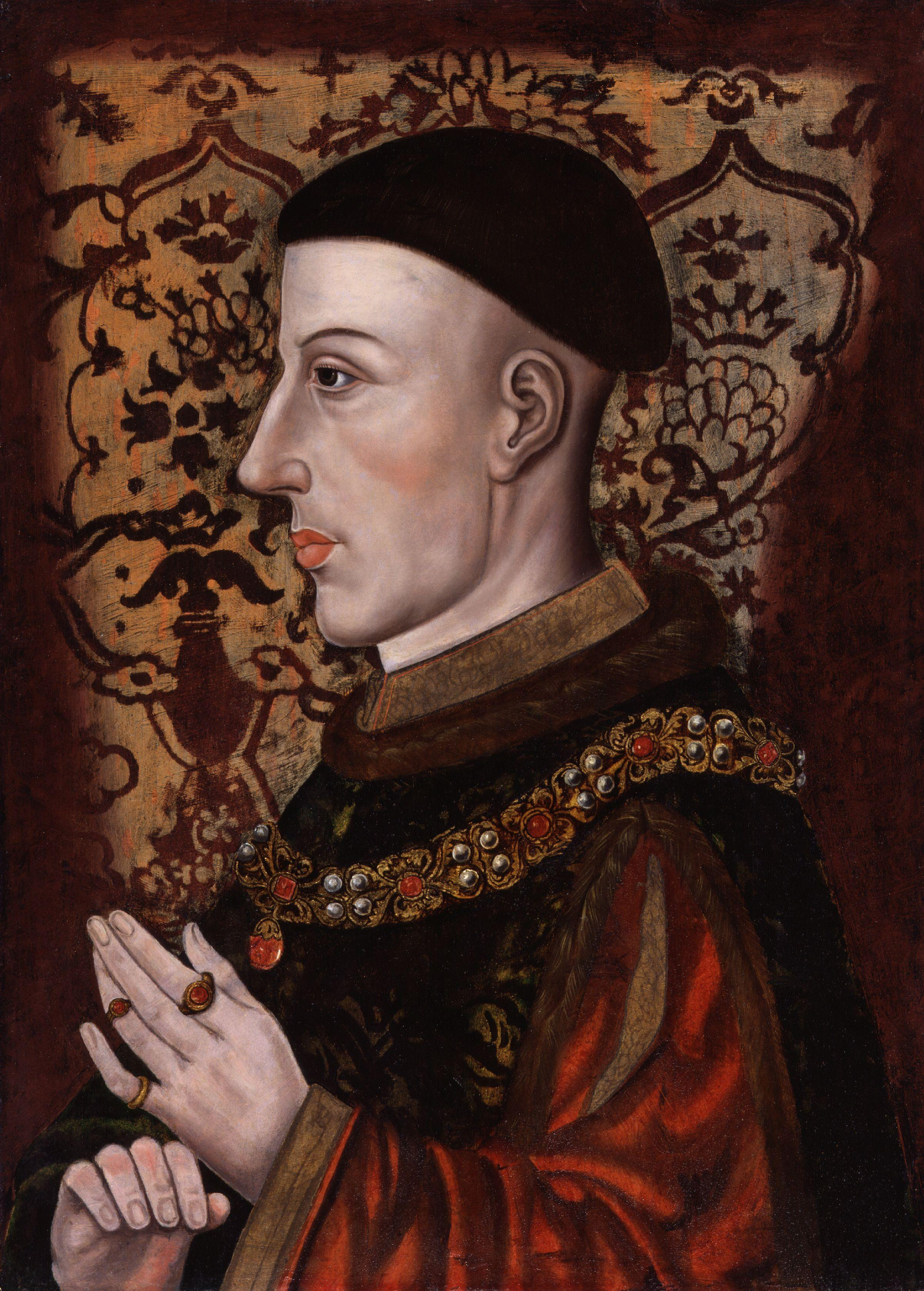
Enric V d'Anglaterra, retrat a la National Gallery.

Aleshores, els armanyacs i els borgonyons s'enfronten en una autèntica guerra civil i amb prou feines lluiten contra els anglesos: París i, per tant, el rei, estan controlats pel comte d'Armagnac entre 1413 i 1418, Isabel de Baviera ha de fugir i és acollida per Joan sense Por. Amb els Armanyacs multiplicant els abusos a la capital, els parisencs van obrir les portes als borgonyons que sabien liderar una política complaent de reducció d'impostos a les ciutats que controlen a finals de maig de 1418. És un nou bany de sang: al juny de 1418, els Armagnacs són massacrats i el futur Carles VII, A qui el seu pare va nomenar lloctinent del Regne, es proclama regent el desembre de 1418 i, prenent el cap del partit Armagnac, estableix el seu govern a Bourges. Enric V té la mà lliure: en menys de dos anys van caure totes les fortaleses normandes, ciutats o castells. Rouen, assetjat, es redueix a la fam. La ciutat finalment va acordar obrir les portes al rei d'Anglaterra el 19 de gener de 1419. En aquells moments, només el Mont Saint-Michel resisteix.
Els anglesos poden prendre París el 1419. Una mediació s'intenta entre armanyacs i borgonyons, i el Duc de Borgonya es troba amb el delfí al Pont de Montereau el 10 de setembre de 1419. Però, durant l'entrevista, Joan sense Por és assassinat per familiars del delfí (per als quals un acord amb els borgonyons és inacceptable). El delfí és acusat de ser l'instigador i les conseqüències són catastròfiques per als Armanyacs. Felip el Bo, fill de Joan sense Por, es va aliar llavors obertament amb els anglesos i va fer signar el tractat de Troyes de 1420 a Carles VI, que estava definitivament boig, i els anglesos van prendre Paris. El Delfí és desheretat, Enric V es casa amb la filla de Carles VI i esdevé hereu del regne de França. Enric V va ser regent de França el 1421. Els armagnacs denuncien aquest tractat, argumentant que la corona posseeix el rei i no el contrari. Es basen en el precedent de la successió de Carles IV el Bell i en la recuperació de la llei sàlica per negar que la corona pogués recaure en el futur fill de la filla del rei. França es divideix en tres influències: el sud (regions al sud del Loira, menys Guiana) fidel al delfí, el nord-oest en poder dels anglesos, la resta als borgonyons.
El 1422 moren Enric V i Carles VI. Aleshores Carles VI va continuar sent molt popular. Enric VI, fill d' Enric V, es troba sent rei de França i d'Anglaterra, però menor d'edat, per tant, una interrupció temporal del conflicte. El delfí està aliat amb els escocesos que proporcionen arquers que permeten un reequilibri tàctic, sobretot perquè el duc de Borgonya, ocupat en augmentar les seves possessions a Hainaut i Holanda, no intervé. Les cavalcades i batalles de diverses fortunes marquen aquest període (batalla de Baugé, batalla de Cravant, batalla de Brossinière, batalla de Verneuil, setge de Montargis), però no canvien la situació general. El juny de 1428, els anglesos van tornar a prendre les armes i van assetjar Orléans l'octubre. És en aquestes circumstàncies que apareix la figura de Joana d'Arc.

### Els anglesos són expulsats de França: del 1429 al 1475

#### Joana d'Arc

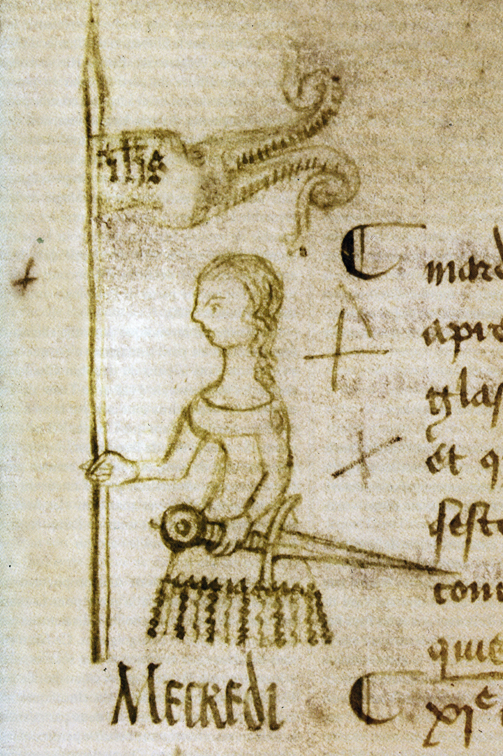
Joana d'Arc a un registre del Parlament de Paris pel dibuixant Clément de Fauquembergue, Paris, Archives nationales, 10 de maig de 1429

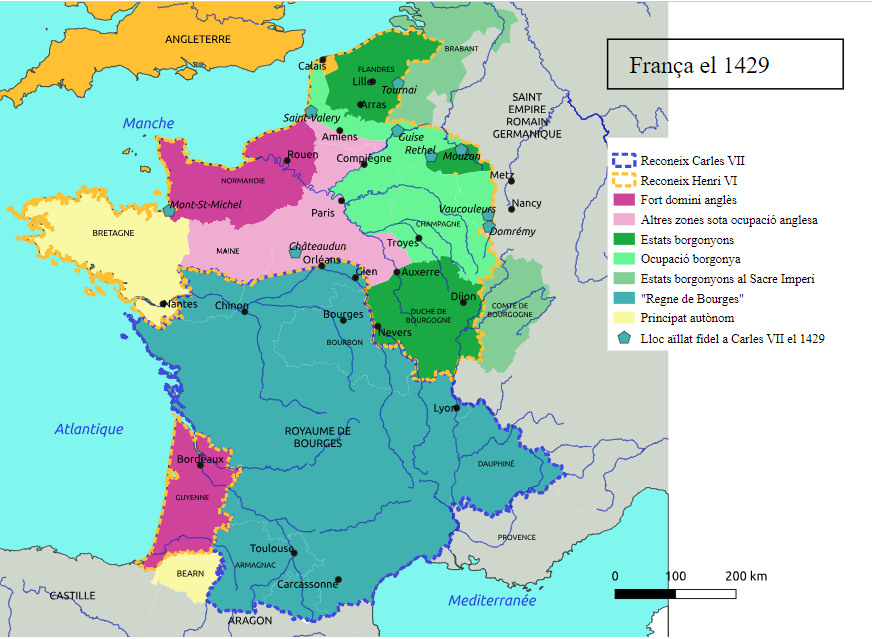
França el 1429.

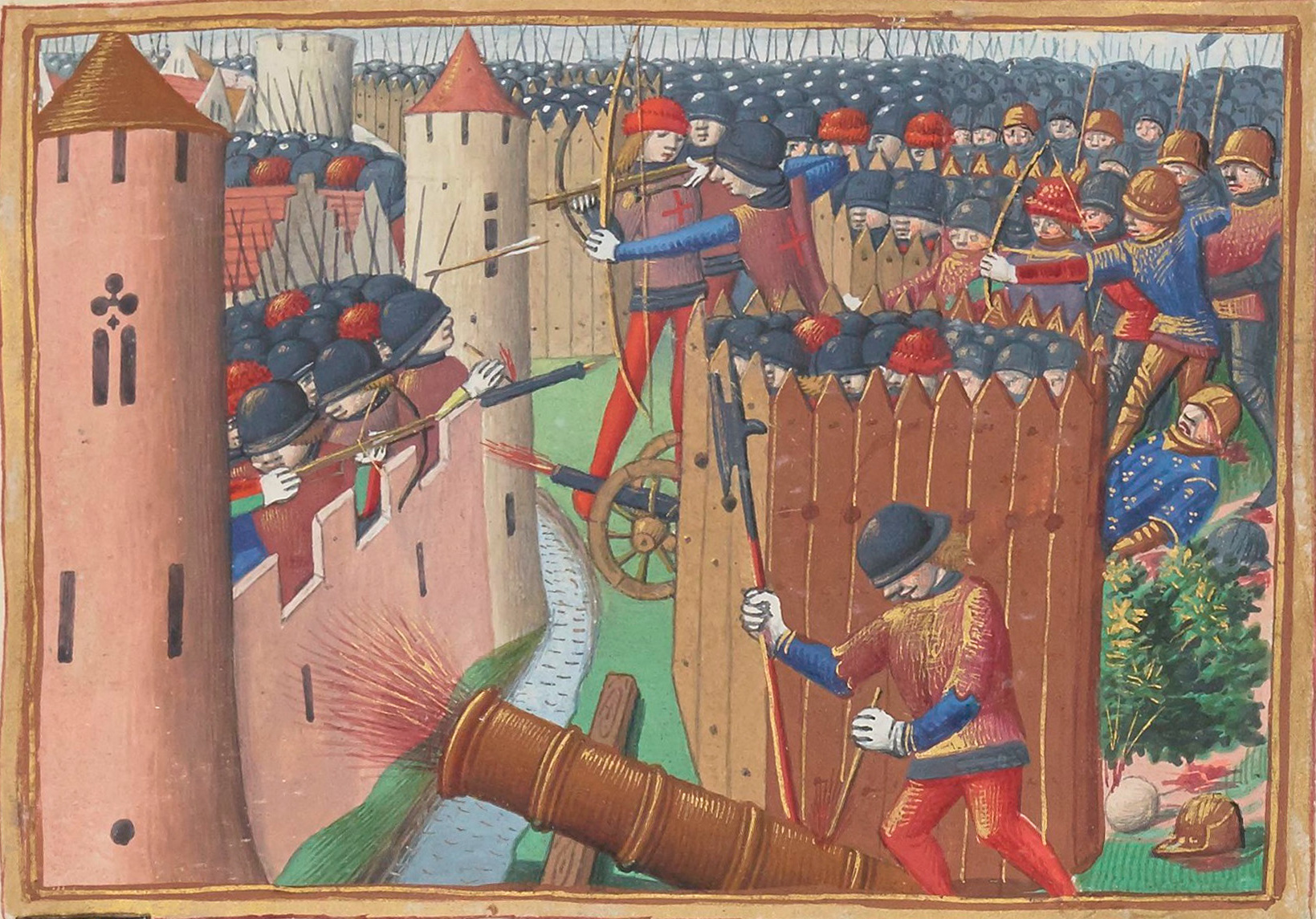
El setge d'Orleans. Il·luminació adornant les Vigiles du roi Charles VII de Martial d'Auvergne, Paris, BnF, Departament de Manuscrits.

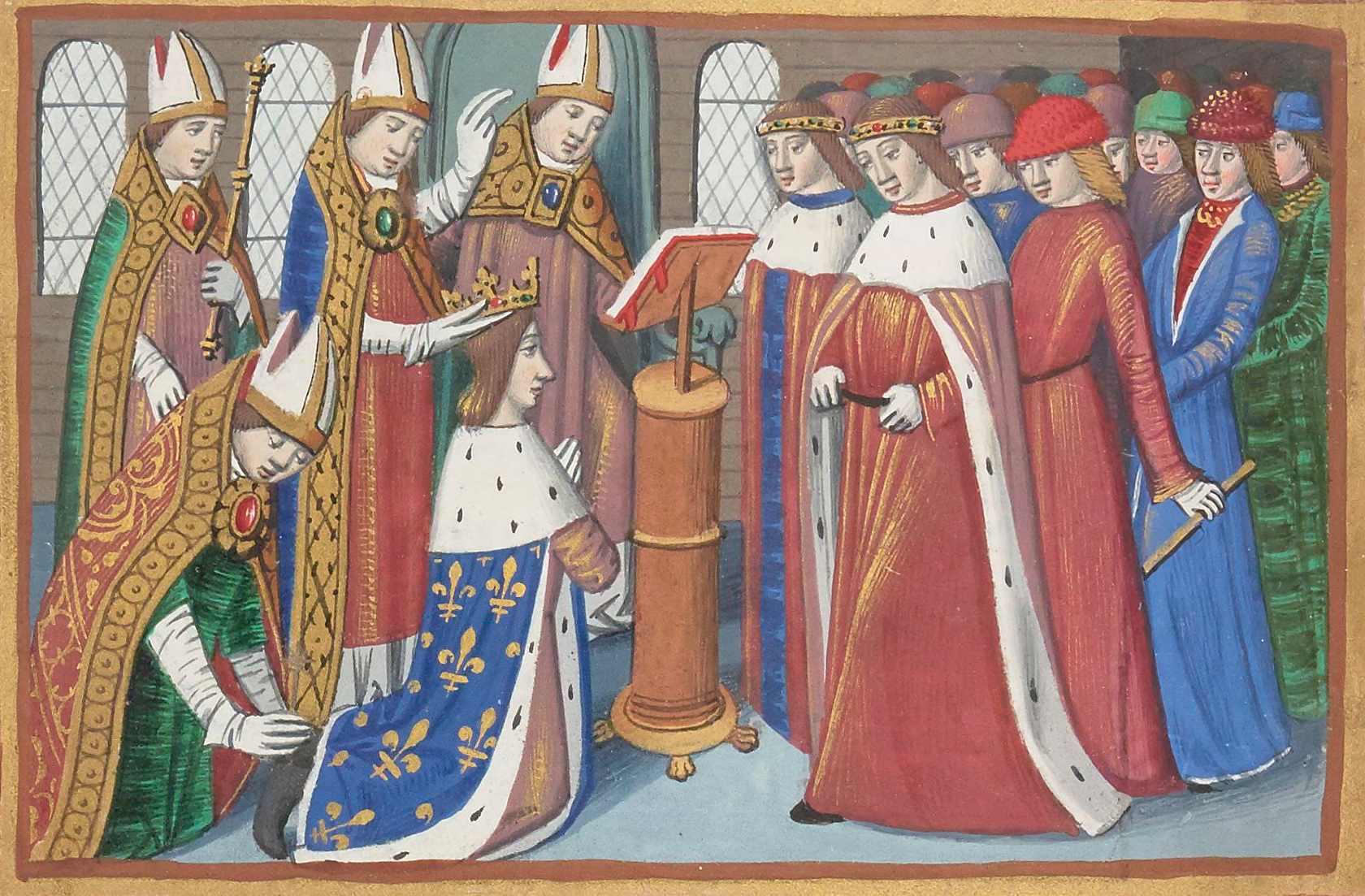
Coronació de Carles VII a Reims. Il·luminació del manuscrit Martial d'Auvergne, Les Vigiles de la mort de Charles VII, BnF, departament de manuscrits, Ms. Français 5054, vers 1484.

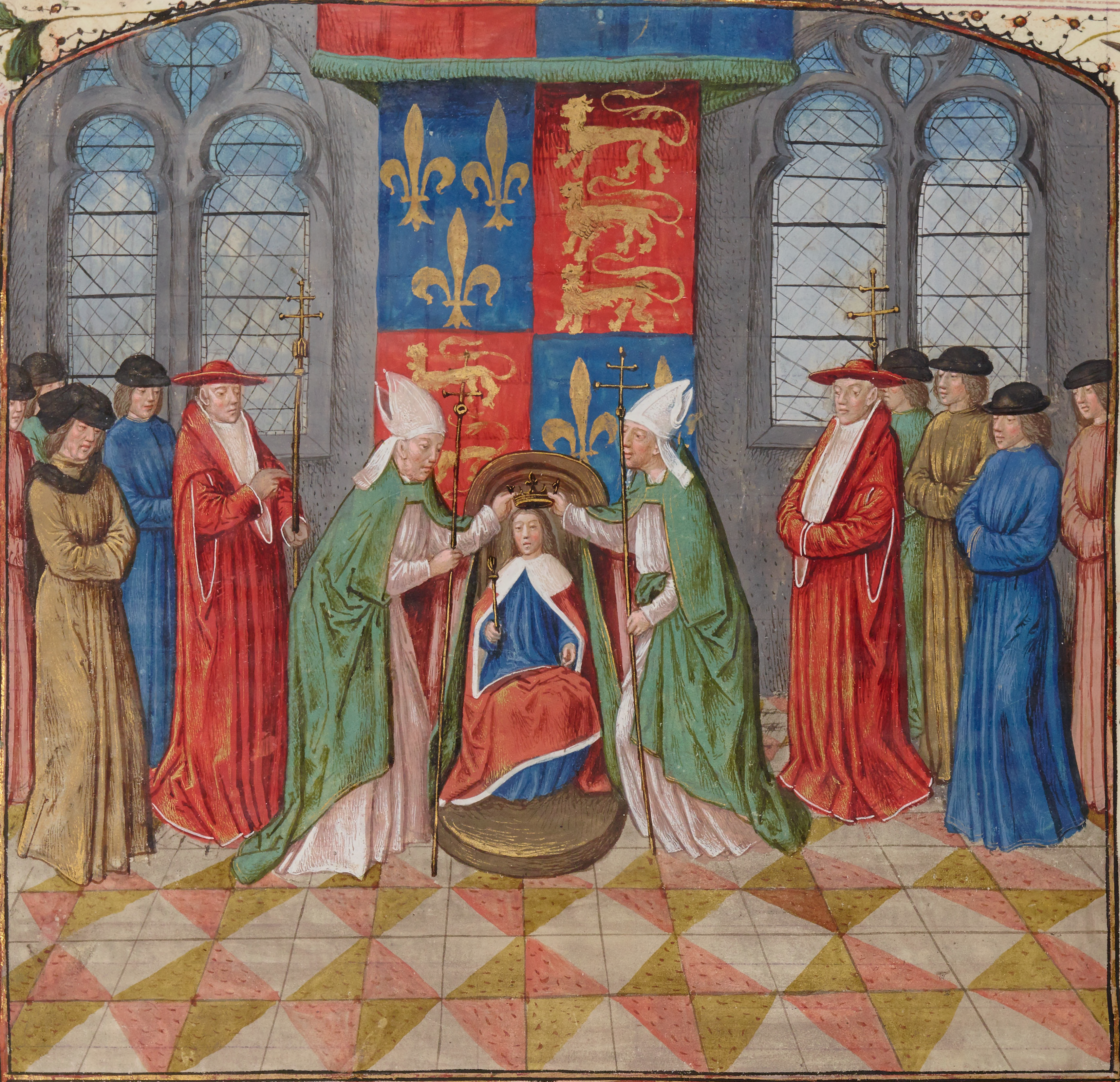
Coronació d'Enric VI a la catedral de Notre-Dame de París. Miniatura del Mestre de la Crònica d'Anglaterra, extreta d'un manuscrit de Jean de Wavrin, BNF.

Es diu al Regne que una jove verge enviada per Déu i procedent del ducat de Lorena, va reconèixer miraculosament l'autèntic rei de França a Chinon. Carles VII accepta enviar Joana d'Arc a Orleans, ciutat que pretén lliurar com a prova de la seva bona fe, amb un comboi de subministraments. En cas de victòria, veuria legitimada la seva pretensió al tron de França (que Enric VI pot reclamar igualment fàcilment segons el tractat de Troyes).
El setge d'Orleans és una batalla insígnia, capital, seguida a tot Europa Enric VI El 29 d'abril de 1429, Joana entra a la ciutat. El 4 de maig es va prendre una de les bastilles angleses (construïda per al setge). Els dies següents, una segona i després una tercera. El 8 de maig, els anglesos s'alineen per ordre de batalla. Joana prohibeix a l'exèrcit francès participar en el combat, perquè és un diumenge, un dia sagrat per als cristians. Els anglesos aixequen llavors el setge. Aquest esdeveniment va tenir l'efecte d'una autèntica bomba a Europa: el contrast va ser sorprenent entre la lentitud del setge i la velocitat amb què es va aixecar tan aviat com va intervenir Joana. Els contemporanis creuen que hi veuen un miracle. Bonna d'Armanyac, esposa de Carles I d'Orleans, pres dels anglesos i líder dels Armagnacs, li va escriure demanant ajuda. La ciutat de Tolosa també fa el mateix. Per la part francesa com per la part anglesa, la propaganda fa furor, invocant en ambdós casos allò sobrenatural, bo o dolent.
Aleshores, Joana vol marxar sobre Reims, un projecte difícil d'aconseguir, la ciutat es troba al bell mig de la regió de Borgonya. Carles VII podria haver estat coronat a Orleans (igual que Lluís VI, per exemple); tanmateix, l'impacte psicològic d'una coronació a Reims seria molt més important, perquè s'interpretaria com un nou miracle, prova de la legitimació divina del delfí. La batalla de Patay, una victòria francesa, en què va participar el conestable Arthur de Richemont, va obrir les portes de Reims, on Carles VII va ser coronat rei de França. Talla la gespa als peus d'Enric VI, que només va poder ser coronat a Notre-Dame de París el 1431. A partir d'aquest moment, la influència de Joana en el conflicte és més feble: ja no és recolzada per Carles VII, qui, un cop coronat, vol aconseguir als eclesiàstics (que estaven profundament dividits pel Cisma d'Occident) per establir la seva corona. Joana va fracassar davant París el 1429. Va ser enviada a Berric per neutralitzar les grans companyies que recorren el país durant les treves. Després va ser capturada el 1430, a Compiègne, per Joan de Luxembourg. Carles VII L' abandona. El seu judici va ser confiat al bisbe de Beauvais, Pierre Cauchon, proper als borgonyons, però va ser cremada pels anglesos a Rouen, el 30 de maig de 1431. Aquesta maniobra permet no implicar directament ni els borgonyons ni al papa (la Inquisició l'havia reclamat durant un temps), en allò que molts percebien en aquell moment com el martiri d'un sant (Joana d'Arc no obstant això, no va ser canonitzada fins al 1922 en un context polític completament diferent). El regent anglès es va fer coronar a París, a correcuita, el 16 de desembre de 1431, però és massa tard: els anglesos són percebuts com a ocupants i les revoltes es multipliquen.

#### El final del conflicte

Batalles i grans operacions a França entre 1415 i 1453.

A partir del 1431, la situació política i militar dels anglesos es va deteriorar. De fet, des del tractat de Troyes, estan lluny de controlar físicament tot el territori que se'ls assigna: només ocupen parcialment Picardia i Xampanya i només controlen imperfectament l'illa de França, on els partidaris de Carles VII encara mantenen diverses fortaleses i amagar-se als boscos de Hurepoix. Entre Saône i Loire, les lleialtats es barregen. Els capitans francesos Dunois, La Hire, Barbazan o Rodrigo de Villandrando multipliquen els cops a Xampanya i a l'Illa de França. L'odi als anglesos va provocar moltes revoltes i a Normandia la situació era cada vegada més insostenible. El 1432, un atac al castell de Rouen va estar a punt de tenir èxit. El 1434, Normandia es trobava en una insurrecció gairebé general després de l'augment dels requisits fiscals anglesos i malgrat la cruenta repressió ordenada pel duc de Bedford. Joan sense Por havia multiplicat les promeses demagògiques d'exempcions fiscals i els anglesos no les podien mantenir. Igualment, la creació d'una universitat a Caen el 1432 és experimentat pels mestres de la Universitat de París com una desconfiança, fins i tot una diversió de clients: els parisencs s'allunyen dels anglesos.

França el 1435

El maig de 1435, La Hire i Saintrailles van anihil·lar l'exèrcit anglès del comte d'Arundel a la batalla de Gerberoy. El duc de Borgonya sent que gira el vent i, sota la pressió de les ciutats flamenques i dels parisencs que volen la pau per motius econòmics, s'acosta als francesos. El 1435, Carles VII esmenà l'assassinat de Joan sense Por, que permet concloure la pau d'Arras amb els borgonyons. Aquest tractat també permet a Felip el Bo augmentar les seves possessions: rep els comtats d'Auxerre i Mâcon, dels senyorius de Péronne, Royes i Montdidier i va prometre ciutats de Picardia com Amiens, Saint-Quentin i Abbeville. Aquest tractat canvia definitivament l'equilibri de poder a favor dels francesos. Immediatament, van esclatar revoltes anti-angleses, en particular al Pays de Caux i al Val de Vire. Enmig de la revolta, Dieppe, Montivilliers i Harfleur van ser reconquerides. El 1436, després de l'acció del conestable Arthur de Richemont, París va obrir les portes als francesos que proclamen el perdó general. Carles VII no té pressa: reorganitza el Regne i es prepara per a la reconquesta. Als anglesos només els resta Montreau, que fou presa en 1437, i Pontoise, que caigué en 1441.

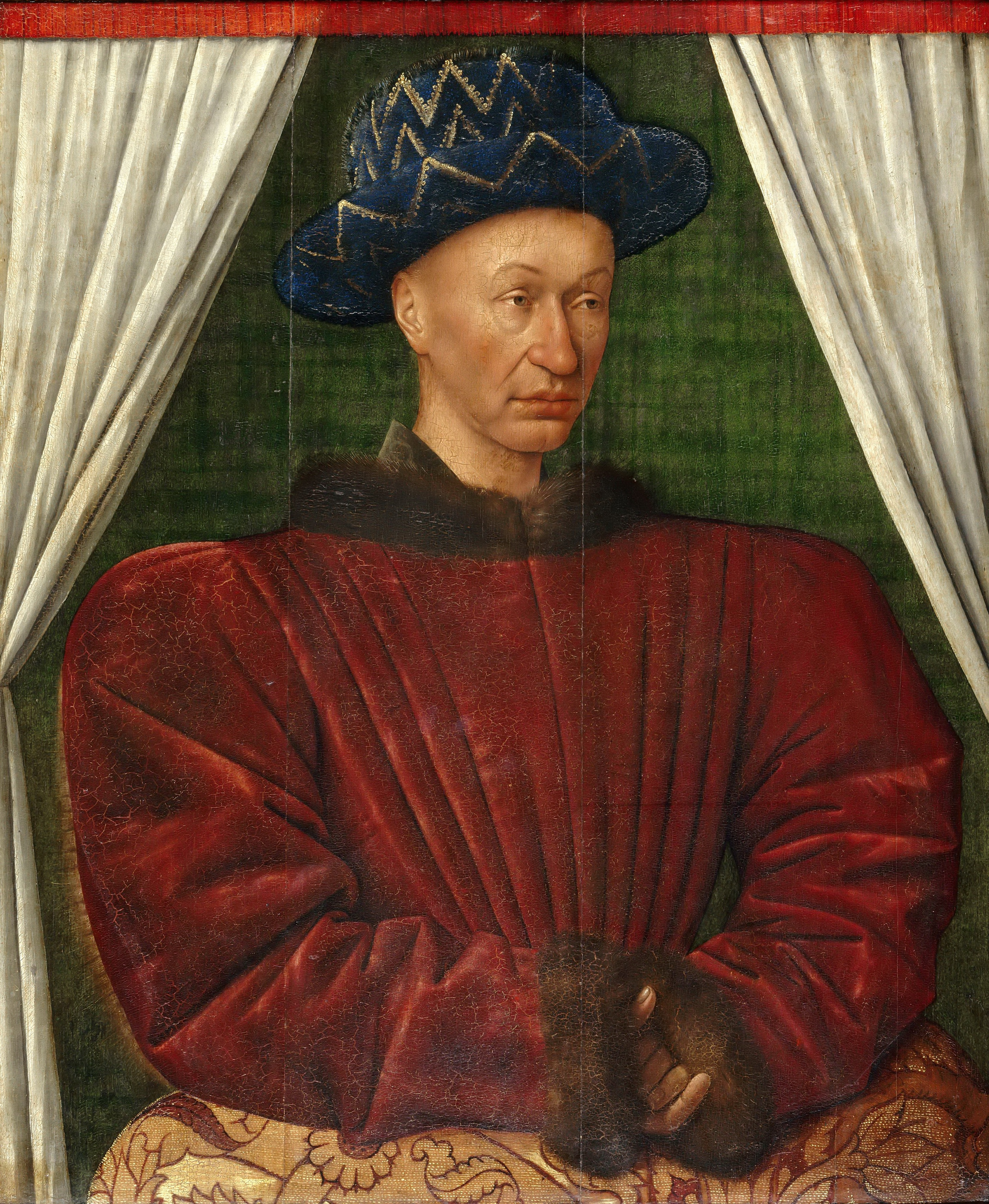
Retrat de Carles VII de Jean Fouquet.

L'última fase de la guerra és molt lenta. Tanmateix, es caracteritza per un element important: la superioritat militar anglesa, basada en els arquers i una infanteria disciplinada, desapareix gradualment a favor dels francesos que presenten una nova tecnologia als camps de batalla: l'artilleria de campanya, organitzada per Jean Bureau, que dissol l'adversari, deixant pas a càrregues de cavalleria pesades. El rei d'Anglaterra Enric VI, de mare francesa, demostra ser francòfil i poc inclinat a la guerra. Des de la mort de Bedford, el seu consell ha estat afectat per la contenció. El 1444, se signa la treva de Tours entre els anglesos i francesos. Carles VII ho fa servir i reorganitza el seu exèrcit per poder derrotar els anglesos. A poc a poc va obtenir dels estats de les llengües d'oïl (1438 i 1443) i després d'oc (1439) la possibilitat de renovar l'ajut sense reunir anualment els estats: era l'establiment de la permanència de l'impost. Per tant, el rei té els mitjans per mantenir un exèrcit permanent i evitar que els mercenaris desmobilitzats saquegin. Envia el delfí Lluís al capdavant de més de 20.000 écorcheurs a lluitar contra els cantons suïssos en revolta contra el duc d'Àustria. Això li permet provar els seus homes i desfer-se dels elements qüestionables o mal equipats. molts routiers moren davant els suïssos i els alsacians. A continuació, retorna un gran nombre d'elements indesitjables al seu país d'origen (en particular a Espanya) o els recicla a l'administració, els dispersa en petits grups, atorgant-los cartes de remissió.
En total, Carles VII només manté al seu servei aproximadament la meitat dels combatents. Per l'ordenança de Louppy-le-Châtel de 1445, els va organitzar en lances, una unitat bàsica on les habilitats de cadascú es complementen. Cadascuna està format per un home d'armes acompanyat de dos arquers a cavall, un coutilier (armat amb una espasa i una daga llarga), un patge i un valet (aquest últim no lluita generalment). 100 llances formen una companyia. Les 15 companyies sumen 9.000 homes, inclosos 6.000 combatents que formen la grande ordonnance. Aviat es creen tres noves companyies. Aquest exèrcit es manté permanentment i està guarnit a les ciutats del Regne que s'encarreguen de mantenir-lo. Per tant, el cost ja no depèn de les finances reials. El 1448 va crear la petite ordonnance: en cas de mobilització, cada parròquia (cinquanta focs) està obligada a proporcionar al rei un arquer ben equipat i ben entrenat. Per compensar els càrrecs que pesen sobre ell, està exempt d'impostos (la talla) l'anomenen franc-archer. Escollit pels agents del rei, es manté al servei d'aquest. El Regne en té uns 8.000 i, finalment, té un tir amb arc comparable a l'exèrcit anglès. Això no impedeix al rei reclutar, si cal, mercenaris (també es constitueix una guàrdia escocesa permanent). Finalment, l'artilleria s'organitza en parcs de 24 peces. Aquesta artilleria es va utilitzar primer durant els setges i després al camp de batalla. En total, el rei pot comptar amb un exèrcit de 15.000 homes a cavall, mòbils i entrenats.

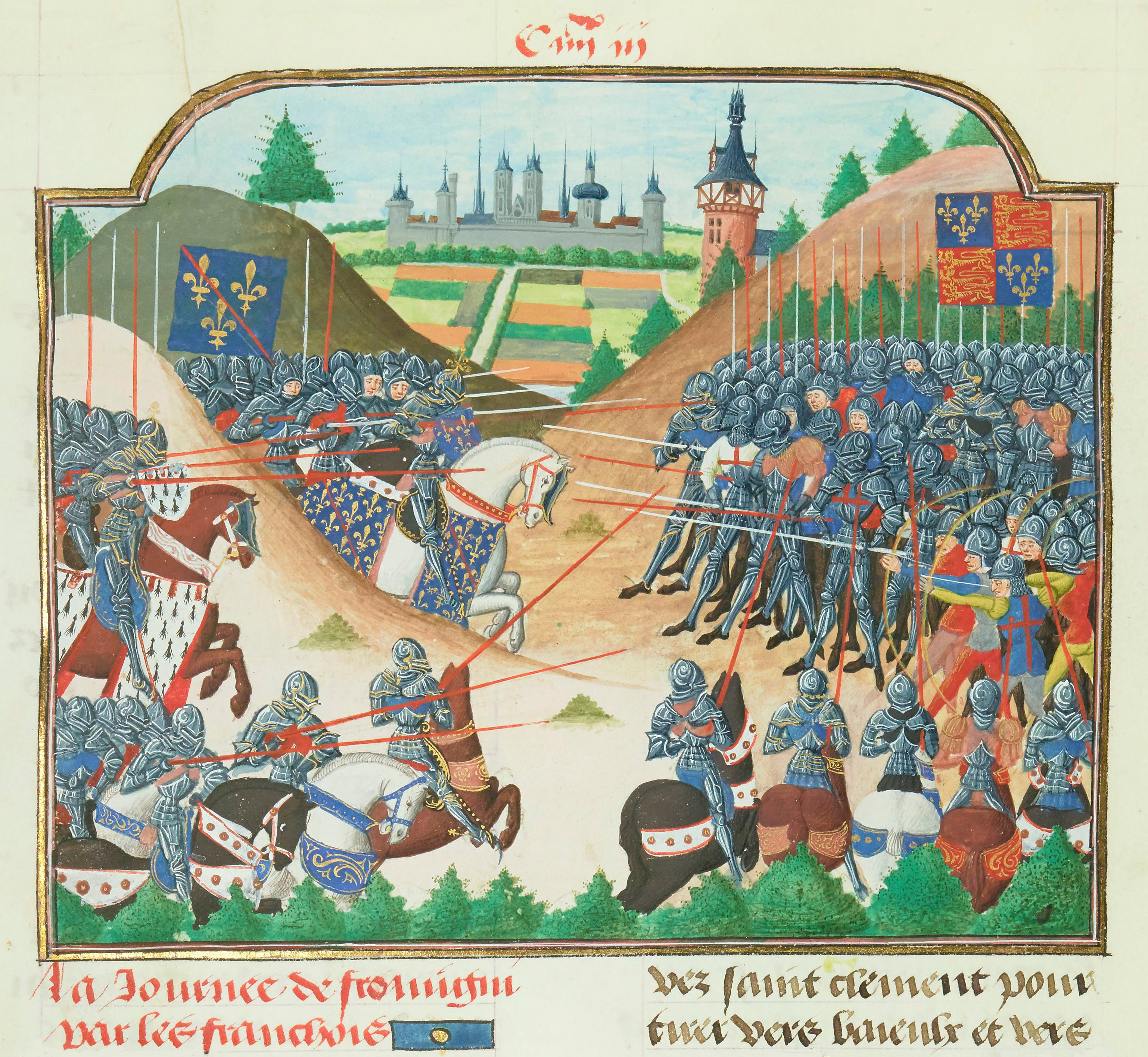
La batalla de Formigny (1450), miniatura atribuïda a Philippe de Mazerolles a partir d'un manuscrit de Jean Chartier, BNF, Fr.2691.

Per contra, els arquers anglesos, l'entrenament dels quals és molt lent, veuen que el seu nombre disminueix progressivament amb les batalles. En ser capturats, se'ls inutilitza pel combat definitivament en amputar-los el dit del mig abans de ser rescatats(sovint prefereixen morir en lloc de rendir-se i ser mutilats). Menys nombrosos, els arquers també són menys eficients: els cavalls de la cavalleria francesa ara estan protegits per ser menys vulnerables als trets parabòlics dels arquers i, d'altra banda, la cavalleria intenta superar l'adversari en lloc de carregar frontalment com a Patay, on els arquers anglesos són massacrats.

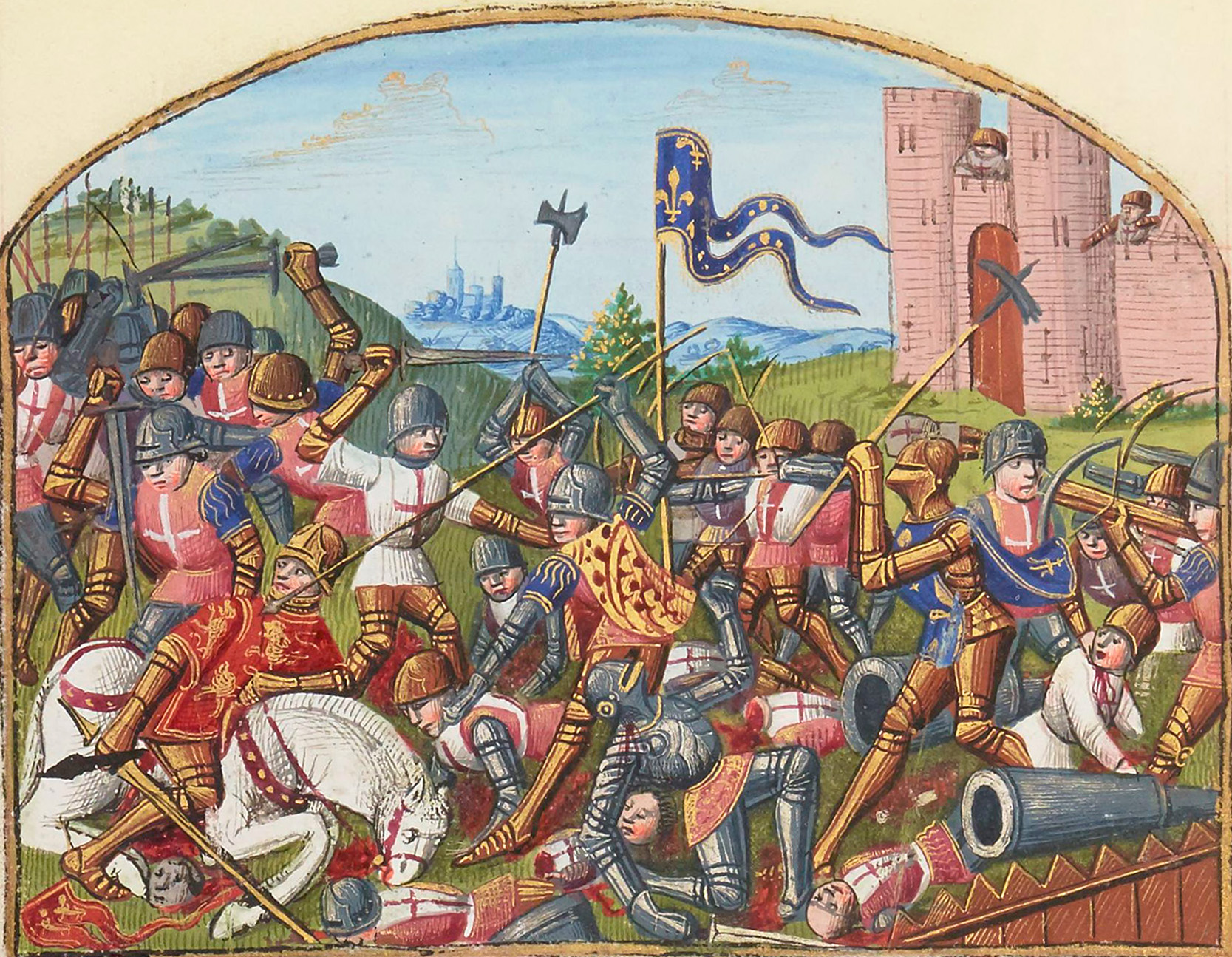
Batalla de Castillon (1453). Miniatura extreta de Les Vigiles de la mort de Charles VII deMartial d'Auvergne, vers 1484

Arriba l'oportunitat de trencar la treva 24 de març de 1449: François de Surienne pren Fougères del duc de Bretanya, reunit amb Carles VII en nom del duc de Somerset, lloctinent d' Enric VI per a Normandia. Carles VII va atacar immediatament Normandia per tres fronts. Els anglesos són considerats ocupants i en un any, del 1449 al 1450, n'hi ha prou per recuperar el ducat. La campanya comença amb una guerra de setge que es converteix en avantatge dels francesos, gràcies a l'artilleria: en poques setmanes, Lisieux, Argentan, Saint-Lô i Coutance són reconquerides. Els habitants de Rouen van obrir les portes de la ciutat i Carles VII va entrar-hi el 10 de novembre. Somerset aclaparat ni tan sols va poder tenir el castell. La captura d'Honfleur allibera l'estuari del Sena. Un exèrcit de socors va desembarcar a Normandia, però va ser esclafat el 15 d'abril de 1450 a Formigny, on l'artilleria francesa va desorganitzar les files angleses: els arquers van haver de carregar per neutralitzar dos culebrines i van ser esclafats per la cavalleria bretona del conestable de Richemont que va intervenir decisivament. Cherbourg cau 4 mesos després: ja no hi ha anglès a Normandia.
A Guiana, la població no és profrancesa, la regió exporta massivament vi a Anglaterra. Així, els resultats d'una primera campanya victoriosa el 1451, durant la qual es van prendre Bordeus i Baiona, van quedar reduïts a res per una insurrecció proanglesa, els habitants tenien dificultats per acceptar la forta imposició francesa. L'objectiu ja no és prendre les ciutats, sinó vèncer als anglesos en una batalla campal. Es lliura el dia 17 de juliol de 1453, a Castillon. Les càrregues angleses són destrossades mitjançant 300 trets d'artilleria disparats alhora (es tracta principalment d'armes de mà), carregats amb trets de metralla i disposades a atacar els atacants en una fila. La matança és espantosa. Els atacants es pressionen els uns contra els altres, sense poder escapar-se ni amagar-se. La cavalleria bretona carrega contra els supervivents i és la massacre: 4.000 anglesos perden la vida. Aquesta aclaparadora victòria aconseguida per Jean Bureau sobre John Talbot és decisiva.
El 5 d'octubre de 1453, al castell de Lormont, conegut com el castell del Príncep Negre, un tractat entre Jean de Bueil, almirall de França i cap del cos assetjant, i Roger de Camois, cap d'artilleria, especifica els termes de la sortida dels anglesos de Bordeus. El document indica que tots els vaixells anglesos poden sortir de Bordeus amb el seu armament i mercaderies. Els salvs-conduits s'emeten als que surten per terra. S'especifica que aquests contractes continuen vigents fins al 6 d'octubre.
El 9 d'octubre de 1453, al castell de Montferrand, prop de Bordeus, es va signar el nou tractat que donava Guiana per sempre a França. La ciutat de Bordeus va perdre els seus privilegis, el dret d'encunyar moneda, de votar l'impost ... Un bon nombre de senyors gascons van ser lliurats al rei o van haver d'exiliar-se, com Pierre de Montferrand, senyor de Langoiran. Al continent, els anglesos només mantenen Calais (Felip el Bo ha desitjat que les importacions de llana anglesa essencials per a l'economia de Flandes no siguin pertorbades). No es conclou cap pau, i el rei francès aixeca el fort de Hâ i el Château-Trompette a Bordeus i el Château-Neuf a Baions per controlar les noves possessions. però els anglesos suporten una difícil guerra civil durant trenta anys i no hi ha més lluites al continent entre els dos països després d'aquesta data que marca, per a molts historiadors, el final del conflicte.

#### El Tractat de Picquigny
Després de la batalla de Castillon, no es va signar cap treva. Si ja no hi ha una batalla campal entre els dos regnes, persisteix l'amenaça de la represa del conflicte. Els dos països participen en una guerra de fons i es produeixen diversos atacs a mà: els francesos ataquen Sandwich i l'illa de Wight i els anglesos, l'illa de Ré. Tanmateix, a partir de 1453, Enric VI es va enfonsar en la bogeria com havia fet el seu avi Carles VI. Això reactiva la qüestió del poder a Anglaterra (Enric VI forma part de la casa de Lancaster que va prendre el poder a la casa de York el 1399). El consell reial està dominat per la reina Margarida d'Anjou que defensa una política de conciliació amb la monarquia francesa. Això va en contra de la voluntat de la majoria de la noblesa anglesa i el duc Ricard de York, molt popular entre la burgesia i la gent de Londres, el va fer assumir la responsabilitat de la derrota contra els francesos i va reclamar la regència. Des de 1455, les dues faccions estan en conflicte per la corona d'Anglaterra: és la Guerra de les Dues Roses. Després d'una victòria a la primera batalla de St Albans, Ricard de York va governar Anglaterra durant quatre anys i va mantenir Enric VI en semi-captivitat. Debilitats, els Lancastrians van preparar la seva venjança sota el govern de Marguerite d'Anjou, encara reina en títol. Troben l'oportunitat d'actuar quan, contra tot pronòstic, el rei Enric VI recupera el seny. Aviat informat de les accions de Ricard, el va expulsar de la cort el 1459. Els yorkistes van patir diverses derrotes i el rei Enric VI va ser alliberat pels Lancastrians el 1461. Així, el comte de Warwick va decidir donar el pas: després de la victòria de Towton el març de 1461, porta Eduard de York a Londres perquè el proclamin rei el 28 de juny de 1461 sota el nom d'Eduard IV. Anglaterra tenia llavors dos reis: Enric VI, recolzat pels Lancasters, i Eduard IV, recolzat per Warwick i els York. El desembre de 1462 Eduard IV va cercar una aliança amb Enric IV de Castella que no va reixir.

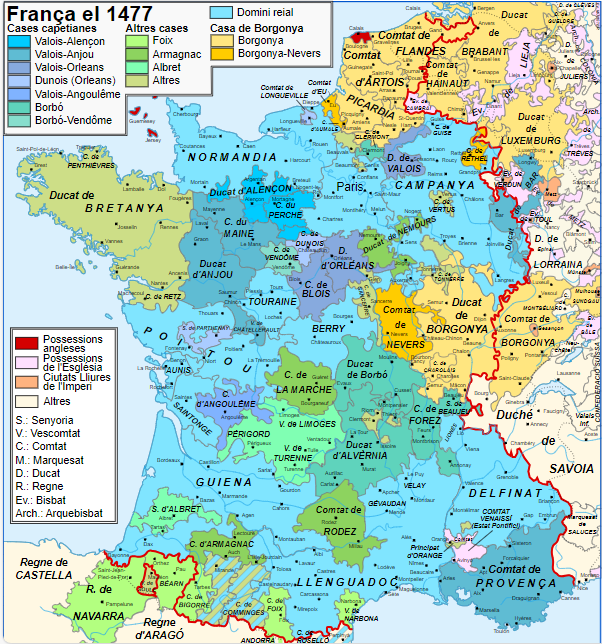
Domini reial
Possessions del duc de Borgonya
Possessions angleses

Durant la segona part de la Guerra dels Cent Anys, els ducs de Borgonya, des de Felip l'Ardit, van reunir gradualment una vasta unitat territorial, que inclou Borgonya i el Franc Comtat a l'est i Picardia al nord, l'Artois, Hainaut, Brabant, Holanda i Luxemburg, entre d'altres. A causa del tractat d'Arras de 1435, Borgonya, governada per Felip III el Bo, es va independitzar. El seu fill Carles el Temerari, que el va succeir el 1467, va ser devorat per l'ambició: esperava reunir els seus territoris annexionant part d'Alsàcia i Lorena i després obtenir una autèntica corona que el fes igual al rei de França, el seu rival.
No obstant això, mentre Enric VI i Margarida fugien a Escòcia, Eduard IV a alienar-se amb el comte de Warwick, un gran amic del rei de França Lluís XI, mitjançant una política massa favorable als borgonyons del duc Carles el Temerari. Però Warwick, sobrenomenat el creador de reis, va ser el principal arquitecte de l'adhesió d'Eduard al tron. Aquest últim va resoldre la situació acomiadant l'influent Warwick el 1464, que després era la resta del clan Neville. Obligat a refugiar-se a França el 1470, Warwick es va reconciliar amb els Lancaster. Lluís XI manté en escac els York: el 1468, mobilitza una flota a Normandia, suggerint que prepara un desembarcament a Anglaterra, mentre que no ha reclutat un exèrcit. Els Lancaster van reunir llavors tropes i, ajudats econòmicament per Lluís XI, que va negociar al mateix temps el final de la Guerra dels Cent Anys amb Eduard IV, va desembarcar a Anglaterra el setembre de 1470. Arriben a reinstal·lar Enric VI al tron d'Anglaterra, però la reacció d' Eduard IV és forta: ajudat per Carles el Temerari, Warwick el derrota el 1471 a la batalla de Barnet (14 d'abril), després els Lancasters a la batalla de Tewkesbury (4 de maig), on mor el príncep de Gal·les, Eduard de Westminster, i poques setmanes més tard, faria assassinar el mateix Enric VI, pres a la Torre de Londres.
Al continent, Lluís XI lidera una guerra apagada contra l'amenaçant Carles el Temerari: evita la confrontació directa tant com sigui possible, preferint posar els cantons suïssos i el Sacre Imperi contra els borgonyons. De fet, per aconseguir la continuïtat territorial, Carles ha de garantir el control de les terres dependents del Sacre Imperi; el seu poder i la seva política expansionista preocupaven els helvecis. Lluís fomenta amb els suïssos una violenta oposició a l'elecció del candidat borgonyó a la seu arxiespiscopal de Colònia. Finança, el 1474, una revolta de les ciutats alsacianes recolzada pels cantons suïssos que compten amb un formidable exèrcit del que m'assumeix un cert finançament. El juliol de 1475, Eduard IV d'Anglaterra va desembarcar a Calais, a petició de Carles el Temerari, i va marxar sobre Reims al capdavant de 20.000 a 30.000 homes per ser coronat rei de França. A finals d'agost, els dos reis es reuneixen a Picquigny. Lluís XI ofereix 300 carros de vi. Eduard IV, que es va trobar al capdavant d'un exèrcit borratxo, va negociar la seva sortida contra 75.000 escuts a pagar immediatament i una pensió de 50.000 escuts durant els nou anys següents. És possible que Lluís XI prometés no interferir més en els assumptes anglesos i que Eduard IV no volia arriscar-se a una derrota que hauria afeblit la seva corona mentre Carles el Temerari es trobava en dificultats contra els suïssos (ha de aixecar el setge de Neuss abans de l'arribada de l'exèrcit imperial) i no estava en condicions de donar-li suport com calgués. El tractat de Picquigny marca el final de la guerra dels Cent Anys. A més, la maniobra de Lluís XI va desacreditar els anglesos, que preferien el vi a la batalla, i van trencar la seva aliança amb la Borgonya. Carles el Temerari, derrotat pels suïssos, va ser mort a la batalla de Nancy el 1477; el seu cos serà devorat per bèsties salvatges. Calais va romandre anglès fins que va ser presa per la corona de França el 1558.

## Conseqüències

### Conseqüències demogràfiques

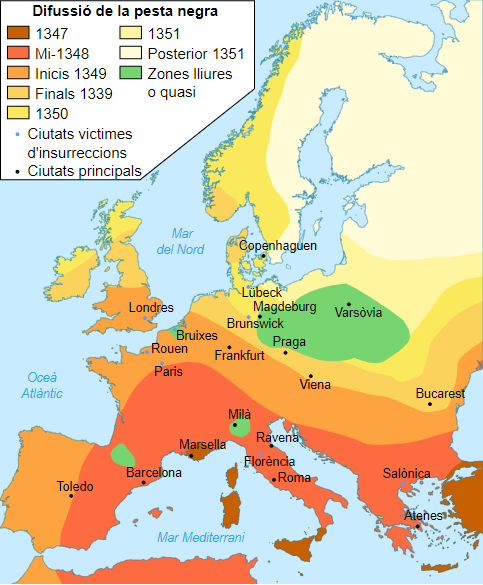
Difusió de la gran pesta a Europa.

Al contrari del que es podria pensar, els combats durant la Guerra dels Cent Anys van causar poques morts directes. Tenint en compte la durada del període estudiat, hi ha poques batalles, que poques vegades involucren a més de 10.000 homes. Sovint van causar poques víctimes a causa del costum de l'època d'aconseguir presoners pel rescat. Tanmateix, a Poitiers o Azincourt, els anglesos, que volen debilitar definitivament la cavalleria francesa, no ofereixen quarter, cosa que té com a conseqüència un sagnia forta de la noblesa francesa. Alguns autors han estimat que el 40% de la cavalleria francesa va desaparèixer durant la batalla de Poitiers (1356), i almenys el 70% a Azincourt t. Això condueix a una renovació significativa de la noblesa que contribueix a la seva pèrdua de poder. A Beauce, per exemple, al voltant de 1500, només el 19% de la noblesa pot dependre d'un títol anterior al segle xiv.
La segona gran plaga és la gran pesta de 1349, que és molt més devastadora que la guerra. Entre principis del segle xiv i mitjans del segle xv, Occident va perdre el 30% de la seva població. La malaltia va sorprendre la població de l'època ja que des del 767, la plaga havia desaparegut d'Occident cosa que la fa encara més formidable. La contaminació de les poblacions segueix rutes comercials. La malaltia va penetrar a Marsella i va pujar pel Roine, però també pel Llenguadoc, el febrer de 1348. A l'abril Tolosa es veié afectada i, un mes després, va ser el torn de Bordeus, que permet que la infecció arribi més fàcilment a Anglaterra. 1349 va ser devastador, però també va tenir recurrències durant molts anys, encara més devastadores, ja que les cavalcades (i les tàctiques de la terra deserta) i el saqueig de les Companyies van afectar durament el camp. Les terres van tornar a guaret, es van observar períodes de fam els anys 1345-1348, 1351, 1361, 1368, 1373-1375, amb cada vegada un augment de la mortalitat. Al voltant de 1310-1320, França tenia potser 21 milions d'habitants dins de les fronteres actuals. Un segle després, el 1430, només té entre 8 i 10 milions d'habitants. Amb una pèrdua del 60% de la seva població, va tornar al nivell de l'any 1000. A Anglaterra, cap al 1400, només hi havia 2,1 milions de cada 4 milions d'habitants a l'inici del conflicte. Observem, a Anglaterra, una desertització del camp que accentua la transició cap a una societat comercial amb un fort poder de les ciutats, mentre que França manté una població del 90% agrícola. Es prenen mesures com la quarantena de vaixells que arriben de Marsella el 1383 o a Lilla, la prohibició d'enterrar els malalts a les esglésies urbanes, però a gairebé tot Europa les mesures preses són totalment ineficaços. Les reaccions de les poblacions a la malaltia són molt diverses, algunes llançant-se a un epicurisme desenfrenat, però d'altres buscaven bocs expiatori que, per la seva religió, d'una malaltia diferent de la pesta o d'un origen geogràfic, fossin responsables de l'epidèmia. D'altres encara consideren la malaltia com un càstig diví i, per tant, també observem un augment del fervor religiós.

### Evolucions tàctiques

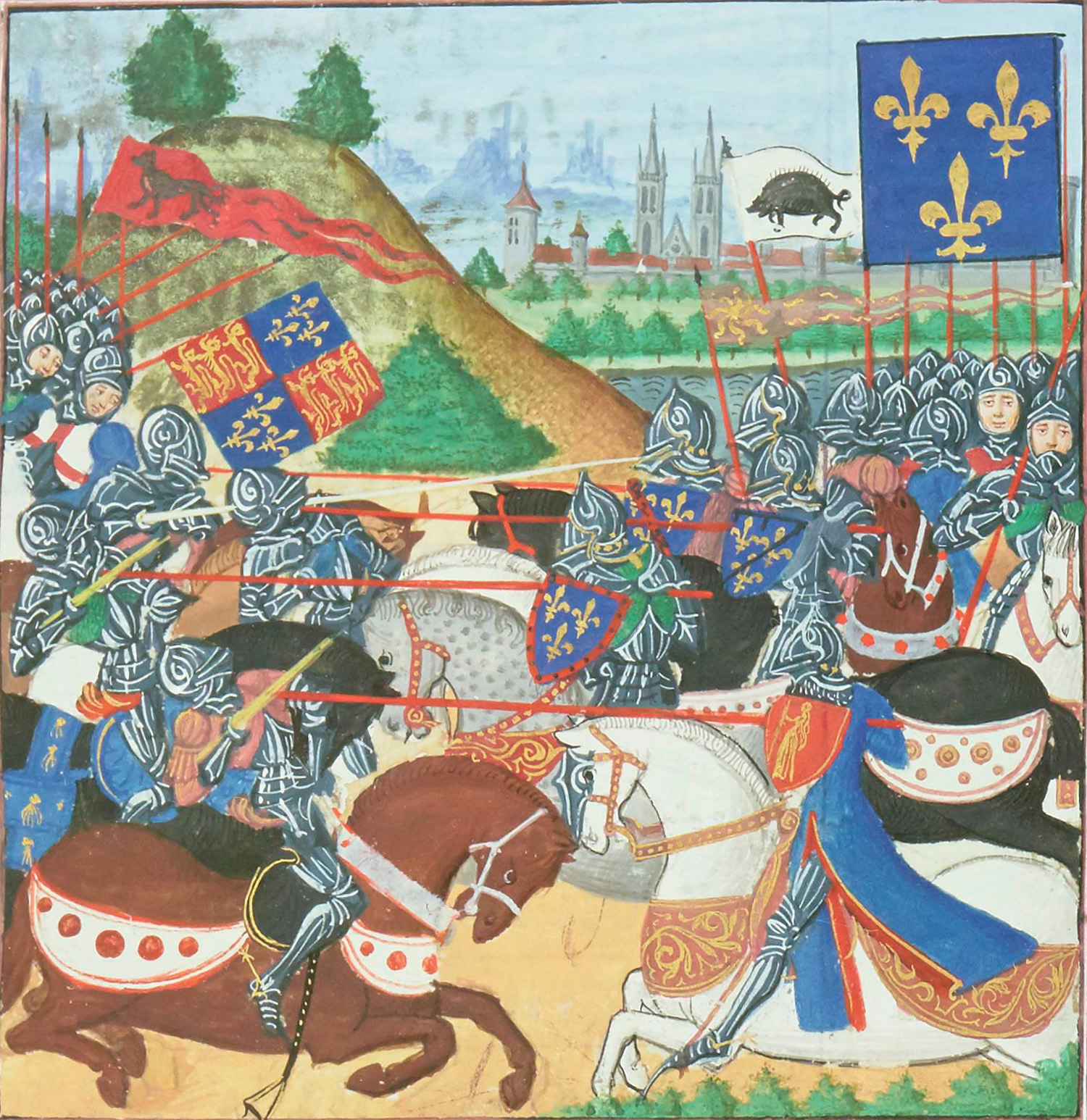
Batalla de Patay (1429): la cavalleria carrega abans que els arquers anglesos hagin pogut consolidar-se. Joana d'Arc hi va obtenir una victòria decisiva. Detall d'una miniatura atribuïda a Philippe de Mazerolles extreta d'un manuscrit de Jean Chartier, Fr.2691.

Al final de l'edat mitjana, els exèrcits constaven principalment de dos elements. Els homes d'armes, és a dir, la cavalleria pesant, la punta de llança de l'exèrcit i la gent a peu, formats per infants i tiradors (arquers i ballesters)). L'estructura social de la vida civil també es va trobar en els exèrcits, i l'equip militar era responsabilitat del combatent. L'armadura present a l'estàtua jacent del Príncep Negre reflecteix en aquest sentit el nivell de millora de l'equipament d'alguns: en acer resistent a les fletxes, era pesat (obligació de tenir un cavall) però sobretot car. Per contra, l'armadura de la gent a peu és més senzilla i generalment es redueix a una protecció de cuir, el cavall, quan en té, és de mala qualitat i no s'utilitza en combat.
La Guerra dels Cent Anys marca el declivi de la cavalleria. Els cavallers, models de guerrers feudals, que formaven unitats pesades de cavalleria formades per la taxa de la noblesa en cas de guerra, van quedar desbordats per les estratègies angleses. A França, les tàctiques de cavalleria van seguir sent les mateixes des del segle xi i es basa en la càrrega de primera fila. Gràcies als estreps i les selles profundes, el cavaller pot mantenir la llança en chantaine, és a dir, horitzontal, sota el braç, que confereix a la inèrcia del seu cavall un poder devastador considerable. Ja que el moviment de la pau de Déu al segle x l'Església imposa a l'elit guerrera de conducta. Així, per formar part de la noblesa, cal justificar un comportament honorable. La guerra és una oportunitat per a cada cavaller francès per justificar la seva condició social: ha de demostrar valentia però també lleialtat al camp de batalla. La captura de cavallers enemics és una bona font d'ingressos a través del rescat, de manera que les possibilitats de resultar morts són baixes i la cobdícia empeny a carregar en primera línia de combat.

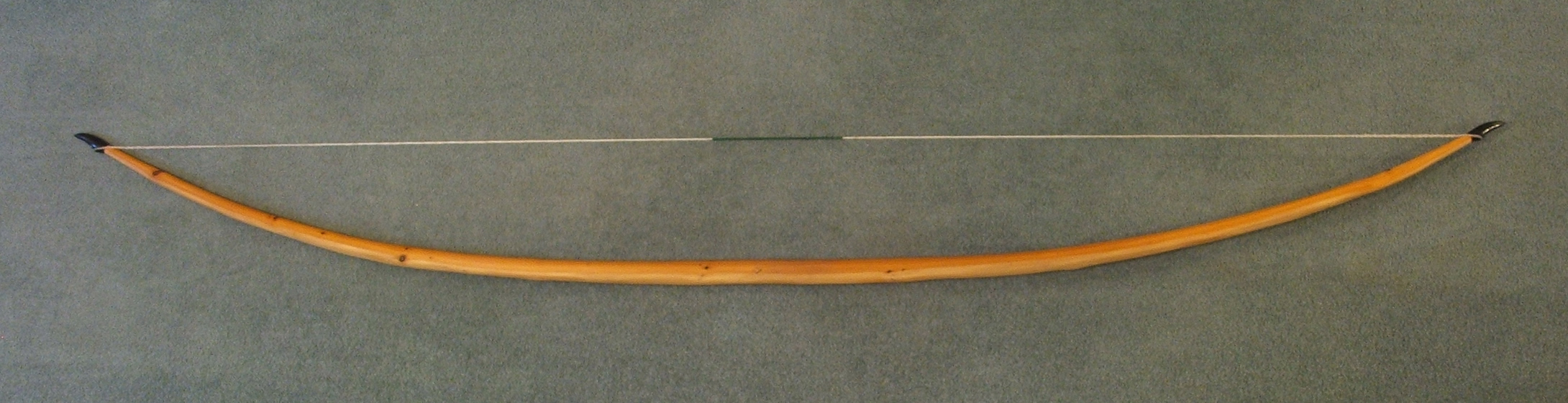
L'arc llarg anglès (el Longbow), que dona una superioritat real als anglesos a la batalla d'Agincourt-

Aquesta estratègia de càrrega frontal es veu minada des de principis del segle xiv pels piquers, una tanca suficient per trencar les càrregues de cavalleria. Així, a Courtrai, els flamencs aixafen la cavalleria francesa i, a Bannockburn, els escocesos aixafen la cavalleria anglesa; inquiets i embolicats en la seva armadura pesant, són preses fàcils per als infants. Les guerres escoceses van permetre als anglesos millorar el principi organitzant el seu exèrcit al voltant de nombrosos arquers i homes d'armes a peu, ja que els arquers armats amb una espasa exercien les dues funcions; estan protegits de les càrregues per una bardissa de piles. Aquest sistema tàctic permetrà als anglesos encadenar victòries aclaparadores malgrat una gran inferioritat numèrica a Crécy, Poitiers o Azincourt. D'altra banda, aquests exèrcits d'homes a peu no tenen res a veure amb el codi de l'honor cavalleresc. Superat en nombre, és preferible neutralitzar permanentment un màxim d'oponents. Així, a Courtrai, Crécy i Azincourt, els cavallers francesos són massacrats en lloc de fer-los presoners pel rescat.

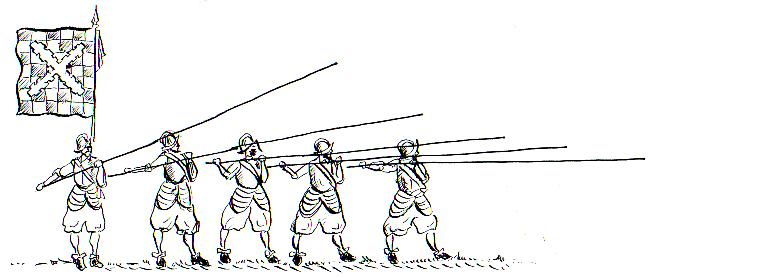
Piquers en formació (1650).

La desmobilització dels exèrcits de mercenaris de vegades estrangers (italians del nord, alemanys, suïssos, flamencs, brabançons, etc.) que planteja el problema de les companyies que saquegen el país durant les treves, els exèrcits es converteixen en professionals i es converteixen en permanents i integrats per combatents remunerats finançats per càrregues fiscals. Aquests gravàmens van ser possibles com a resultat de l'enriquiment de la població amb el desenvolupament del comerç i de les ciutats, que també podrien aixecar els seus propis exèrcits

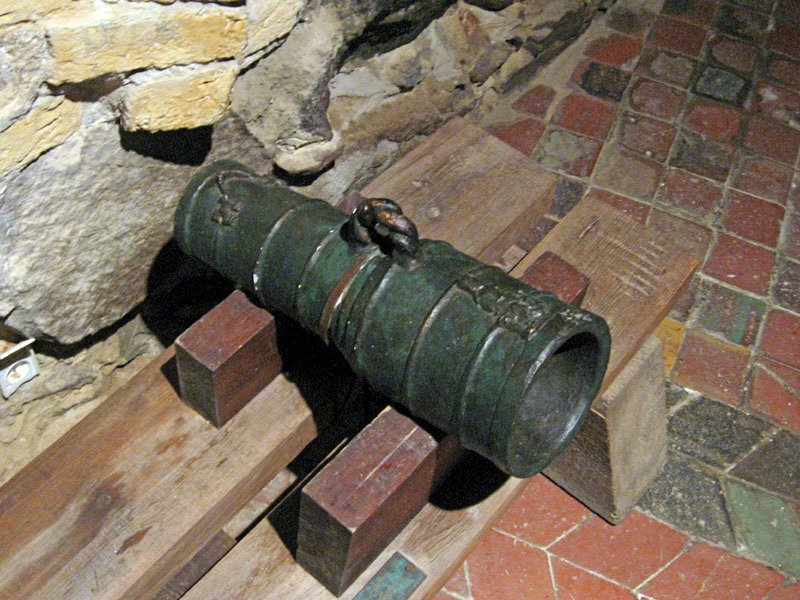
Bombarda del

A poc a poc, les armadures evolucionen fins a ser menys vulnerables a les fletxes. La cota de malla se substitueix gradualment per plaques que primer cobreixen les extremitats abans de protegir tot el cos. Al final del conflicte, els cavalls estan protegits i són menys vulnerables a les fletxes, l'artilleria de campanya desorganitza les files oposades d'arquers i permet als francesos llançar les seves formidables càrregues de cavalleria contra l'enemic dispers. La desmobilització dels exèrcits de mercenaris de vegades estrangers (italians del nord, alemanys, suïssos, flamencs, brabants, etc.) que planteja el problema de les companyies que saquegen el país durant les treves, els exèrcits es converteixen en professionals i es converteixen en permanents i integrats per combatents remunerats finançats per gravacions fiscals. Aquests gravàmens van ser possibles com a resultat de l'enriquiment de la població amb el desenvolupament del comerç i de les ciutats, que també podrien aixecar els seus propis exèrcits.
Aquesta estratègia va donar els seus fruits fins que les guerres d'Itàlia, i Marignan segueix sent el millor exemple d'aquesta combinació de cavalleria / artilleria, però a poc a poc gràcies a l'aparició de l'arcabús a continuació, els infants suïssos i després espanyols, prevalen als camps de batalla del Renaixement.
L'aparició de l'artilleria també va transformar l'art de les fortificacions. Les parets s'engreixen i les fortaleses estan envoltades de terraplens per aturar el foc de canó. Durant el Renaixement, que alguns van començar al final d'aquesta guerra, els castells van ser incapaços de suportar l'artilleria i es van transformar en habitatges espaiosos i còmodes per habitar-los. El castell fortificat, símbol del feudalisme, desapareix. La seguretat passa a ser responsabilitat d'un poder central, que pot finançar un exèrcit permanent. La noblesa perd la seva influència a favor de la monarquia.
En tots els àmbits, aquesta llarga guerra marca el final de l'època feudal i el declivi de la civilització medieval.

### Conseqüències econòmiques
Les conseqüències demogràfiques de la guerra i de la gran plaga condueixen a una oferta monetària constant i a un augment significatiu dels preus. Els productes de l'Orient Mitjà es tornen més competitius i s'estableix un dèficit comercial a favor. Això afavoreix el comerç a llarga distància i el progrés tècnic en el camp de la navegació, però també fa que els metalls preciosos siguin rars en un segon pas i, per tant, necessiten canvis de moneda, que rarifiquen la taxa de metall noble de la moneda. Així, la guerra condueix a la inseguretat dels canals comercials però també monetaris (els canvis monetaris duts a terme reiteradament pels bel·ligerants han provocat devaluacions). L'economia aconsegueix adaptar-se:

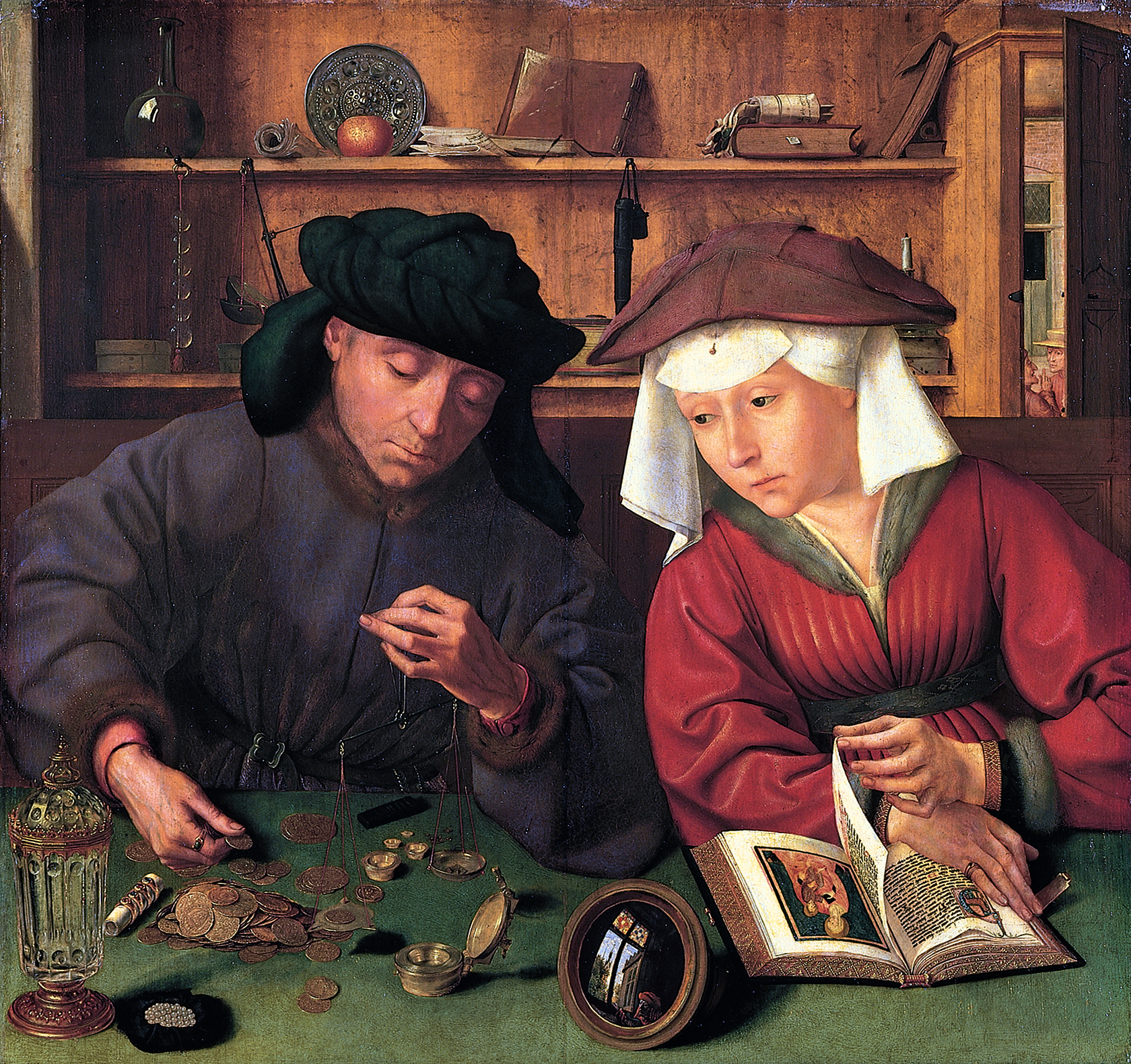
El cambista i la seva muller, Quentin Massys 1514.

- Els avenços tècnics, alguns dels quals es van fer des del segle xiii, es generalitzen i promouen un transport marítim. Els vaixells guanyen en maniobrabilitat (Timó de codast), en grandària i apareixen noves tècniques de navegació: la brúixola es millora gràcies al treball de Pierre de Maricourt sobre magnetisme el 1269,[242] s'aplica la correcció matemàtica de la declinació magnètica i s'utilitza el Bastó de Jacob, instrument que permet mesurar la latitud.[240] Aquests avenços faran possible la navegació transoceànica i permetran els grans descobriments;
- La inseguretat de les carreteres és perjudicial per a l'economia de Flandes i França: els flamencs abandonen les fires de Champagne, que decauen a favor de París. El comerç de tèxtils es realitza per mar, passant per alt la península Ibèrica, en benefici dels comerciants italians. El paper comercial de França, una potència continental, disminueix:[93]
- El reiterat cessament del trànsit multicanal va influir fortament en la indústria tèxtil flamenca que, al començament del conflicte, va importar llana anglesa. Per omplir aquest buit, els anglesos es van fer menys econòmicament dependents de Flandes transformant directament la seva llana en roba.[243] Per a això, els ajuden els incentius del rei d'Anglaterra, que grava la roba molt menys que la llana i, des del 1337, atorga amplis privilegis a qualsevol treballador estranger que s'instal·li a les ciutats angleses i prohibeix l'exportació de llana a Flandes i la importació de draps.[244] Davant d'aquesta situació, molts teixidors flamencs itinerants van venir a provar sort a Anglaterra. Abans de la gran plaga, Flandes va patir una crisi demogràfica, que va provocar una forta emigració.[245] Els teixidors flamencs van importar la seva llana d'Espanya, cosa que va fer que la integració econòmica a l'imperi dels Habsburg, mentre que els vincles amb França disminuïen amb la pèrdua d'influència de les fires de Champagne, desenvolupaven matèries primeres de substitució com el lli;[246]
- La competència anglesa redueix els beneficis dels teixidors, l'economia flamenca va desenvolupar altres activitats com el sector bancari;[93]
- El sector financer progressa. Per assegurar fons, l'ús de lletres de canvi creix i permet evitar el transport de fons amb molt menys risc i l'impacte de canvis incessants en el tipus de canvi de la moneda. Això es fa mitjançant el desenvolupament de la xarxa postal;[247]
- Per mutualitzar els riscos, els comerciants s'uneixen en societats i companyies i creen filials independents. En cas de fallida, la filial no provoca el col·lapse de tota l'empresa.[248]

Finalment, l'evolució gradual cap a l'escassetat de metalls preciosos i l'augment del comerç amb l'Orient van conduir a l'establiment de rutes comercials cap a Àsia i a la recerca de noves fonts de metalls preciosos. Amb la millora de les tècniques de navegació, es van fer possibles viatges transoceànics A partir de mitjans del segle xv, tot porta a l'era dels descobriments.

### Crisi pontifícia dins de l'Església

Mapa històric del Cisma d'Occident.
País que reconeix el papa de Roma
País que reconeix el papa d'Avinyó
Països que han canviat el seu suport

Al començament del conflicte, els papes tenen la seu a Avinyó i són francesos, ce cosa que confereix als francesos un important avantatge diplomàtic. Tanmateix, el 1377, Gregori XI va fer tornar el papat a Roma per posar fi al conflicte amb els florentins gràcies a la intervenció de Caterina de Siena. El 1378, el nou papa, Urbà VI, és particularment despòtic envers els cardenals francesos, que l'acusen per tant d'haver estat elegit sota la pressió del carrer romà i elegeixen l'antipapa Climent VII a Avinyó.
Els bel·ligerants tenen tot l'interès a comptar amb el suport d'un papa i, per tant, Anglaterra i el Sacre Imperi reconeixen Urbà VI mentre França i els seus aliats castellans i escocesos donen suport a Climent VII.
Durant aquests dos segles de guerra, fam i pestilència, els creients descobreixen una Església a vegades incapaç de respondre a les seves angoixes. És el moment en què l'aritmètica de la salvació (Henri Martin), la comptabilitat del més enllà (Jacques Chiffoleau), prenen proporcions incomprensibles per a aquells que ignoren el terror dels homes d'aquella època per l'infern. Els més rics compren centenars, fins i tot milers de misses per a la salvació de les seves ànimes. Rics i pobres participen en processons penitencials, en passions teatrals al pati de les esglésies i la coronació de la Verge, la figura protectora de la mare de Jesús, es converteix en un tema important de l'art. Cada vegada més fidels, els reformadors cristians també exigeixen l'accés directe a la font de la salvació, a la lectura de la Bíblia en llengua popular, en un moment en què només els clergues tenen dret a llegir i comentar les Escriptures. Hi ha un origen de la reforma protestant, un altre element de la modernitat de finals de l'edat mitjana, amb l'ascens de les classes burgeses.
La divisió de l'Església després del Gran Cisma obre espai per a la crítica. Es poden divulgar noves teories com les de John Wycliffe i els eclesiàstics estan repartits entre els partidaris del papa o de l'antipapa, que es desacrediten. El terreny està preparat per a la reforma de la qual Wyclif és un dels precursors.
El cisma es resol només en 1415 en el Concili de Constança, els dos papes abdiquen permetent l'elecció d'un únic papa Martí V. Per resoldre el conflicte, l'Església ha de recórrer al conciliarisme: els concilis (reunió de tots els bisbes) tenen més poder que el mateix papa i s'han de reunir regularment. En conseqüència, el papat està molt debilitat, cosa que permet a Carles VII imposar-se el 1438 com a cap natural de l'Església de França confiant en l'episcopat francès: és el gal·licanisme.

| Papes del Cisma d'Occident |
| -------------------------- |
|                            |

### Divisió franco-anglesa

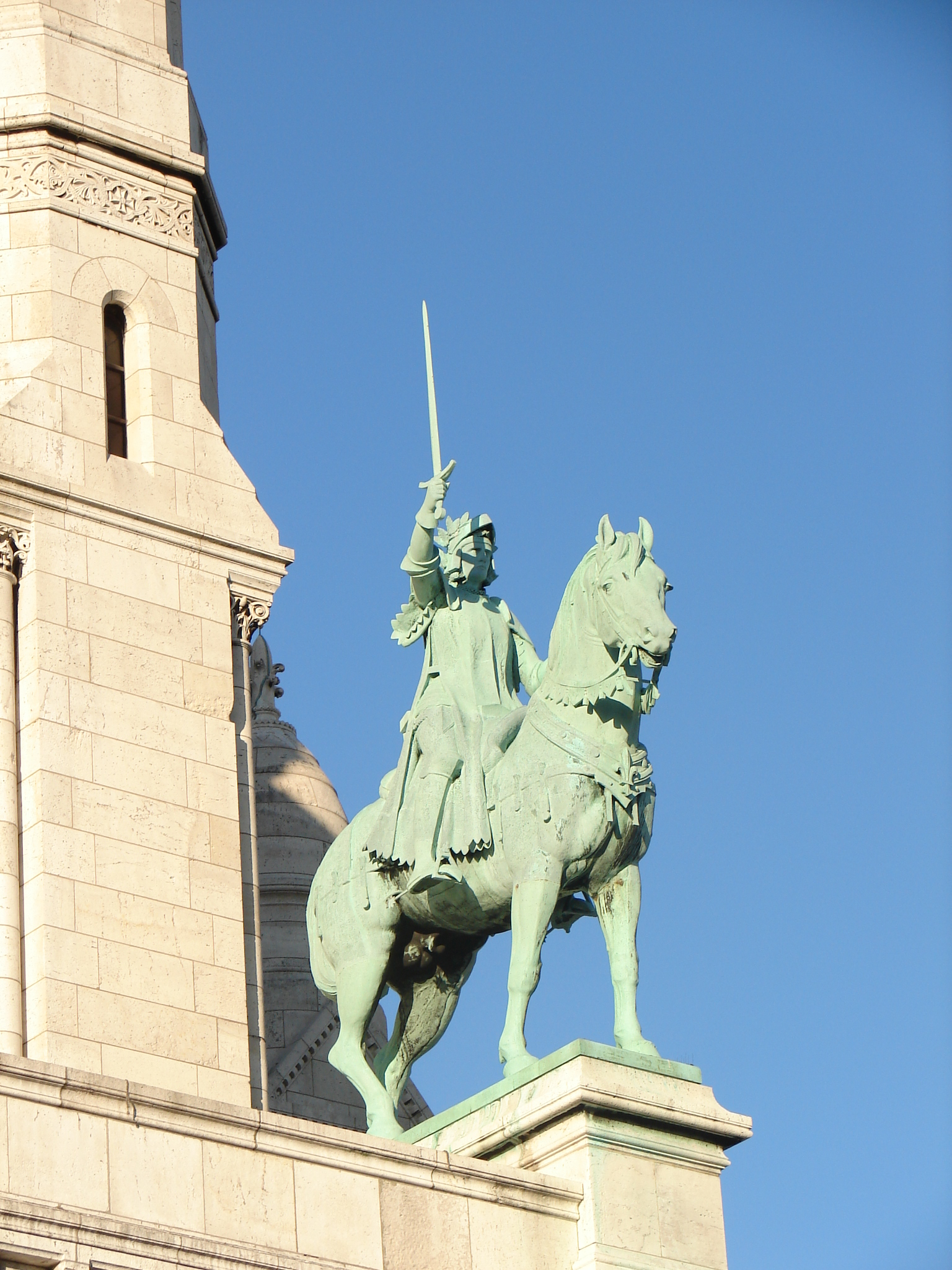
Estàtua de Joana d'Arc a l'entrada de la basílica del Sacre-Cœur de Montmatre de París

Anglaterra promou la cria i el comerç de llana. L'artesania i les ciutats es desenvolupen. La burgesia i el parlament (aquest va destituir Ricard II el 1399 quan aquest sobirà va intentar enfortir el poder monàrquic), va prendre cada vegada més poder, sobretot amb la Pesta Negra. Molts pobles anglesos han quedat deserts. El país és cada vegada menys agrícola i cada vegada és més artesanal i comercial. A causa de les dificultats que es repeteixen en l'exportació de llana a Flandes, els forts impostos a la llana i l'aparició de les matèries primeres competidores (lli, seda i llana espanyola, entre d'altres), Anglaterra s'ha convertit en un productor directe de peces de vestir i drap.: la seva economia cada vegada és més industrial. la noblesa ja no compleix el seu paper de protecció del camp i, per tant, es desacredita a si mateix instaurant impostos greument als camperols per finançar l'esforç bèl·lic. Tanmateix, els camperols, cada vegada menys nombrosos, creuen que s'hauria de reconèixer millor el seu paper social, sobretot perquè moltes batalles de la Guerra dels Cent Anys es van guanyar gràcies al seu talent d'arquer i responen favorablement als sermons dels lolards que van difondre les idees de John Wyclif. La seva revolta contra Ricard II és sufocada, però aquest últim acaba sent derrocat: la monarquia anglesa ha perdut credibilitat i poder. John Wyclif va ser un precursor de la Reforma, i el seu país va acollir amb satisfacció el protestantisme al Renaixement. D'altra banda, les rutes comercials són més marítimes que a França, de manera que la necessitat d'un poder centralitzat fort que asseguri les rutes és menys evident, sent la noblesa cada vegada menys essencial. Anem cap a un poder cada vegada menys absolut i les llibertats individuals s'estan reivindicant progressivament. El Renaixement comporta l'apoderament de l'autonomia religiosa d'Anglaterra, després l'adveniment gradual d'una monarquia constitucional.

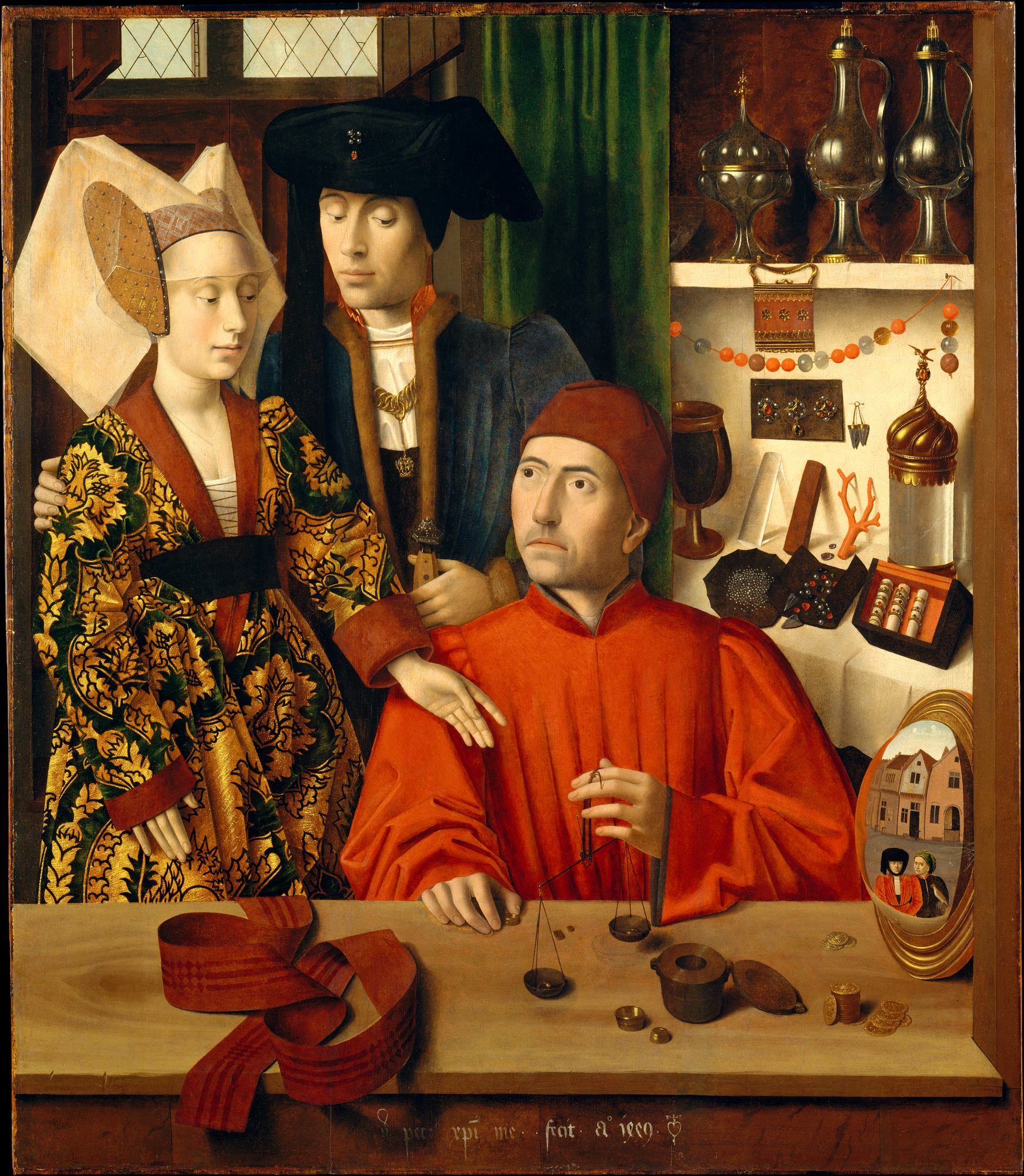
Sant Eloi orfebre, Petrus Christus (1449).
Representa una parella burgesa a ca l'orfebre: la guerra dels Cent Anys va veure com la burgesia augmentava les seves demandes polítiques.

França, un país afavorit pel seu clima per a l'agricultura, tria una societat religiosa sobre una estructura rural estable amb una poderosa monarquia amb un poder centralitzat fort i protector. El desenvolupament de les ciutats ha permès a la burgesia desafiar el poder de la noblesa, que sembla incapaç de justificar el seu estatus al camp de batalla. L'ús dels estats generals es fa freqüent i la burgesia té lloc així en la societat, però els monarques savis (Carles V i el seu net Carles VII) saber reunir al seu voltant el camp, després el país, utilitzant el naixent sentiment nacional, reforça finalment el poder reial. Aprofiten la inseguretat generada pel conflicte, que genera malestar al camp però també afecta el comerç en afectar els mitjans de comunicació, i ja no pot ser gestionada per la baixa noblesa assegurant el territori gràcies a un exèrcit permanent finançat per un sistema fiscal i administratiu modernitzat. La noblesa perd gradualment el seu contrapoder enfront del sobirà i el feudalisme reivindicatiu i reivindicatiu, patrimoni de l'alta edat mitjana, tendeix a desaparèixer davant l'autoritat del rei. El terreny està preparat per a l'evolució cap a la monarquia absoluta. D'altra banda, en comparació amb la resta d'Europa, la guerra frena l'avanç cap a una civilització més urbana a França. Podem veure a la resta d'Europa un pre-renaixement i l'evolució cap a un augment del poder de les ciutats, però França s'escapa d'aquesta evolució i desenvolupa una monarquia absoluta de dret diví extremadament centralitzada.
Finalment, a Anglaterra, el 1361 l'anglès es va convertir en la llengua oficial, mentre que l'anglonormand era l'idioma utilitzat per l'aristocràcia des de la conquesta normanda. És la Guerra dels Cent Anys la que confirma la fractura cultural franco-anglesa.

### Litigis borgonyons
La Guerra dels Cent Anys també va conduir a la independència de facto de l'estat de Borgonya, que es va convertir en un autèntic principat format per territoris de França i del Sacre Imperi Romanogermànic. Els Habsburg i els Valois competeixen pel control d'aquestes terres, resultant en dos segles de conflicte entre França, d'una banda, i Àustria i Espanya, de l'altra.
El mapa de l'Europa renaixentista es va dibuixar al final de la Guerra dels Cent Anys, sobretot des que Constantinoble va caure el 1453, un pas important en la geografia oriental medieval. Aquesta guerra va contribuir, entre altres coses, a la creació de dos estats els enfrontaments recurrents dels quals van marcar el continent durant molts segles: França i Anglaterra.

## Cronologia
- 1337: Felip VI confisca el ducat d'Aquitània com a represàlia a la protecció que Eduard III dispensava a Robert d'Artois, enemic del rei francès. Eduard reclama els seus drets al tron francès i es nega a retre vassallatge davant Felip.
- 1339: Eduard III inicia les operacions terrestres contra França.
- 1340: els anglesos vencen en la batalla naval de Sluis, en la qual s'acaba la invasió francesa d'Anglaterra, i porta que la guerra es desenvolupi en territori de França. Però els deutes obliguen Eduard III a pactar una treva.
- 1346: Eduard desembarca a França amb un exèrcit, que el 26 d'agost aconsegueix la victòria de Crécy, on moren o són fets presoners molts nobles francesos. El botí és immens.
- 1346: els anglesos vencen als escocesos, aliats dels francesos. La pau entre Anglaterra i Escòcia s'estableix en el tractat de Berwick.
- 1347: els anglesos prenen Calais, que romandria en el seu poder fins al 1558.
- 1348: se suspenen els enfrontaments a causa de la Pesta Negra.
- 1350: Joan II és coronat nou rei de França. El comte d'Armanyac, vassall d'Aquitània, proclama la seva lleialtat a Joan.
- 1355: el fill d'Eduard, del mateix nom que el seu pare, però que la història coneix com al Príncep Negre, devasta Armanyac. Avança fins al Mediterrani i torna arrasant-ho tot al seu pas.
- 1356: Joan II avança fins al Loira. A Poitiers, el Príncep Negre obté una gran victòria davant els francesos, malgrat que el seu exèrcit està esgotat i en clar desavantatge numèric. Joan II és fet presoner, juntament amb molts nobles.
- 1358: França pateix un aixecament camperol i una revolta a París.
- 1360: Eduard III arriba a París i se signa la pau de Brétigny, per la qual es redueix el rescat de Joan; els anglesos passen a dominar un territori que comprèn des dels Pirineus fins al Loira i Eduard renuncia als seus drets sobre la corona francesa. Sir Richard Knoll condueix una expedició que ataca la costa francesa, però és derrotat.
- 1363: Joan de Gant intenta triomfar on fracassà Knoll. Al comandament d'una gran força expedicionària anglesa, ataca novament la França continental i pateix un ressonant revés.
- 1369: el conestable de França, Bertrand du Guesclin, ataca Aquitània i hi evita una confrontació oberta.
- 1375: se signa a Bruges una treva per dos anys. Els anglesos conservaven únicament Calais i una estreta franja entre Baiona i Bordeus. No obstant això, els combats continuen de manera esporàdica.
- 1396: se signa una altra treva.
- 1399: El futur Enric V, de dotze anys, és armat cavaller pel rei Ricard II d'Anglaterra. Al cap de poc de temps, el sobirà és assassinat per Enric IV, pare del noi.
- 1400: el jove príncep és enviat a lluitar contra els irlandesos rebels.
- 1402: venç els gal·lesos.
- 1403: Hotspur i Percy, generals d'Enric IV, es rebel·len contra ell i el príncep Enric els derrota tots dos.
- 1405: Anglaterra envaeix França.
- 1407: nova treva.
- 1410: segona invasió de França.
- 1412: tercer intent per envair França. Les tres expedicions acaben amb un molt moderat èxit.
- 1413: mor Enric IV i el seu fill és coronat amb el nom d'Enric V
- 1415: Enric V d'Anglaterra reafirma els seus drets al tron francès, front a la política pacifista del seu pare, Enric IV. Desembarca a Normandia amb un gran exèrcit. Aliat amb el duc de Borgonya, obté la victòria d'Azincourt, davant d'un exèrcit molt superior.
- 1416: Signatura del tractat de Canterbury entre Enric V d'Anglaterra i l'emperador Segimon i va donar lloc a una aliança defensiva i ofensiva contra França,[260] obrint el pas a la finalització del Cisma d'Occident.[261]
- 1417: els anglesos prenen Caen, on Enric V ordena la mort de tots els homes civils.
- 1420: se signa el tractat de Troyes, pel qual Enric V d'Anglaterra es casa amb Caterina de Valois, filla del rei de França. Enric és reconegut, a més, hereu al tron francès, sempre que França mantingui la seva independència.
- 1422: mor Enric V abans que el rei francès Carles VI, amb la qual cosa es desencadena la lluita per la successió al tron francès.
- 1428: una ignota camperola francesa, Joana d'Arc, comença a fer-se càrrec de les operacions militars.
- 1429: els anglesos ocupen París i el nord de França, i arriben fins a Orleans. El 4 de maig, Joana d'Arc, al capdavant dels cavallers francesos, aixeca el setge. Joana obté les victòries de Troyes, Chalons i Reims. Els francesos obtenen també la victòria de Patay i Carles VII va ser coronat rei de França a Reims.
- 1430: Joana és capturada pels borgonyons, aliats d'Anglaterra, i lliurada als anglesos.
- 1431: Joana mor a la foguera, a Rouen. Enric VI d'Anglaterra és coronat rei de França a París.
- 1435: pau d'Arres.
- 1436: Borgonya es reconcilia amb França. Els francesos prenen París.
- 1444: se signa una treva per cinc anys. Enric VI es casa amb la neboda del seu rival.
- 1450: Carles VII ataca Normandia i Gascunya i aniquila l'exèrcit anglès a Fromigny. Els anglesos comencen a perdre els seus territoris.
- 1453: Carles VII pren Bordeus i Aquitània, i recupera tota França excepte Calais. Fi de la Guerra dels Cent Anys.

### Principals batalles
- Batalla de Cadzand (1337).
- Batalla naval de l'Écluse (1340).
- Batalla de Crécy (1346).
- Batalla de Poitiers (1356).
- Batalla d'Auray (1364).
- Batalla de Montiel (1369).
- Setge d'Harfleur (1415).
- Batalla d'Azincourt (1415).
- Batalla de la Brossinière (1423).
- Setge d'Orleans (1429).
- Batalla de Reims (1429).
- Batalla de Rouen (1431).
- Batalla de Formigny (1450).
- Batalla de Castillon (1453).

## Figures importants

### França
| Escut      | Figura històrica                   | Vida                                | Notes                    |
| ---------- | ---------------------------------- | ----------------------------------- | ------------------------ |
|            | Felip VI                           | 1293–1350, regnà entre 1328 i 1350  | Fill de Carles de Valois |
| Joan II    | 1319–1364, regnà entre 1350 i 1364 | Fill de Felip VI                    |                          |
| Carles V   | 1338–1380, regnà entre 1364 i 1380 | Fill de Joan II                     |                          |
|            | Bertrand du Guesclin               | 1320–1380                           | Comandant                |
|            | Lluís I, Duc d'Anjou               | 1339–1384, regent entre 1380 i 1382 | Fill de Joan II          |
|            | Carles VI                          | 1368–1422, regnà entre 1380 i 1422  | Fill de Carles V         |
| Carles VII | 1403–1461, regnà entre 1422 i 1461 | Fill de Carles VI                   |                          |
|            | Joana d'Arc                        | 1412–1431                           | Visionària religiosa     |
|            | La Hire                            | 1390–1443                           | Comandant                |
|            | Jean Poton de Xaintrailles         | 1390–1461                           | Comandant                |
|            | Joan II, Duc d'Alençon             | 1409–1476                           | Comandant                |
|            | Jean de Dunois                     | 1402–1468                           | Comandant                |
|            | Jean Bureau                        | 1390–1463                           | Mestre artiller          |
|            | Gilles de Rais                     | 1405–1440                           | Comandant                |

### Anglaterra
| Escut | Figura històrica                    | Vida                                                                                  | Notes |
| ----- | ----------------------------------- | ------------------------------------------------------------------------------------- | --- |
|       | Elisabet de França                  | 1295–1358                                                                             | Reina consort d'Anglaterra, muller d'Eduard II, mare d'Eduard III, regent d'Anglaterra, germana de Carles IV i filla de Felip IV de França |
|       | Eduard III                          | 1312–1377, regnà entre 1327–1377                                                      | Net de Felip IV |
|       | Enric de Grosmont, Duc de Lancaster | 1310–1361                                                                             | Comandant |
|       | Eduard, el Príncep Negre            | 1330–1376                                                                             | Fill d'Eduard III |
|       | Joan de Gant, Duc de Lancaster      | 1340–1399                                                                             | Fill d'Eduard III |
|       | Ricard II                           | 1367–1400, regnà entre 1377 i 1399                                                    | Fill del Príncep Negre, net d'Eduard III                                                                                                   |
|       | Enric IV                            | 1367–1413, regnà entre 1399 i 1413                                                    | Fill de Joan de Gant, net d'Eduard III |
|       | Enric V                             | 1387–1422, regnà entre 1413 i 1422                                                    | Fill d'Enric IV's |
|       | Caterina de Valois                  | 1401–1437                                                                             | Reina consort d'Anglaterra, filla de Carles VI de França, mare d'Enric VI d'Anglaterra i pel seu segon matrimoni avia d'Enric VII          |
|       | Joan de Lancaster, Duc de Bedford   | 1389–1435, regent 1422–1435                                                           | Henry IV's son |
|       | Sir John Fastolf                    | 1380–1459                                                                             | Comandant |
|       | John Talbot, comte de Shrewsbury    | 1387–1453                                                                             | Comandant |
|       | Enric VI                            | 1421–1471, regnà entre 1422 i 1461 (també entre 1422 i 1453 com a Enric II de França) | Fill d'Enric V, net de Carles VI de França                                                                                                 |
|       | Ricard Plantagenet, 3r Duc de York  | 1411–1460                                                                             | Comandant |

### Borgonya
| Escut | Figura històrica                | Vida                             | Notes                     |
| ----- | ------------------------------- | -------------------------------- | ------------------------- |
|       | Felip l'Ardit, Duc de Borgonya  | 1342–1404, duc entre 1363 i 1404 | Fill de Joan II de França |
|       | Joan Sense Por, Duc de Borgonya | 1371–1419, duc entre 1404 i 1419 | Fill de Felip l'Ardit     |
|       | Felip el Bo, Duc de Borgonya    | 1396–1467, duc entre 1419 i 1467 | Fill de Joan Sense Por    |

### Estudis generals
- Balard, Michel. Hachette. Le Moyen Âge en Occident (en francès), 2003, p. 352. ISBN 9782011455406..
- Duby, Georges. Hachette. Histoire de France Hachette, 1987, p. 357. ISBN 2-01-008878-6.
- Kaplan, Michel. Bréal. Histoire médiévale, 1994, p. 397 (Grand amphi). ISBN 2-85394-732-7..
- Mollat du Jourdin, Michel. Seuil. Genèse médiévale de la France moderne, S.XIV-XV, 1970, Arthaud, p. 301 (Points. Histoire). ISBN 2-02-004682-2..
- Theis, Laurent. Perrin. Histoire du Moyen Âge français, 1992, p. 399. ISBN 2-262-00718-7..
- Vincent, Catherine. Librairie générale française. Introduction à l'histoire de l'Occident médiéval, 1995, p. 223 (Références). ISBN 2-253-90516-X..

### Síntesis
- Allmand, Christopher. Points. La guerre de Cent ans (en francès), 2013, p. 342 (Points. Histoire). ISBN 978-2-7578-3317-9..
- Bove, Boris. Belin. Le temps de la guerre de Cent ans, 2009, p. 669 (Histoire de France). ISBN 978-2-7011-3361-4..
- Contamine, Philippe. Presses universitaires de France. La guerre de Cent ans, 1968, p. 126 (Que sais-je ? histoire-géographie). ISBN 978-2-13-058322-6..
- Demurger, Alain. Seuil. Nouvelle histoire de la France médiévale, 1990, p. 383 (Points. Histoire). ISBN 2-02-012221-9..
- Favier, Jean. Fayard. La Guerre de Cent Ans, 1980, p. 678. ISBN 2-213-00898-1..
- Minois, Georges. Perrin. La Guerre de Cent Ans, 2008, p. 804 (Tempus). ISBN 978-2-262-06454-9..
- Toureille, Valérie. Atlande. Guerre et société, 1270-1480, 2013, p. 511 (Clefs concours. Histoire médiévale). ISBN 978-2-35030-206-5..

### Estudis contemporanis en anglès
- Power, Eileen. Oxford University Press. The Wool Trade in English medieval History (en anglès), 1941. Arxivat 2011-07-06 a Wayback Machine..
- Higgins Burne, Alfred. Wordsworth editions. The Agincourt War (en anglès), 1999, p. 359. ISBN 9781840222111..
- Sumption, Jonathan. Faber and Faber. The Hundred Years War (en anglès), 1990, p. xi-659. ISBN 0-571-13895-0..
- Sumption, Jonathan. University of Pennsylvania Press. The Hundred Years War (en anglès), 1999, p. xii-696 (The Middle Ages series). ISBN 0-8122-3527-4..
- Sumption, Jonathan. University of Pennsylvania Press. The Hundred Years War (en anglès), 2009, p. xvii-1006 (The Middle Ages series). ISBN 9780812242232..
- Sumption, Jonathan. University of Pennsylvania Press. The Hundred Years War (en anglès), 2015 (The Middle Ages series). ISBN 9780812247992..
- Wagner, John A.. Greenwood Press. Encyclopedia of the Hundred Years War (en anglès), 2006, p. LV-374. ISBN 0-313-32736-X..

### Pràtiques de la guerra
- Ambühl, Rémy. Cambridge University Press. Prisoners of War in the Hundred Years War (en anglès), 2013, p. 316..
- Bell, Adrian R.. Oxford University Press. The Soldier in Later Medieval England (en anglès), 2013, p. xiv-318. ISBN 978-0-19968-082-5..
- Bell, Adrian R.. Boydell Press. The Soldier Experience in the Fourteenth Century (en anglès), 2017, p. x-235 (Warfare in History). ISBN 978-1-78327-243-3..
- Contamine, Philippe. Éditions de l'École des Hautes Études en Sciences Sociales (EHESS). Guerre, État et société à la fin du Moyen Âge, 2004, p. 450 et 334 (Ré-impressions). ISBN 978-2-7132-1816-3..
- Contamine, Philippe. Presses universitaires de France. La Guerre au Moyen Âge, 1980, p. 516 (Nouvelle Clio. L'Histoire et ses problèmes). ISBN 2-13-036308-3.
- Lambert, Craig L.. Boydell Press. Shipping the Medieval Military (en anglès), 2011, p. xiii-243 (Warfare in History). ISBN 978-1-84383-654-4..

### Aspectes particulars
- Contamine, Philippe. Hachette. La Vie quotidienne pendant la guerre de Cent ans, 1976, p. 287 (La Vie quotidienne). ISBN 2-01-002961-5.
- Kaeuper, Richard W.. Aubier. Guerre, justice et ordre public, 1994, p. 488. ISBN 2-7007-2236-1..
- Lusignan, Serge. Presses universitaires de France. La Langue des rois au Moyen Âge, 2004, p. 296 (Le nœud gordien). ISBN 2-13-054392-8..
- Maurice, Jean. Presses universitaires de France. Images de la guerre de Cent Ans, 2002, p. 237 (Études médiévales). ISBN 2-13-051900-8..

### Història política
- Éditions du CTHS. La « France anglaise " au Moyen Âge, 1988, p. 586. La « France anglaise " au Moyen Âge. ISBN 2-7355-0136-1..

#### El regne d'Anglaterra
- Cottret, Bernard. Tallandier. Histoire de l'Angleterre, 2007, p. 608. ISBN 978-2-84734-262-8..
- Harriss, Gerald L.. Clarendon Press. Shaping the Nation (en anglès), 2005, p. 705 (The New Oxford History d'Anglaterra). ISBN 978-0-19921-119-7..
- Prestwich, Michael. Clarendon Press. Plantagenet England, 1225-1360 (en anglès), 2005, p. XXII-638 (The New Oxford History d'Anglaterra). ISBN 978-0-19922-687-0..

##### Estudis per regne
- Allmand, Christopher T.. University of California Press. Henry V (en anglès), 1992, p. 504. ISBN 978-0-300-07370-6..
- Dodd, Gwilym. The University of York / York Medieval Press. Henry V (en anglès), 2013, p. xiii-305. ISBN 9781903153468..
- Griffiths, Ralph Alan. Sutton Publishing Limited. The Reign of King Henry VI (en anglès), 1981, p. 968. ISBN 978-0-75-093777-1..
- Harriss, Gerald L.. Oxford University Press. Henry V (en anglès), 1985, p. xii-222. ISBN 978-0-1987-3080-4..
- Ormrod, Mark W.. Yale University Press. Edward III (en anglès), 2011, p. xx-721 (Yale English Monarchs Series). ISBN 978-0-30011-910-7..
- Prestwich, Michael. Routledge. The Three Edwards (en anglès), 1980, p. 320. ISBN 978-0-41530-309-5..
- Rogers, Clifford J.. Boydell Press. The Wars of Edward III (en anglès), 1999, p. XXVII-384 (Warfare in History). ISBN 978-1-84383-527-1..
- Watts, John. Cambridge University Press. Henry VI and the Politics of Kingship (en anglès), 1999, p. 418. ISBN 978-0521653930..

##### L'Aquitània anglesa
- Robert Boutruche, La crise d'une société. Seigneurs et paysans du Bordelais pendant la guerre de Cent Ans, Paris, Les Belles Lettres, 1963 (1a edició: 1947), url, url, url.
- Jacques de Cauna (dir.), L'Aquitaine au temps du Prince Noir, Monein, Éditions des régionalismes, 2010.
- Vale, Malcolm Graham Allan. Oxford University Press. English Gascony, 1399-1453 (en anglès), 1970, p. xvi-271 (Oxford Historical Monographs)..
- Vale, Malcolm Graham Allan. Clarendon Press. The Origins of the Hundred Years War (en anglès), 1996, p. xx-319. ISBN 0-19-820620-8..
- (anglès) Malcom G. A. Vale, « The Gascon Nobility and the Anglo-French War, 1294-1298 , dans Gillingham John et Holt James C. (dir.), War and Government in the Middle Ages. Essays in Honour of J. O. Prestwich, Cambridge, Boydell Press, 1984, p. 134-146.
- (anglès) Malcom G. A. Vale, « The Wars in Aquitaine , dans Curry Anne et Hughes Michael (dir.), Arms, Armies and Fortifications in the Hundred Years War, Woodbridge, Boydell Press, 1994, p. 69-82.

#### El regne de França

##### Estudis d'història política
- Autrand, Françoise. Fayard. Charles V, 1994, p. 909. ISBN 2-213-02769-2..
- Autrand, Françoise. Fayard. Charles VI, 1986, p. 647. ISBN 978-2213017037..
- Autrand, Françoise. Fayard. Jean de Berry, 2000, p. 552. ISBN 2-213-60709-5..
- Beaune, Colette. Gallimard. Naissance de la nation France, 1985, p. 431 (Bibliothèque des histoires). ISBN 2-07-070389-4..Réédition : Beaune, Colette. Gallimard. Naissance de la nation France (poche), 1993, p. 574 (Folio. Histoire). ISBN 2-07-032808-2..
- Beaune, Colette. Perrin. Jeanne d'Arc, 2004, p. 475. ISBN 2-262-01705-0..
- Cazelles, Raymond. D'Argences. La société politique et la crise de la royauté sous Philippe de Valois, 1958, p. 495 (Bibliothèque elzévirienne. Nouvelle série. Études et documents)..
- Cazelles, Raymond. Droz. Société politique, noblesse et couronne sous Jean le Bon et Charles V, 1982, p. 625 (Mémoires et documents publiés par la Société de l'École des chartes).
- Cazelles, Raymond. Tallandier. Étienne Marcel, 2006, p. 375 (Biographie). ISBN 978-284734-361-8..
- Contamine, Philippe. Robert Laffont. Jeanne d'Arc. Histoire et dictionnaire, 2012, p. 1214 (Bouquins). ISBN 978-2-221-10929-8..
- Contamine, Philippe. Perrin. Charles VII, 2017, p. 560. ISBN 978-2262-03975-2..
- Dauphant, Léonard. Champ Vallon. Le royaume des quatre rivières, 2012, p. 430 (Époques). ISBN 978-2-87673-594-1..
- Deviosse, Jean. Fayard. Jean le Bon, 1985, p. 352. ISBN 2-213-01558-9..
- Favier, Jean. Fayard. Le Roi René, 2008, p. 742. ISBN 978-2-213-63480-7..
- Deviosse, Jean. Fayard. Jean le Bon, 1985, p. 352. ISBN 2-213-01558-9..
- Krynen, Jacques. A. et J. Picard. Idéal du prince et pouvoir royal en France à la fin du Moyen Âge (1380-1440), 1981, p. 341..
- Krynen, Jacques. Gallimard. L'empire du roi, 1993, p. 556 (Bibliothèque des histoires). ISBN 2-07-073117-0..
- Françoise Lehoux, Jean de France, duc de Berry. Sa vie, son action politique (1340-1416), éd. Picard, 1966-1968, 4 vol., 459+534+518+151 nb p.
- Peter S. Lewis, La France à la fin du Moyen Âge. La société politique, Paris, Hachette, 1977 (édition originale : Later Medieval France. The Polity, Londres, Macmillan, 1968).
- Minois, Georges. Perrin. Charles VII, 2005, p. 850. ISBN 2-262-02127-9..

##### Estudis regionals
- Cintré, René. Éditions Jean-Marie Pierre. Les marches de Bretagne au Moyen Âge,économie, guerre et société en pays de frontière, S.XIV-XV, 1992, p. 238. ISBN 2-903999-11-2..
- Curry, Anne. Presses universitaires de Caen. La guerre en Normandie (-), 2018, p. 362 (Symposia). ISBN 978-2-84133-889-4..
- Jones, Michael. Presses universitaires de Rennes. La Bretagne ducale, 1998, p. 269 (Histoire). ISBN 2-86847-297-4., c. 1415 - c. 1500, Christopher T. Allmand (dir.), Cambridge, Cambridge University Press, 1998, p.431-456.
- Schnerb, Bertrand. Perrin. L'État bourguignon, 1999, p. 474. ISBN 2-262-01126-5.
- Schnerb, Bertrand. Payot. Jean sans Peur, le prince meurtrier (23cm), 2005, p. 824, 4 de pl. (Biographie Payot). ISBN 2-228-89978-X..
- Thielemans, Marie-Rose. Presses universitaires de Bruxelles. Bourgogne et Angleterre, 1966, p. 641 (Université libre de Bruxelles, Travaux de la Faculté de philosophie et lettres)..
- Vaughan, Richard. Boydell. Philip the Bold (en anglès), 1962, Harvard University Press, p. 320. ISBN 9780851159157..
- Vaughan, Richard. Boydel. Philip the Good (en anglès), 1970, Longman, p. 456. ISBN 0-85115-917-6..
- Waughan, Richard. The Boydell Press. Charles the Bold (en anglès), 2002, p. XXXII-523 (The History of Valois Burgundy). ISBN 0-85115-918-4..
- (anglès) Richard Vaughan, Valois Burgundy, Londres, A. Lane, 1975.